# Синтоизм
Синтои́зм, синто́ (яп. 神道 синто:, «путь богов») — традиционная политеистическая религия Японии, основанная на анимистических верованиях древних японцев. Объектами поклонения являются ками — многочисленные божества и души умерших. Особой частью традиции является поклонение природным объектам, за каждым из которых стоит свой ками. Хотя синтоизму и присущи черты примитивной религии, он обладает развитой храмовой системой и рядом общих для многих синтоистов ритуалов. В то же время отсутствуют сложное богословие, этические предписания и канонизированное священное писание.

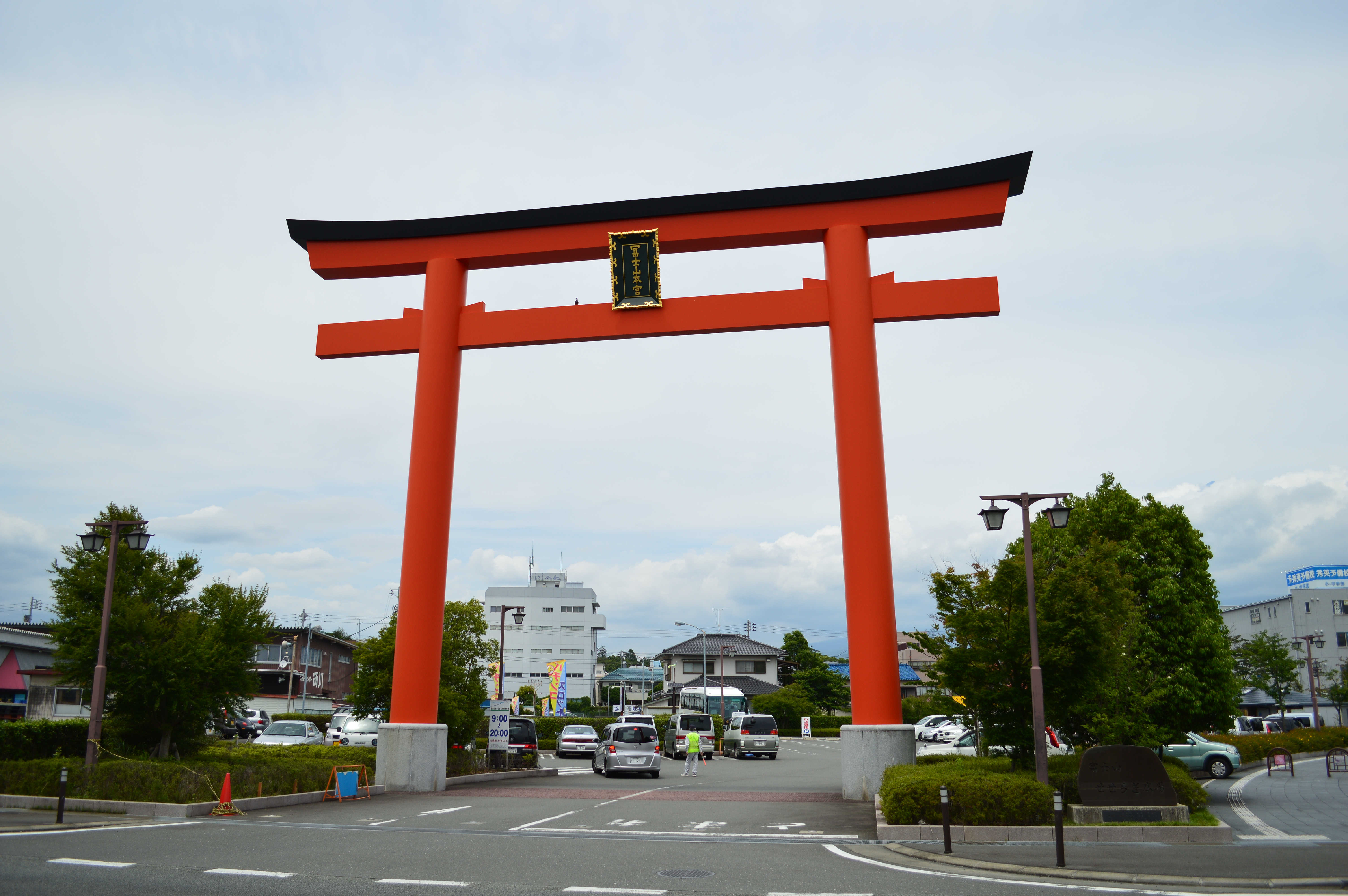
Тории — высокие бесстворчатые ворота на входе в синтоистские святыни. Являются узнаваемым символом синто

Синтоистами ценятся манускрипты «Кодзики» (712), «Нихон сёки» (720) и некоторые другие, создатели которых задокументировали подробности мифологии и ритуалов древних японцев. Центральным сюжетом синто и японской мифологии в целом является история о небесных ками Идзанаги и Идзанами, которые создали Японские острова и породили множество ками, в том числе богиню солнца Аматэрасу, потомком которой стал легендарный император Дзимму. Поклонение ками может проходить в святилищах (дзиндзя), на входе в которые стоят тории (ворота без створок), которые также являются узнаваемым символом религии. Архитектура синтоистских храмов, предположительно, восходит к древним хранилищам свайного типа. Она смогла сохранить свои основные черты, несмотря на влияние буддизма. В Японии на 2021 год насчитывалось 84 316 дзиндзя, на которые приходится всего около 20 000 каннуси (священников). В их обязанности входит отправление ритуалов, обслуживание храмов и проведение праздников (мацури). При храмах также служат женщины мико, исполняющие роль помощниц священнослужителей.
Для синтоизма первостепенную роль играют религиозные практики, а не доктрина. Синтоисты взаимодействуют с ками через молитвы (норито) и подношения. В ходе своей жизни человек наполняется кэгарэ (скверной). Чтобы отмыть от неё свой дух, необходимо пройти ритуал очищения — мисоги, в ходе которого синтоисты погружаются в воду, или хараэ, где скверна переносится на внешний объект. Важной частью синтоистского поклонения ками являются многочисленные мацури, которые исчисляются тысячами. Крупнейшие из них собирают до сотен тысяч зрителей. Многие мацури сегодня утратили прошлый религиозный смысл.
Религия испытала в своём развитии значительное влияние буддизма после его проникновения в Японию около VI века н. э. Порой буддийские храмы строились вплотную с синтоистскими, появлялось множество синкретических учений, объединявших синтоистскую и буддийскую традиции. Из-за глубокого влияния буддизма даже сформировалось мнение, что синтоизм долгое время являлся лишь ответвлением буддизма. И хотя время возникновения синтоизма является спорным вопросом, в основном учёные полагают, что ранний этап формирования синтоизма приходится на период Яёй (III век до н. э. — III век н. э.). В своём дальнейшем развитии синтоизм испытал влияние идей кокугаку, которые провозглашали уникальность и превосходство японской культуры. Сторонники движения исследовали синтоизм, пытаясь выделить в нём древние японские элементы и сделать его частью национального возрождения. Идеи кокугаку были применены на практике после реставрации Мэйдзи, когда синтоизм некоторое время был частью официальной идеологии, при помощи которой правительство пыталось объединить народ единой верой.
Синтоизм повлиял как на классическое театральное искусство Японии, так и на современную массовую культуру. Его элементы находят отражение в известных мангах и аниме, а также фигурируют в компьютерных играх. Прототипы реальных храмов, изображённые в них, нередко становятся объектами внимания поклонников.

## Определение

### Этимология

Слово «синто», записанное китайскими иероглифами

Слово «синто» сложено из двух иероглифов — 神 (син, читаемый также как ками, «божество») и 道 (до: или то:, «путь»). Таким образом, синто переводится как «путь ками», «путь богов». Первоначально религия не имела самоназвания. Самое первое упоминание термина «синто» восходит к началу VIII века, а именно к манускрипту «Нихон сёки» (720). Обычно для обозначения религиозной конфессии в японском языке используется иероглиф 教 (кё:, «учение»), однако синтоизм не имеет основателя, развитой богословской системы, канонов. В связи с этим используется иероглиф 道, более вольное понятие, обозначающее направление мысли или образ жизни. Две наиболее популярные теории происхождения слова «ками» связывают понятие с иероглифом 鏡 (кагами, «зеркало») либо с 上 (ками, «верхний, выше»), однако существуют и другие мнения. Японский лингвист Сусуму Оно утверждает, что в манъёгане знак «ми» (совр. яп. ミ) имел два разных чтения, и в иероглифах 鏡 и 上 звучал не так, как в иероглифе ками (яп. 神). Следовательно, точно определить происхождение этого слова невозможно. Существуют и другие термины, иногда используемые для обозначения синтоизма: ками-но-мити, каннагура-но-мити, кодо: и другие.

### Определение синтоизма

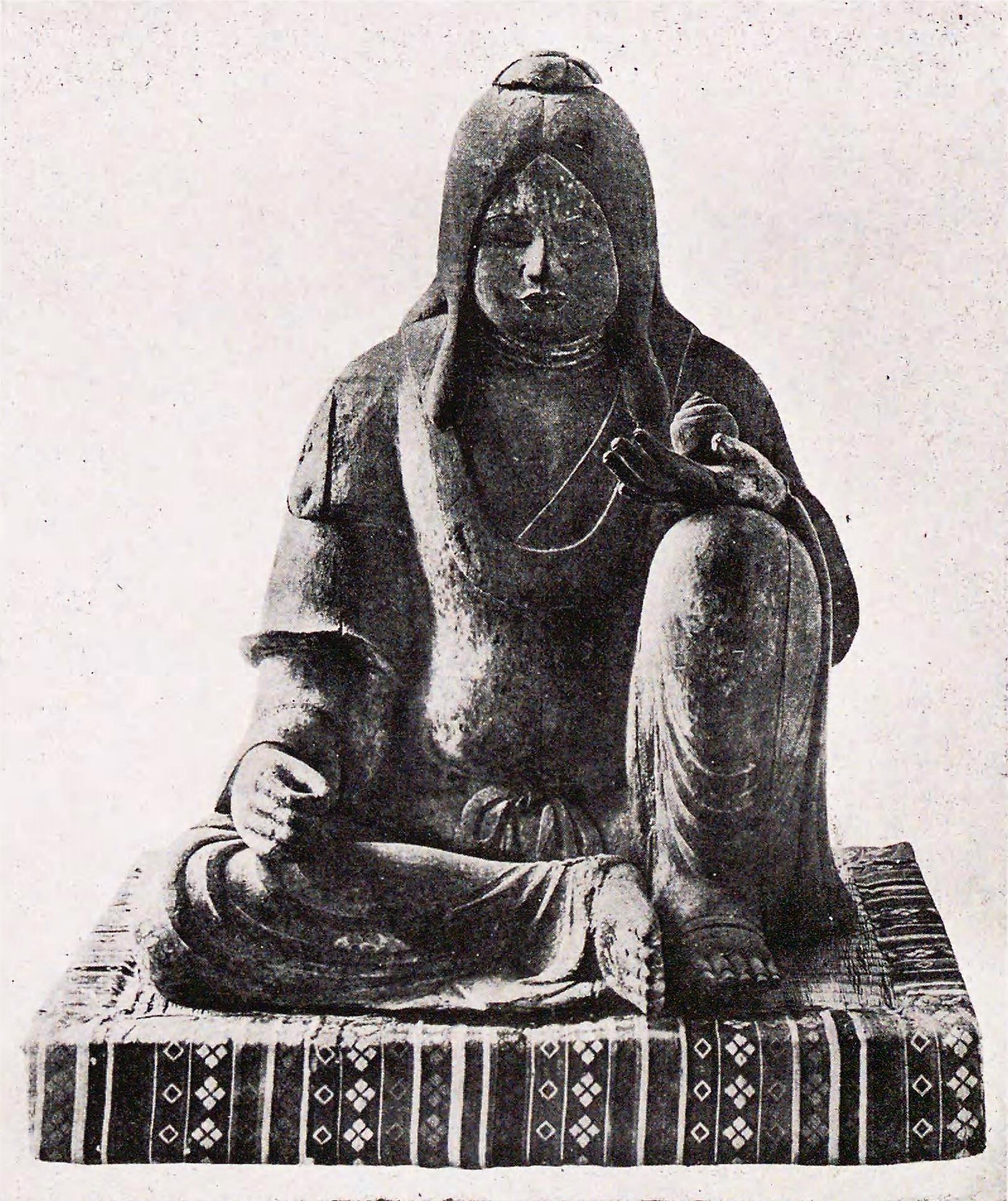
Статуя ками Ука-но митама, созданная в период Хэйан, город Морияма

Не существует универсального определения термина синтоизм, равно как и точных границ религии. Однако общим аспектом для всех последователей является вера в ками (яп. 神), божеств японского происхождения. Слово «ками» обозначает божественный дух, который, с точки зрения синтоистов, присущ силам природы, животным, природным объектам, людям и т. д. Синтоизм обладает как рядом признаков, характеризующих его как примитивную религию, так и чертами организованной религии. В синто нет развитого богословия, а важная часть веры — поклонение природе. В то же время он обладает храмовой системой и определёнными ритуалами. В ранней японской литературе «синто» имело множество значений: народные верования, включая различные суеверия; концепции, касающиеся веры в ками; религиозные учения, распространяемые тем или иным храмом, и ряд других значений. Историк Цуда Сокити утверждает, что в «Нихон сёки» это слово употребляется в значении «местные японские религиозные верования и обычаи», подчёркивая их отличие от буддийской традиции. В то же время иероглифами, образующими «синто», в Китае могли называть и местные верования, и даосизм, и буддизм, и религию в целом.
В синтоизме отсутствуют религиозная догматика, строгие этические предписания и универсальный комплекс верований. Он основан в первую очередь на религиозных практиках, нежели на доктрине. Религия развивалась в течение тысячелетий в разных частях Японии, и в её основе лежат локальные обычаи. Исследователи видят синтоизм как этническую религию, определяющую японскую национальную идентичность. Адепты синто не стремятся распространить свои верования на другие народы. Исключениями стали период государственного синтоизма и деятельность отдельных синтоистских сект. Несмотря на это, по всему миру существует некоторое количество последователей и священнослужителей неяпонского происхождения. Кроме почитания природы, основой синтоистской традиции является центральное положение императора, прежде всего до 1945 года. Этот аспект характеризуется наличием связанных с императором святынь, таких как храм Исэ, а также ритуалов, имеющих отношение к императорскому двору. К таким относится Дайдзёсай — обряд возведения императора на престол. Вопреки мнению о том, что синтоизм является коренной религией японцев и сохранил первозданные черты, японский историк Тосио Курода и многие другие учёные утверждают, что синтоизм как независимая религия возник лишь во времена реставрации Мэйдзи, а до этого периода он развивался как одно из ответвлений буддизма. Все ками, которым поклонялись японцы, с позиции Куроды, были множеством проявлений Будды. Мнение Куроды сформулировано в его статье «Синтоизм в истории японской религии». Иноуэ Нобутака, профессор университета Кокугакуин, также считает, что синтоизм нельзя определять как систему, в неизменном виде сохранившуюся с древнейших времён.
Синтоизму свойственен анимизм. Это следует и из определения синтоизма «Ассоциации синтоистских храмов», которая заявляет, что неотъемлемая часть синто — это поклонение предкам и вера в божеств, населяющих объекты природы. Японский анимизм состоит из множества локальных, отличающихся друг от друга традиций. Для них часто используют термин «народный синтоизм», чтобы отделить его от «государственного синтоизма», созданного японским правительством после реставрации Мэйдзи в XIX веке, который был призван обеспечить страну политической идеологией и объединить нацию вокруг фигуры императора.

### Типология
Многие западные и японские учёные предпочитают описывать синто не как единое целое, а как совокупность ряда течений и видов. При этом каждое из этих течений вобрало в себя элементы иных религий и народных верований, поэтому их определение не является однозначным. Японовед Хелен Хардекер выделяет следующие основные типы: императорский, государственный, народный и сектантский синтоизм. Профессор университета Кокугакуин Сокё Оно добавляет домашний и храмовый синтоизм, а также выделяет в последней категории практики храма Исэ в качестве отдельной, уникальной традиции.
Домашний синтоизм — синтоистские практики, проводимые дома в отсутствие священнослужителей. В основном заключается в почитании ками при помощи домашнего алтаря камидана. Часто учёные объединяют домашний синтоизм с народным.
Народный синтоизм — форма синтоизма, которая практикуется в местных святилищах или дома. К этому направлению относится почитание как местных, так и межрегиональных божеств, распространившееся по всей Японии. Центром народного синтоизма являются семья и община; в качестве священнослужителей также выступают местные жители. Для него характерны древние местные обычаи.
Храмовый синтоизм — традиционные обряды и практики, которые проводятся в храмах. Храмовый синтоизм является одной из древнейших и самых распространённых форм синто. Храмы в том или ином виде возводились в Японии ещё до основания централизованного государства, а их количество достигло в начале XX века около 200 000. В старину он во многом пересекался с «народным синтоизмом». В эпоху Мэйдзи он был подчинён государственному синтоизму и поставлен под контроль государства. После 1945 года сформировалось централизованное руководство храмами, которое больше не зависит от государства.
Императорский синтоизм, или синтоизм императорского двора, — церемонии, проводящиеся в трёх святилищах на территории императорского дворца. В этих тайных ритуалах участвуют лишь члены императорского дома и придворные, главные ритуалы проводит сам император. Одной из черт направления является поклонение душам императорской семьи, чью родословную возводят к богине Аматэрасу. В старину в главном императорском святилище Касико-докоро хранилось зеркало Аматэрасу, впоследствии там осталась его копия, а зеркало было перенесено в храм Исэ. В период существования государственного синтоизма императорский синтоизм являлся его ядром. Фигура императора выступала для народа главным священником и божеством. После Второй мировой войны на императорский синтоизм в этом виде был наложен запрет.
Государственный синтоизм — тип синтоизма, существовавший в период между реставрацией Мэйдзи и окончанием Второй мировой войны, когда государство контролировало религиозную жизнь Японии. В 1868 году была официально проведена политика симбуцу бунри, призванная полностью отделить буддийские элементы от синтоистской веры. Религия была объявлена государственной в 1869 году. В 1870—1884 годах государство особенно активно поддерживало синтоистских священников и пропагандировала синто. С 1910 года программа обучения священников составлялась властями, которые считали их частью системы образования, они должны были прививать патриотизм населению и воспитывать в нём почтение к императорской фигуре. Ученики школ периодически посещали храмы. Синтоизм перестал поддерживаться во время американской оккупации, а в новой конституции были установлены свобода вероисповедания и запрет на поддержку государством какой-либо конфессии.
Сектантский синтоизм, синто конфессий или религиозное синто (яп. 教派神道 кёха синто) — 13 разнородных религиозных групп и организаций, отделённых в период реставрации Мэйдзи от государственного синтоизма (например, Тэнрикё, Куродзумикё, Онтакэкё). Они имели некоторые сходства с синтоизмом, но отличались от традиционного течения религии. Их адепты считали себя «избранными», призванными «очистить» религиозные практики синтоизма. Некоторые группы приняли ярлык «синто» лишь с той целью, чтобы не подвергаться гонениям со стороны японского правительства, и после Второй мировой отказались от принадлежности к синто.

## Исторические источники и историография

### Письменные источники

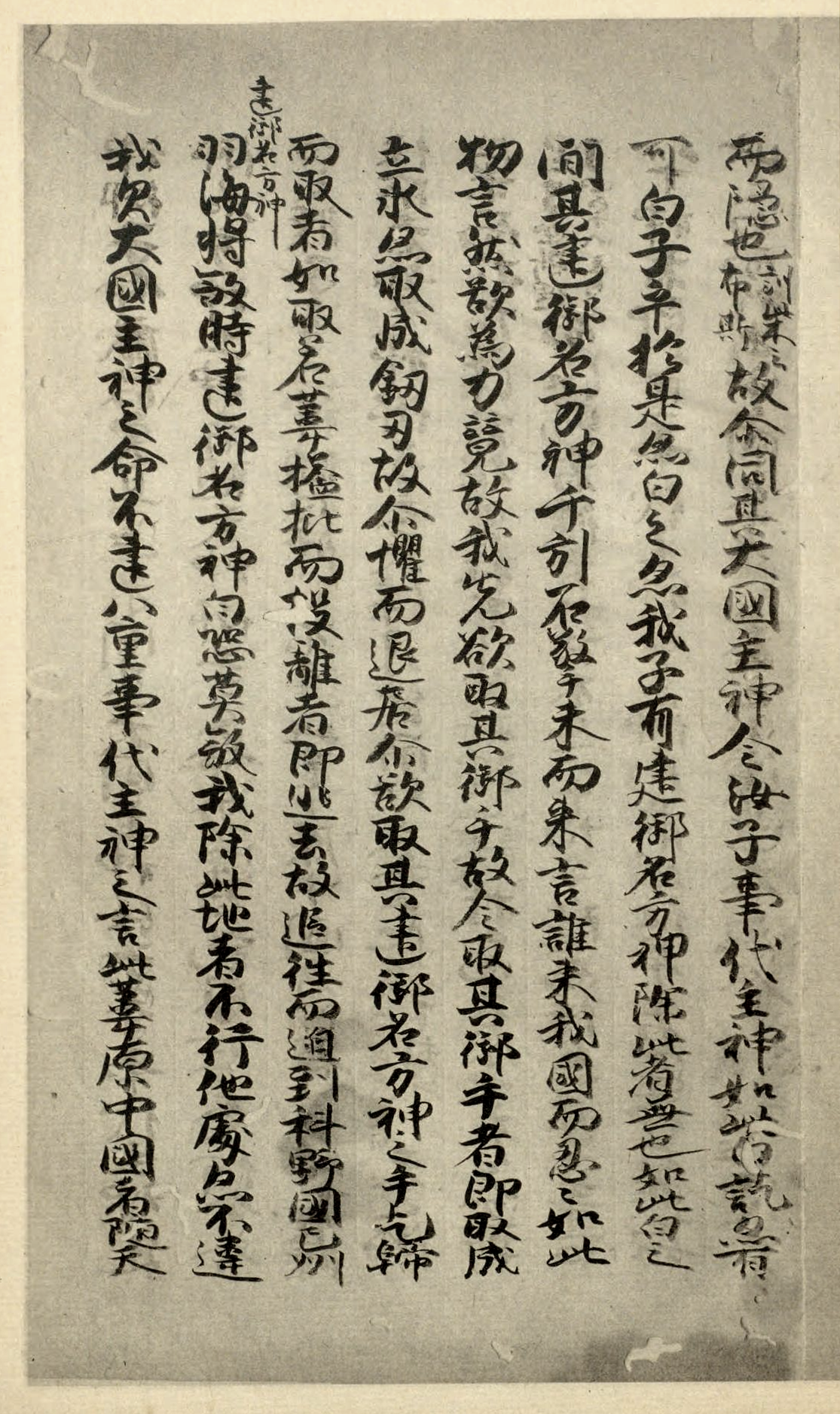
Страница манускрипта «Кодзики», датируемая 1371—1372 годами

В эпоху раннего синтоизма существовало убеждение, согласно которому священная информация должна была сохранять устную форму, поскольку при переходе на бумажные носители тексты утратили бы свою сакральность. Первоначально синтоистские тексты предназначались для публичного устного оглашения во время совершения ритуалов, а не для индивидуального изучения. Поэтому богословская традиция не успела сформироваться до прихода в Японию конфуцианства и буддизма, чья богатая теология, утверждает А. Н. Мещеряков, не позволила синтоистам развить собственную текстуальную традицию позже. Эти факторы стали причиной отсутствия в письменной культуре Японии исключительно «синтоистских» текстов. Древние и средневековые тексты, повествующие о раннем синтоизме, а также комментарии к ним, создавались в основном буддийскими и конфуцианскими авторами, а сами произведения обычно не придерживались исключительно религиозной тематики. Часто они описывали общегосударственные, социальные и духовные аспекты японской жизни. Самые ранние свидетельства японской культурной жизни относятся к государственным законодательным сводам: «Тайхо рицурё» (701) и «Ёро рицурё» (757). В государственных сводах Древней Японии существовал отдельный раздел — «дзингирё» (яп. 神祇令, «Закон о небесных и земных божествах»), полностью посвящённый государственным синтоистским ритуалам. Нет достоверных источников, подробно рассказывающих о культах ками до начала создания в Японии централизованного государства, которое осуществлял двор Ямато, особенно в отдалении от него. По этой причине при рассмотрении ранней религиозной жизни приходится обращаться лишь к археологическим находкам.
Существует два произведения, подробно свидетельствующие о ранней истории синтоизма. Ими являются написанный в 712 году «Кодзики» (с яп. — «Записи о деяниях древности»), а также «Нихон сёки» (с яп. — «Анналы Японии»), датируемый 720 годом нашей эры. Произведения являются древнейшими памятниками японской литературы. «Кодзики» составлен на древнеяпонском, однако японские слова в нём записаны китайскими иероглифами, с использованием сложной системы логограмм и фонограмм. Произведение покрывает историю древней японской мифологии и японского государства вплоть до 628 года, в то время как «Нихон сёки», написанный на классическом китайском языке, — до 697 года. Основу повествования «Кодзики» составляют последовательное появление на свет и деяния различных поколений божеств, особенно предков императорской династии во главе с Аматэрасу, а после — квазиисторическая история правящего дома. Кроме «Кодзики» и «Нихон сёки» существует ряд других текстов, раскрывающих подробности синтоизма, а именно: «Кудзики» (яп. 旧事紀, «Хроники древних событий»), «Когосюи» (яп. 古語拾遺, «Избранные истории из древности») и «Энгисики» (яп. 延喜式, «Уложения эры Энги»). В самом «Кудзики» указано, что он был составлен около 620 года, однако сегодня более вероятным временем составления считаются IX—X века. Произведение во многом повторяет материалы «Кодзики» и «Нихон сёки». «Когосюи» и «Энгисики», написанные в 807 и 927 годах соответственно, описывают систему храмов, молитвы и церемонии, проводившиеся древними синтоистами.
«Нихон сёки», который иногда также называется «Нихонги», имеет схожий с «Кодзики», но отличный в некоторых моментах нарратив. В «Нихон сёки» отражено возросшее влияние буддизма на двор Ямато и связи с Китаем и Кореей, в частности, он дословно повторяет некоторые китайские мифы о создании мира. Его стиль значительно точнее копирует модели китайских династийных историй, повторяя стиль текста и формат датировок событий. Кроме того, описываемые события представлены в нескольких версиях, одна из которых выделена как главная, остальные указаны со ссылками на источники. Предполагается, что такая форма больше устраивала различные группы элиты, имевшие собственные версии мифов. Более ранний «Кодзики» ни разу не был процитирован, и мифологические сюжеты также отличаются. В тексте почти нет упоминаний Окунинуси и земных богов, в центре его внимания находится императорская династия. При этом в тексте не упоминается и Аматэрасу, и родословная императоров не возводится к ней. «Нихон сёки» был более известен и считался первой официальной хроникой, при дворе часто устраивали лекции, посвящённые ему, а позже именно на него опирались составители летописей. Руководствуясь целью подчинить историю и мифы государству, авторы «Кодзики» и «Нихон сёки» скорее пытались создать свою собственную мифологию, нежели зафиксировать уже существующие народные верования.
В 713 году вышел императорский указ о создании «Фудоки» — описания японских провинций, также содержащего информацию о мифах, ходивших в той или иной местности. Текст был призван, как заявляют учёные, укрепить власть императора над периферией. Позже, в VIII—IX веках, появилось множество документов, собирающих генеалогические списки родов. Среди них был «Вакан сорэкитэй фудзу», написанный корейскими и китайскими мигрантами, которые начали свою родословную с ками Амэноминакануси, чтобы им было проще интегрироваться в общество Японии. Ответом на сочинение стало составление японской аристократией генеалогического списка под названием «Синсэн сёдзироку», датируемого 815 годом и отрицающего происхождение мигрантов от ками. В древнем японском обществе господствовало убеждение, что социальная и государственная жизнь связаны с генеалогией, которая ведётся от того или иного синтоистского божества, и иностранцы в эту систему не вписывались. Завершающей хроникой стала «Нихон сандай дзицуроку» (яп. 日本三代実録, «Истинные записи о трёх императорах Японии», 895 год), вошедшая в состав «Риккокуси» (яп. 六国史, «Шесть национальных хроник»), среди которых также были: «Нихон сёки» (720), «Сёку нихонги» (797), «Нихон коки» (840), «Сёку нихон коки» (869), «Нихон монтоку тэнно дзицуроку» (879). Риккокуси содержат огромное количество материалов о верованиях, ритуалах и истории синто. К концу IX века создание государственных хроник прекращается, поскольку правящая династия к тому моменту выполнила необходимость легитимации своего правления. Эти произведения, в особенности «Кодзики» и «Нихон сёки», ценятся последователями синто, поскольку они содержат информацию об императорской династии, родословные некоторых родов, а также подробно описывают ритуалы, которые проводили древние синтоисты. Несмотря на это, они не считают их священными писаниями, подобно Библии в христианстве или Корану в исламе. В первую очередь они оцениваются как источники исторических сведений, рассказывающие о древней форме синтоистской религии.

### Историография

#### Японские исследования синтоизма

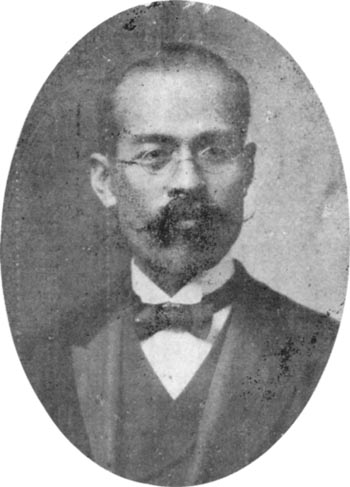
Портрет Танаки Ёсито, основоположника академического изучения синтоизма

Впервые термин «синтогаку» («наука о синтоизме») был употреблён около 1917 года, однако долгое время оставался неизвестным вне круга специалистов.
Основоположником академического исследования синтоизма выступил японский учёный Танака Ёсито. В 1902 году он опубликовал свою первую статью, посвящённую синтоизму, а с 1910 года практически полностью посвятил себя его исследованию. В апреле 1921 года Танака начал преподавать в Токийском университете в рамках первой в Японии программы по изучению синтоизма, впервые предназначавшейся для широкой публики, а не для священнослужителей. Он учредил два авторских курса: «Введение в синтоизм» и «Чтение классики», где преподавал «Кодзики». В 1923 году на базе этой программы был основан научно-исследовательский институт, где Танака работал лектором до 1938 года. Танака полагал, что синтоизм — это центр национальной морали, а общество он называл «семьёй», главой которой был император, чья цель — обеспечение непрерывности культа предков, а целью общества были верность и «сыновья почтительность». Современные авторы относятся к работам Танаки скептически, замечая его равнодушие к фактам исторической науки.
Другим автором, внёсшим фундаментальный вклад в развитие науки о синтоизме, является Като Гэнти, коллега Танаки по университету. Като, будучи религиоведом-компаративистом, сравнивал синтоизм с другими религиями мира, в том числе авраамическими. Учёный оценивал синтоизм как национальную религию японцев, которая существует с древнейших времён, и древние, примитивные элементы которой сохраняются и проявляются в современном для автора синтоизме. В 1926 году был выпущен его подробный — один из первых на английском языке — и ставший классическим труд «Изучение синто: религия японской нации».
В 1926 году в Токийском университете появляется «Общество изучения синто», целью которого было «исследовать все аспекты синто научным путём». Вместе с организацией появляется «Журнал изучения синто», который позиционировался как первый академический журнал в Японии, посвящённый изучению синтоизма, редактором и основным автором которого стал Танака. В 1930-х годах появляется значительное количество работ, посвящённых синтоистским храмам за пределами японского государства. В 1933 году исследователь Сёдзо Огасавара в своём труде «Кайгай-но-дзиндзя» описывает построенные за пределами Японии дзиндзя, становясь, таким образом, новатором в этой области. Начиная с 1932 года, Танака начинает исследование синтоистских сект и посвящает этой проблеме тринадцать статей. В 1938 году Като Гэнти опубликовал «Индекс синтоистских сочинений» — полное собрание текстов, имеющих отношение к синтоизму.
На строгое академическое исследование синто в Японии было наложено табу вплоть до капитуляции Японской империи во Второй мировой войне. Исследователи, отказывавшиеся участвовать в официальных ритуалах, и учёные, ставившие под сомнение исторические предпосылки тех или иных ритуалов, могли лишиться работы. Подобные ограничения неявно сохранялись до 1970-х годов. Значительная часть послевоенных исследований проводилась заинтересованной стороной — синтоистскими священниками, которые представляли синтоизм как часть японского этноса и религию, существующую с начала времён. С 1980-х годов в Японии фокус изучения синто смещается на глубокое взаимодействие синтоизма с другими религиями и философскими течениями. К примеру, этой проблематике посвящает исследования историк-медиевист Тосио Курода, который подвергал религию жёсткому историческому анализу в опубликованной в 1981 году книге «Синтоизм в истории японской религии». В ней он критикует представление, согласно которому синтоизм является исконной древней религией Японии.
Двумя самыми крупными университетами в современной Японии, где изучается синтоизм, являются Когаккан в Исэ и Кокугакуин в Токио. Заведения готовят бакалавров и магистров японоведения, синтоведения и других дисциплин, а также синтоистских священников.

#### Международные исследования синтоизма
В 1994 году была основана организация «Международный синтоистский фонд» (англ. Shinto Kokusai Gakkai), целью которой является популяризация интереса к религии и понимания её основ по всему миру. Она работает независимо от храмовой системы и не связана с какой-либо синтоистской традицией. «Международный синтоистский фонд» организовывает различные мероприятия, посвящённые синтоизму, такие как форумы и семинары, а также распространяет DVD-диски, посвящённые крупным событиям в жизни синтоистской веры. Организация способствовала созданию в 1997 году кафедры исследований синтоизма в Калифорнийском университете в Санта-Барбаре.

#### Исследование синтоизма в России

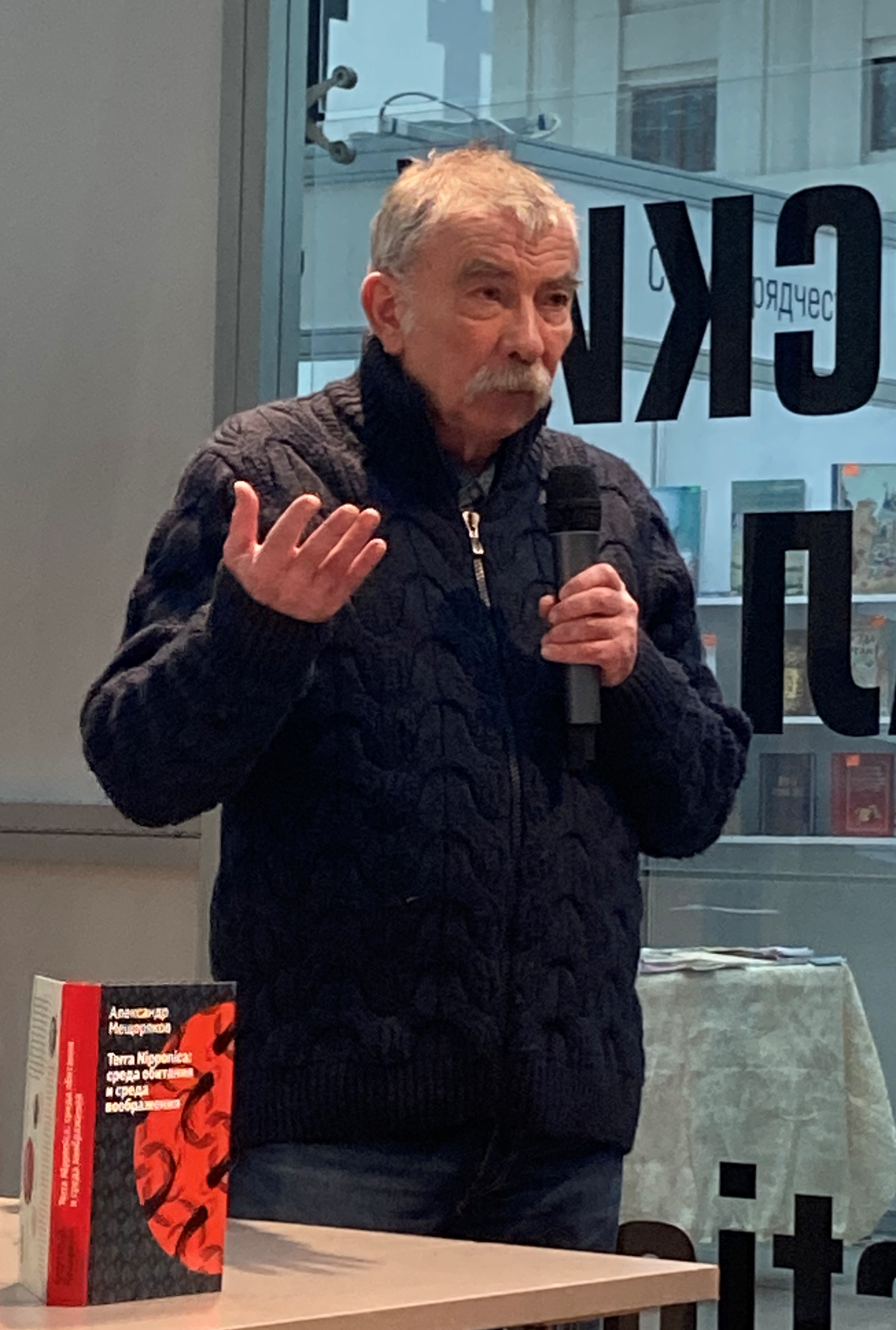
А. Н. Мещеряков, один из российских японоведов, занимающихся синтоизмом

Академическое исследование синтоизма в России началось в 1910-х годах, будучи представленным трудами Николая Невского. Были составлены первые академические переводы синтоистских текстов, среди которых находится труд Николая Конрада «Японская литература в образцах и очерках».
В раннее советское время внимание исследователей было направлено скорее на критику чуждого советскому государству национализма, присущего тогдашней Японии. Тем не менее в СССР были изданы переводы ряда произведений, почитаемых в синтоистской традиции, а именно: «Свод законов „Тайхо рицурё“», «Фудоки» и прочих. Значительная часть современных японоведческих работ опирается на переводы Советского Союза и России 1990-х.
Изучение непосредственно синтоизма в России начинается во второй половине XX века. Этой теме посвящены работы Г. Е. Комаровского («Путь богов») и Э. В. Молодяковой («Праздники в Японии: обычаи, обряды, социальные функции»). По мнению японоведа Мещерякова, после распада СССР учёные стали обращать больше внимания как на японскую культуру в целом, так и на синтоизм в отдельных его проявлениях. Были изданы основные произведения синтоистской традиции, синтоистские молитвенники норито, тексты японских государственных указов в форме сэммё. Также Мещеряков отмечает вклад в исследования синтоизма российских японистов А. Р. Садоковой, Е. К. Симоновой-Гудзенко и других. А. Н. Мещеряков посвятил две монографии теме национального самосознания японцев с позиции синто: «Японский император и русский царь», «Император Мэйдзи и его Япония». Влияние синтоизма частично затрагивают многие историко-культурные научные труды: «История Японии» А. Е. Жукова; «История древней Японии» А. Н. Мещерякова; «История Японии. XX век» В. Э. Молодякова и т. д.
В 2000—2013 годах в России действовал филиал «Международного научного общества синто», который проводил конкурсы студенческих научных работ, семинары и встречи исследователей синтоизма, организовывал международные конференции. При поддержке организации был издан фундаментальный коллективный двухтомный труд «Синто — путь японских богов». В первом томе анализировались различные стороны синтоистской религии, а второй содержал переводы синтоистских текстов с комментариями. «Международное научное общество синто» поддержало выход первой научной энциклопедии синтоизма — «Боги, святилища, обряды Японии. Энциклопедия синто», в составлении которой приняло участие 14 учёных.

## Верования

### Ками

Деревянная фигурка ками, X век

Объектом поклонения в синтоизме служат ками. Это слово обычно переводится на русский как «божество» или «бог», «богиня», однако природа ками отличается от понимания бога в монотеистических религиях. По определению японского мыслителя XVIII века, Мотоори Торинаги, «птицы и звери, поля и травы и вся другая природа, всё, что редко и необычно, то, что обладает исключительными качествами и внушает трепет, называется ками». Это понятие объединяет в себе как персонифицированных, индивидуальных божеств, так и безымянных духов.
По своей природе ками могут проявляться не только в объектах, но и в явлениях, таких как землетрясения, эпидемии, засухи и т. д. В качестве ками могут почитаться и души мёртвых людей. Синтоисты совершают подношения и молитвы в честь ками, поскольку верят, что ками могут совершать как добрые, так и злые поступки, отражающиеся на реальном мире. Граница между богами и людьми, в отличие от христианства или иудаизма, размыта в том смысле, что поведение ками подобно человеческому, а люди могут обрести статус ками. Кроме того, не существует также однозначной границы между живым и неживым — вся природа одухотворена, хотя и в разной степени. Ками может существовать на Земле в материальном объекте (синтай или ёрисиро). Некоторые ками являются духами местности или определённых природных объектов (например, дух конкретной горы), другие олицетворяют глобальные природные явления.

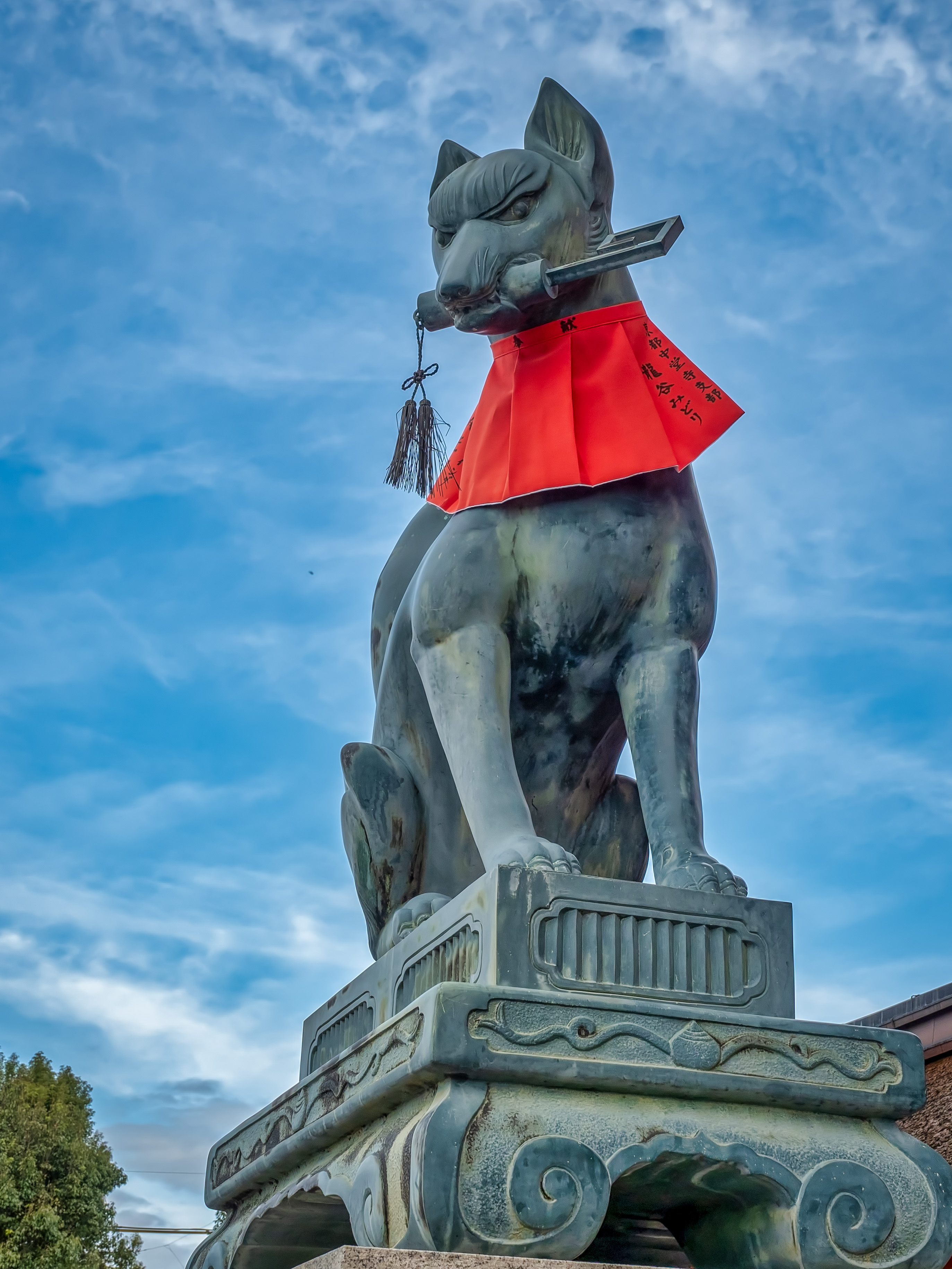
Статуя популярного ками Инари, божества плодородия

Вершину синтоистского пантеона занимает Аматэрасу, богиня солнца, рождённая от бога Идзанаги. Будучи старшим ребёнком, она получает власть над пристанищем небесных ками Такамагахара. В «Нихон сёки» предназначение Аматэрасу иное: она становится жрицей и отправляет ритуалы поклонения богам. Советский востоковед Е. М. Пинус предполагает, что до появления культа Аматэрасу как богини солнца она почиталась как жена мужского солнечного бога, ибо именно жрицы в мифологии древних японцев обычно являлись супругами ками.
В Японии чрезвычайно популярен культ бога или богини Инари, предстающей в образе лисицы. Инари — бог удачи, плодородия и лис. Святилища этого ками распространены как в сельской местности, так и в городской среде. Часто их возводят компании, занимающиеся ценными бумагами. Храмов Инари около 30 000, их можно узнать по статуям с двумя лисицами. Считается, что Инари зимует в горах, а весной спускается в поля и помогает людям растить и собирать урожай.
Некоторые исключительные люди могут обладать статусом ками. Так, фигура императора Японии приравнивалась к ками, поскольку все императоры считались потомками верховной богини Аматэрасу. Кроме того, в качестве ками почитаются, например, души основателя династии Токугава, сёгуна Токугавы Иэясу, и поэта и учёного IX века Сугавары Митидзанэ, трансформировавшегося со временем в ками Тэндзина (с яп. — «Небесный бог»), бога науки.
Наряду с собственно ками, японский исследователь Ока Macao выделял следующие типы духов, божеств или особых сил, фигурирующих в синто и японской культуре: моно, присущее человеку или природным объектам и неразрывно связанное с ними; тама, или душа, которая похожа на моно, но может свободно перемещаться; марэбито, духи предков или призраки, приходящие издалека; а также небесные тела и стихии.

### Этика
В синто нет развитой теологической системы и этического канона. Этика, если таковая есть, всегда привязана к конкретной ситуации и зависит от многих обстоятельств. Поэтому на протяжении истории главенствующую роль в японской жизни играли конфуцианское и буддийское этические учения, которые в некоторой степени были со временем интегрированы в синто.
Часто встречается утверждение, что синтоистской этики как таковой не существует. Есть и другое мнение, согласно которому синто присущи исконно японские этические ценности, имеющие много общего с этическими теориями Дэвида Юма и Адама Смита. Синтоистские (и японские вообще) моральные критерии достаточно гибкие и легко приспосабливаются к реалиям различных эпох.
Кроме того, в отличие от западной индивидуальной этики, в синто преобладает этика общинная, предполагающая, что человек реализует себя в общине. В древнем синтоизме зло и добро, неудача и удача обозначались терминами «аси» (яп. 悪し, «плохо») и «ёси» (яп. 良し, «хорошо»), отражающими наличие или отсутствие практической ценности; эти категории применимы как к человеческому поведению, так и к природным явлениям. В синто нет понятий абсолютного добра и зла. Считается, что зло вызывается злыми духами, использующих человеческие слабости и подверженность соблазнам. Распознать и изгнать его можно, очистив сознание и вступив в союз с ками.
Главной ценностью и единственным моральным требованием в синто является макото (яп. 誠) — прямота, искренность, истинность. Его противоположностью является магакото — «искривлённость». Необходимо стремиться к должному или «прямому» и исправлять «искривлённое». Любая ситуация может быть как искажена, так и исправлена. Понятие «макото» относится не только к людям, но и к ками. Для достижения макото человек должен избавиться от злобы и эгоизма и развивать в себе доброту и сочувствие к окружающим. Другим важным для синтоистской этики понятием является ва (яп. 和, «гармония»). Человек может достичь гармонии через правильный образ жизни и выполнение своих социальных обязанностей. Каждая община также должна придерживаться своего места в обществе. Понятие ва применимо не только к людям, но и к ками, и стремление к его достижению прослеживается в историях об их распрях. Стремление к общественной гармонии объясняет близкое взаимодействие синто и государственных институтов.

### Скверна (кэгарэ)
Проблема духовной чистоты является важной для японцев. В мифе из «Кодзики» описывается эпизод, в котором Идзанаги, увидев разлагающееся тело Идзанами, навлекает на себя скверну и вынужден совершить очищение в устье реки. Эта процедура помогает ему очистить духовное и физическое состояние и вернуться к выполнению своих задач. В синтоизме аналогом понятия греха служит цуми (яп. 罪), которое несколько отличается от христианского греха. Человек совершает цуми, когда нарушает социальные установки. Цуми приводит к накапливанию кэгарэ (яп. 穢, скверна). Избегание кэгарэ, соблюдение чистоты называется иму. Верующий воздерживается от употребления мясных и мучных продуктов, алкоголя и старается избегать столкновений со смертью, болезнями, кровью: все эти явления связаны с кэгарэ. Полное отстранение от скверны, сопряжённое с уединением и службой божествам, называется маими. Во время службы также запрещается употребление имикотоба (яп. 忌言葉), табуированных слов, которые обычно связаны со смертью или буддизмом. Обычно запреты относятся к священнослужителям, однако и к мирянам применяются некоторые ограничения. Например, им запрещено посещать храмы и открывать камидана во время семейного траура, чтобы не навлечь скверну.
Цуми условно разделены на небесные и земные. «Небесные» цуми включают в себя разрушение межей и желобов, сдирание заживо шкур и оставление нечистот, а «земные» ― проказу, надругательство над собственной матерью, надругательство над матерью и её ребёнком, соитие с животными, порчу чужой скотины.
Кэгарэ также связано с такими явлениями, как роды, менструация и сексуальные отношения. Ранее женщины не допускались до священных мест и ритуалов из-за того, что они непосредственно связаны с этими явлениями.

## Мифология синто

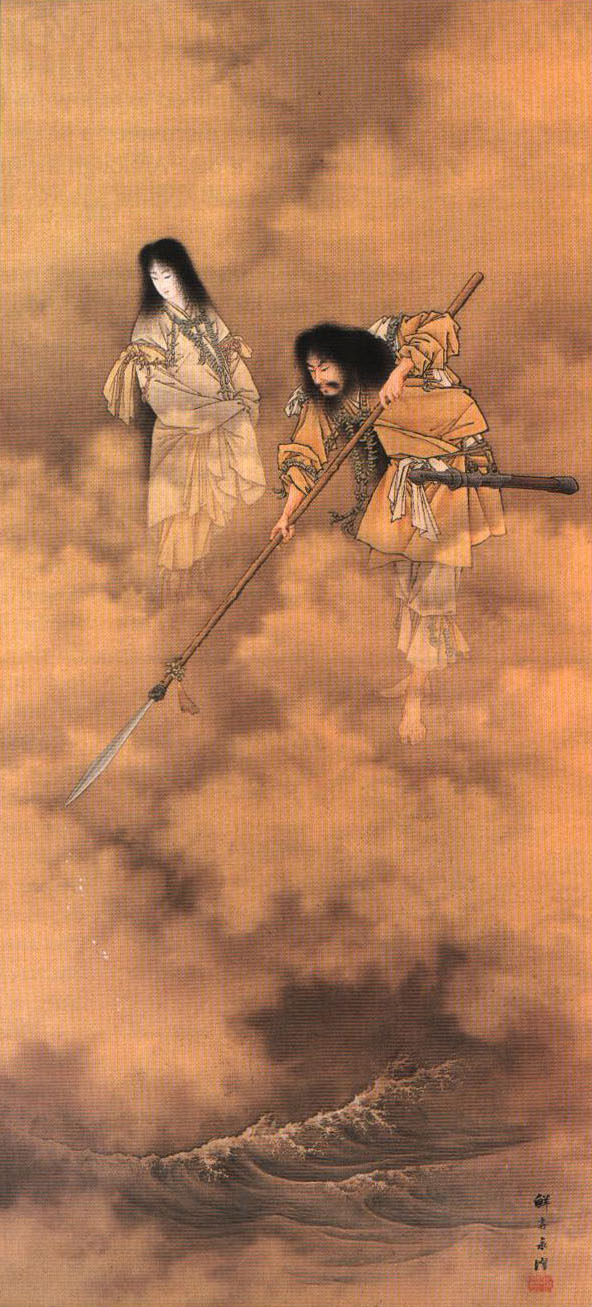
Идзанами и Идзанаги, создающие землю. Картина руки Кобаяси Эйтаку, XIX век

Синтоистская мифология является частью общеяпонской мифологии: для синто важны представления о мире древних японцев и появившиеся на их основе более поздние сюжеты. В разных источниках приводятся различные ками, называемые первыми. Согласно «Кудзики», первым появившимся в этом мире ками был Амэ-юдзуру-хи-амэ-но-сагири-куни-юдзуру-цуки-но-сагири-но-микото. Он не зафиксирован в сторонних источниках и описывается как «солнце, сияющее посреди символизирующего хаос тумана». Другие подробности о божестве неизвестны. Однако наиболее традиционным является сюжет, записанный в манускриптах «Кодзики» (712) и «Нихон сёки» (720), которые, в свою очередь, основаны на более ранних мифах.
Повествование древних сборников начинается с доисторической «эпохи богов» (яп. 神代 камиё). Первыми божествами, которые возникают после появления мира, стали Амэноминакануси, Такамимусуби и Камимусуби. Они являются в Такамагахару (яп. 高天原, «равнина высокого неба») — верхний мир, в котором обитают ками. Эти божества объединены в группу дзокасансин, то есть «божества-создатели». Спустя некоторое время в мир являются ещё два ками: Умасиасикаби-хикодзи и Амэнотокотати. Следующие поколения ками объединяются в так называемые божественные пары. Первые пять ками образуют группу Котоамацуками. За ними следуют ещё семь поколений ками.
Вслед за десятью небесными ками рождается пара Идзанаги-но-микото и Идзанами-но-микото. Они спускаются на парящий мост Амэ-но-укихаси, с которого пронзают первозданную пучину украшенным драгоценностями копьём. Когда они поднимают копьё, с него скатываются свернувшиеся капли солёной воды, образовавшие остров Оногоро. Пара спускается на землю и создаёт ещё 14 островов, затем начинают появляться другие ками. После рождения ками огня Кагуцути богиня Идзанами умирает и отправляется в царство мёртвых Ёми-но-куни. Идзанаги следует за ней и видит её в разлагающемся виде. Разгневанная Идзанами грозится, что будет убивать по 1000 человек в день в случае, если он вернётся. Он отвечает, что будет давать жизнь ещё большему количеству людей. Этот эпизод учёный XVIII века Мотоори Норинага прокомментировал как «вера синтоистов в победу жизни над смертью». Вернувшись из Ёми-но-куни, Идзанаги совершает очищение в устье реки. Перед этим он сбрасывает с себя одежду и украшения, и, погрузившись в воду, каждый из этих предметов превращается в ками: на свет появились бог бури Сусаноо, богиня луны Цукиёми и богиня солнца Аматэрасу.
Аматэрасу и Сусаноо не ладят; поведение брата столь скверно, что разъярённая богиня прячется в небесной пещере, после чего мир погружается во мрак. Небесные ками устраивают пышное празднество, чтобы выманить Аматэрасу из пещеры. Когда это им удаётся, Сусаноо в наказание отсылают на землю. Там он начинает обустройство Японских островов, в чём ему впоследствии помогает его потомок Окунинуси. Со временем на землю спускается внук Аматэрасу Ниниги-но-микото, чтобы править. В пути его сопровождает Амэ-но удзумэ. Он уговаривает земных ками во главе с Окунинуси передать власть над Японией небесным божествам. В качестве символов власти Ниниги-но-микото получает три «небесных сокровища»: зеркало, меч и ожерелье. Правнук Ниниги-но-микото, Дзимму, становится первым человеком-правителем, первым императором Японии. Отплыв от острова Кюсю, он покоряет потомков земных ками в провинции Ямато. Потомки императора подчиняют все Японские острова. После этого мифология перетекает в историю человечества.
|                                                                | |                                                                          |                                                                                     | |
| Идзанаги и Идзанами стоят на парящем мосту над водой. XVIII в. | Сусаноо заключает договор с духами болезней. Сога, 1860 г. Уменьшенная версия вотивного панно работы Кацусики Хокусая в Усидзима-дзиндзя в Токио | Богиня Аматэрасу покидает пещеру. Триптих руки Утагавы Кунисады, 1856 г. | Ниниги-но-микото вместе со своей свитой спускается на землю. Хагино Ёсиюки, 1911 г. | Первый император Японии Дзимму с длинным луком в руке в сопровождении трёхлапого ворона. Цукиока Ёситоси, 1880 г. |

## История синтоизма

### Зарождение

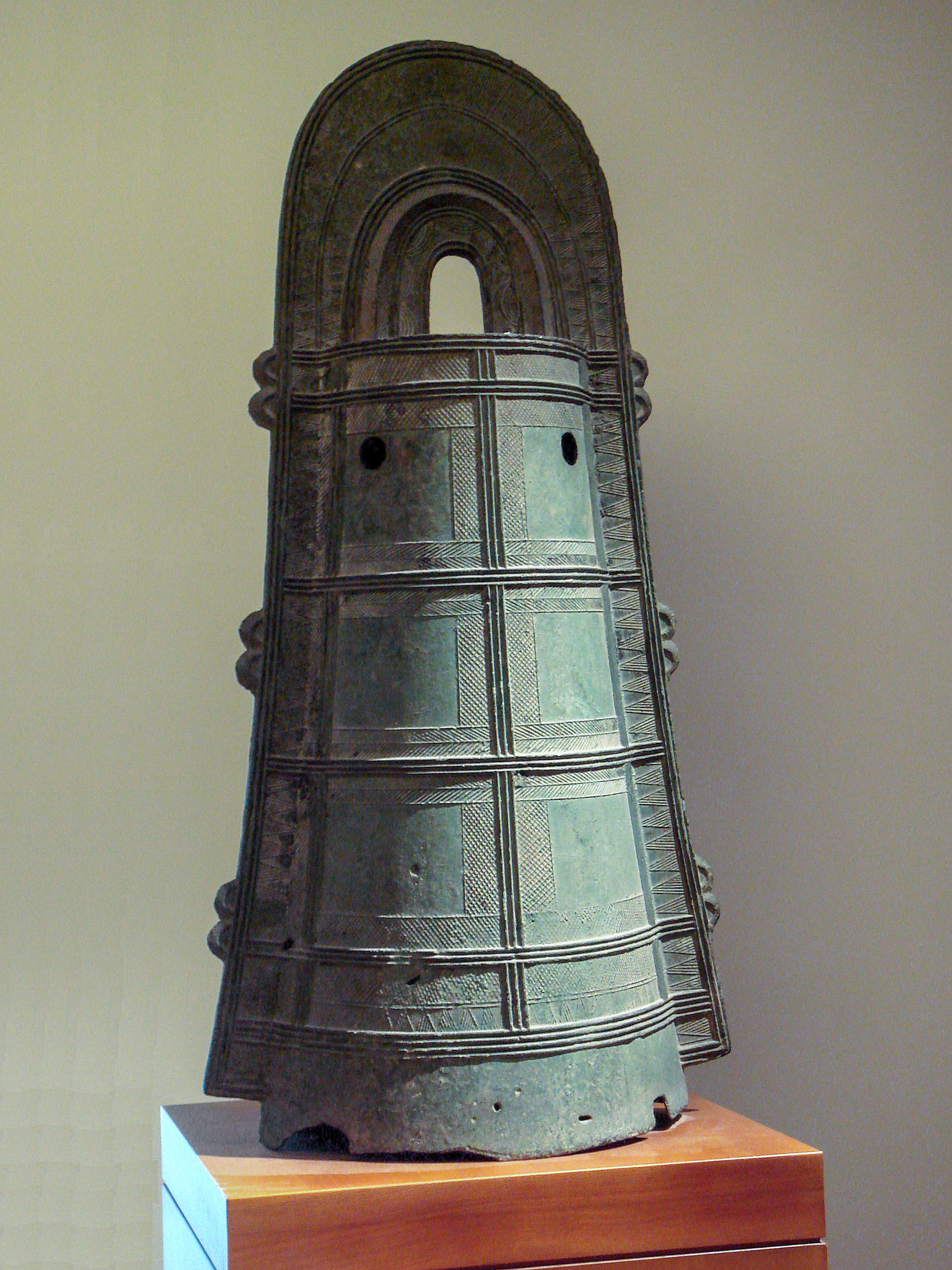
Бронзовый колокол (дотаку) III века н. э., который мог играть большое значение в ранней религии синто

#### Ранняя религиозная жизнь японцев (III век до н. э. — V век н. э.)
Принято считать, что синтоизм зародился в период Яёй (III век до н. э. — III век н. э.), когда стали появляться первые ритуальные предметы и священные места, связанные с поклонением ками. В это время религиозные практики были плотно связаны с культивацией риса. Как известно из археологических находок, в ритуалах этого периода использовались такие предметы, как мечи, зеркала, бронзовые колокола дотаку и нефритовые украшения магатама, выполненные в форме запятой. Древние японцы ограждали ритуальные места, куда призывали божество, и где они проводили ритуалы плодородия или умиротворения ками. Предполагалось, что божество вселялось в какой-либо объект (т. н. ёрисиро) на этой территории, например, дерево или животное. Место часто выбиралось рядом с источниками воды. В этот период ками не изображались в виде антропоморфных существ. В китайской хронике III века «Сань-го чжи» повествуется о японской правительнице Химико, которая общалась с духами и подпускала к себе лишь брата, через которого передавала свои слова народу. В древности в синто были распространены женщины-шаманки, передающие волю духов окружающим; также ками могли давать указания напрямую во сне. Для Древней Японии были характерны родовые общины удзи, которыми был заселён весь японский архипелаг. Глава удзи был как политическим лидером, так и духовным. Вожди и приближённые к их ритуалам люди считались близкими к миру ками. Они проводили ритуалы в честь духов риса в своём доме либо в месте хранения риса и семян. Многие поселения имели своего родового ками, называемого удзигами.

#### Централизация синтоизма двором Ямато (V—VIII века)
Во второй половине V века в Японии начал набирать силу род Ямато. Первоначально лидеры двора Ямато занимались служением ками близ горы Мива, что постепенно сменилось поклонением божествам войны и солнца. Ямато, расширявшие свои владения посредством войн и дипломатии, встраивали ритуалы и мифы прочих родов в общую систему, центром которой служил вождь Ямато.

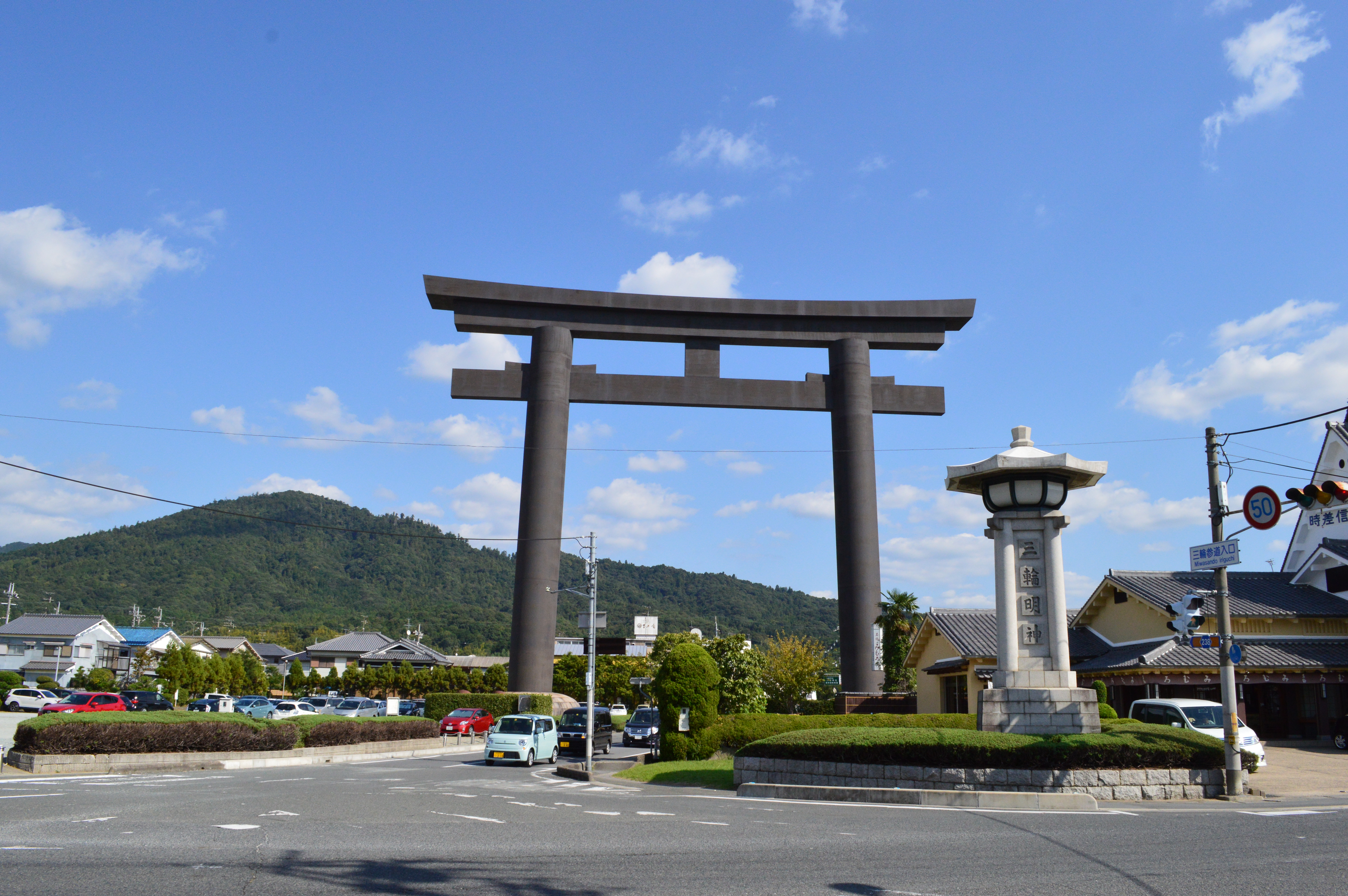
Тории святилища Оомива-дзиндзя, за которым высится гора Мива — опорное место рода Ямато, объединившего Японию и её синтоистскую религию

Ещё в IV веке центр политической власти Ямато переместился на север от Мива, а религиозный — на восток, в Исэ. Согласно «Нихон сёки», государь Судзин боялся силы божеств (Аматэрасу и Ямато-но окуни митама), которым до тех пор поклонялись прямо во дворце, и поручил дочери служить им вне дворца. При его сыне, наконец, было найдено подходящее место для постоянного святилища, и оно было воздвигнуто в Исэ. Одновременно богиня солнца Аматэрасу стала восприниматься не как дух земли Ямато, но как универсальное божество, освещающее всё земное, а лидер государства — как существо с подобной универсальной властью. Кроме того, по мере расширения границ Ямато на новых территориях создавал храмы, посвящённые ками войны Омононуси, хотя ранее этому божеству поклонялись исключительно как покровителю урожаев. В конце V века, на момент властвования государя Юряку, Ямато контролировал территории от центрального Кюсю до равнины Канто. Многие сакральные места располагались вдоль торговых путей, расходившихся из гавани Нанива на территории современного города Осака. Например, на лежащем в Корейском проливе острове Окиносима, на котором расположен храм Мунаката-тайся, найдены тысячи предметов, подаренных Ямато в IV—X веках. В VI веке родилась легенда о потомке небесных ками, императоре Дзимму, который, как утверждается, покорил Японские острова и стал прародителем вождей Ямато. Ссылаясь на эту легенду, Ямато провозгласил законность его властвования над остальными кланами и всеми японскими островами в целом. В начале VI века правитель Ямато Кэйтай ввёл обычай отправлять священников в отдалённые земли для согласования правил выполнения ритуалов по закреплённому властью образцу.

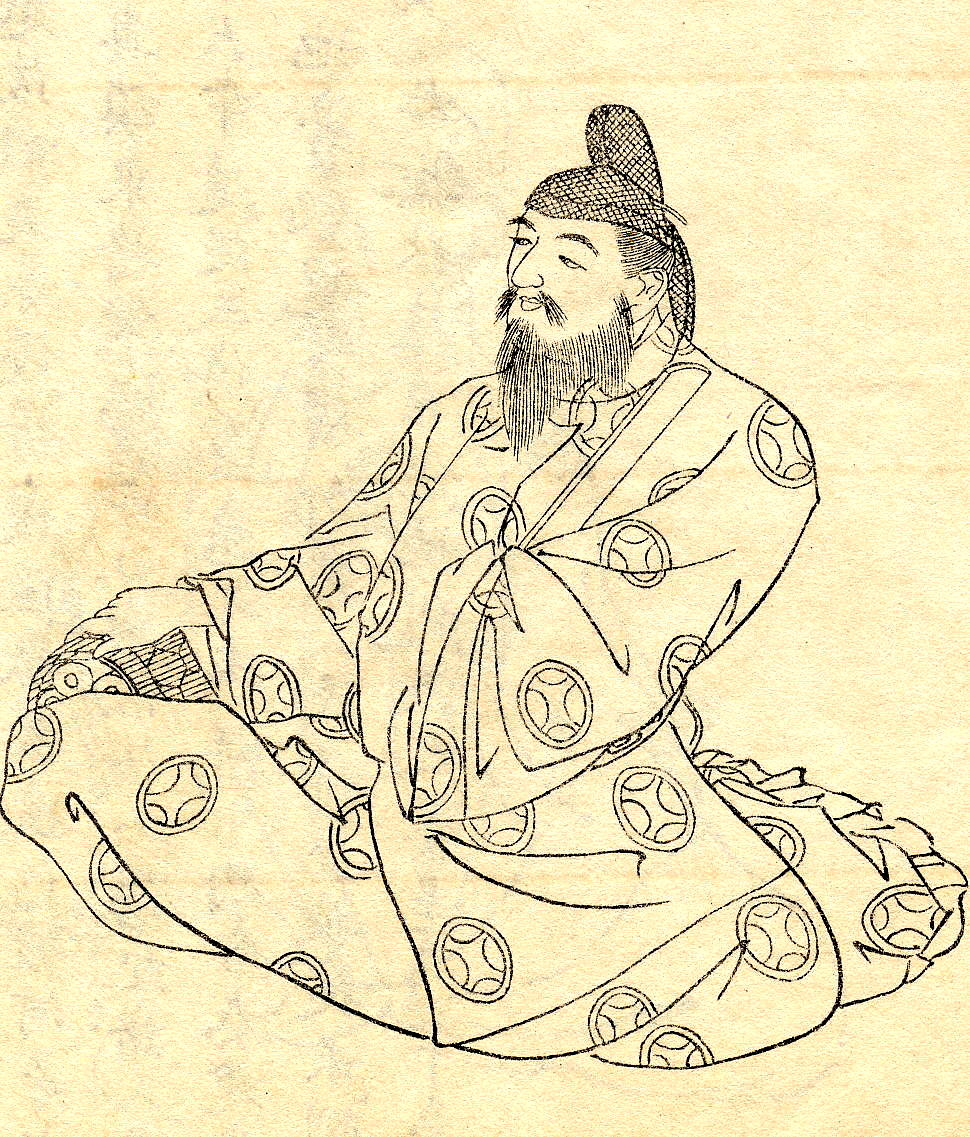
Портрет О-но Ясумаро, составителя государственной хроники «Кодзики»

В ходе сражения за престол в 673 году к власти пришёл император Тэмму. Для легитимации своего правления и формирования общей идеологии он приказал собрать и записать легенды и генеалогические древа приближённых к императорской семье родов. Результат работы был представлен императрице Гэммэй в 712 году в виде манускрипта «Кодзики». Так устные сказания впервые были закреплены в письменном документе. Произведение преимущественно повествовало о близких ко двору родах, игнорируя традиции и божества прочих родов. В ответ те стали создавать свои собственные хроники.
В начале VIII века в Японии была введена система права рицурё, построенная по китайскому образцу. Это ознаменовало жёсткую централизацию власти и религиозной жизни древних японцев. Законы государства содержались в сводах «Тайхо рицурё» и «Ёро рицурё». В их разделе под названием «Дзингирё» приведены перечень синтоистских ритуалов, официально закреплённых государством, и правила их отправления. Немалое внимание составителей уделялось сельскохозяйственным ритуалам. Также был создан Дзингикан («Министерство по делам ками») — государственный орган, занимавшийся регулированием поклонения ками. Были выделены наиболее важные святилища, получившие название «конся». Служащие Дзингикана лично занимались религиозными службами в этих храмах. Обозначенные как конся храмы не были возведены государством, а отбирались из уже существовавших. Чётких критериев отбора не сохранилось. Именно религиозные представления двора Ямато, как считает Иноуэ Нобутака, стали отправной точкой для формирования у разрозненных рисоводческих поселений общей религиозной системы.

### Средневековый синтоизм

#### Синтоизм и буддизм (VI—XVI века)
Буддизм начал проникать в Японию в VI—VII веках. Как и синто, буддизм поддерживался правительством, считавшим, что он может принести стране процветание. Например, в 741 году при поддержке государства была открыта кокубун-дзи — сеть буддийских храмов, где возносились молитвы за процветание страны. Есть свидетельства о смешении буддизма и синтоизма ещё до появления теологического обоснования этого в эпоху Хэйан. Например, постройка бронзовой статуи Большого Будды в Наре в 745 году финансировалась синтоистским храмом Уса-дзингу. На территории храмовых комплексов синто стали размещать буддийские храмы, где проводились соответствующие обряды, буддийские сутры читались и непосредственно в синтоистских святилищах. В период Хэйан появились смешанные синто-буддийские учения, такие как санно синто и рёбу синто, согласно которым первичны будды, а ками — это их японские воплощения. Начиная с VIII века, синтоизм уходит на задний план для императорского двора и знати, но остаётся важной частью жизни для простых японцев.

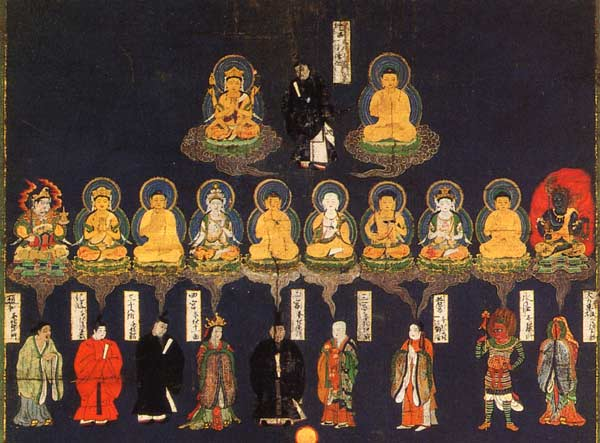
Мандала, изображающая будд и эквивалентных ками

Объединение буддизма и синтоизма демонстрирует появившаяся не позднее IX века концепция хондзи суйдзяку, согласно которой ками являлись воплощением будд и бодхисаттв. Многие буддийские священники, такие как известный монах школы Тэндай по имени Эннин, поклонялись синтоистским божествам. В XIII—XIV веках ограниченное хождение получила и обратная трактовка концепции хондзи суйдзяку, то есть будды считались проявлением исконных ками.
Ко второй половине XII века относятся первые сочинения школы рёбу синто. Школа пыталась объединить синтоизм с буддийской школой Сингон. Её приверженцы отождествляли внутреннее святилище Исэ-дзингу — Найку — с буддийской мандалой Мира лона, а внешнее — Гэку — с мандалой Мира алмаза. Они также выдвигали мысль, что богиня Аматэрасу является воплощением будды Вайрочана. Вероятно, под влиянием рёбу синто в XIII веке стало развиваться Исэ синто, ставшее затем отдельным учением. Исэ синто ставило главной целью реформировать ритуальные практики внешнего святилища Исэ-дзингу, чтобы расширить круг прихожан и частных спонсоров, дабы успешно конкурировать с внутренним святилищем и иными религиозными центрами. Так, священники смогли адаптировать ритуал очищения (хараи) для обычных людей. Хотя Исэ синто использовало некоторые буддийские, конфуцианские и даосские идеи, в этом учении синтоистские божества выходили на передний план.
В XV веке начало развиваться сопротивление распространению буддизма; это движение связано в первую очередь с фигурой Канэтомо Ёсиды, наследным священником храма Ёсида-дзиндзя. Во время войны Онин (1467—1477) храм сильно пострадал. В 1470—1480-х годах Ёсида создаёт учение, называемое Ёсида синто. Оно постулировало, что синтоистское божество Куни-но токотати-но микото является первоисточником всего сущего: буддийских и всех прочих божеств, в том числе и остальных ками. Ёсида также полагал, что будды являются воплощением ками, а все прочие религиозные учения, по его мнению, исходят из синтоизма. Он боролся за первенство с другими святилищами и в 1489 году заявил, что в храм из Исэ-дзингу перенеслось зеркало Ята-но кагами. Несмотря на противопоставление синто другим религиям, Ёсида синто эксплуатировало некоторые элементы даосизма, конфуцианства, а также буддизма школы рёбу синто. Род Канэтомо Ёсиды оказывал большое влияние на синтоизм вплоть до XIX века, под их покровительством находилось большинство синтоистских храмов. Независимыми оставались только наиболее крупные из них. Также род Ёсида занимался выдачей священникам разрешений на службу. В период Эдо японцы были обязаны закрепляться за буддийскими храмами, где также должны были проводить похоронные ритуалы. Семья Ёсида сформулировала погребальные обряды синтоизма, которые широко распространились к XVI веку в среде синтоистских священников. Синтоисты были вдохновлены деятелями конфуцианства, которые первые стали прибегать к собственным ритуалам вместо буддийских.

#### Конфуцианство и китайская философия (XVI—XVII века)

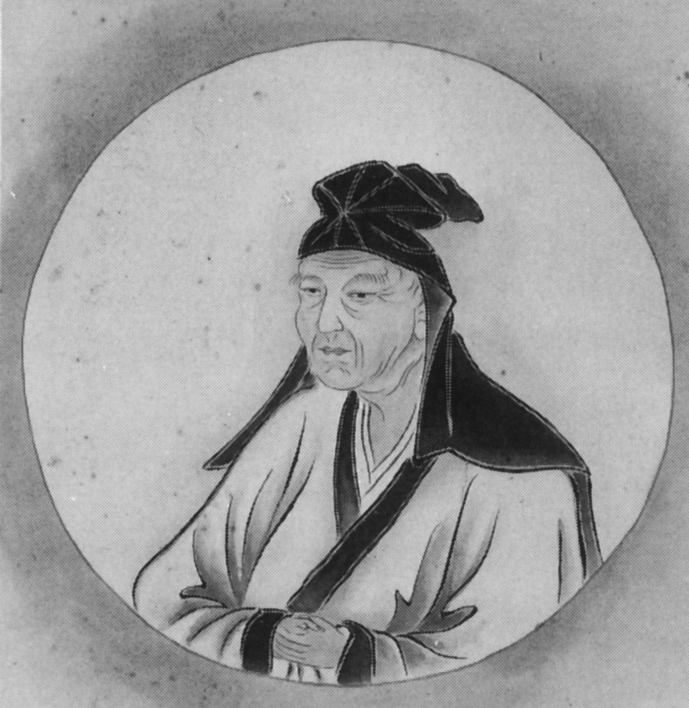
Портрет Хаяси Радзана на бумажном свитке, XVIII век

Уже древнеяпонское общество подверглось значительному влиянию конфуцианства, которое ложилось на их веру в ками, поскольку самостоятельное этическое учение в синто отсутствовало. В отличие от буддизма, конфуцианство не считалось «иностранной» религией. Начиная с XVI века в Японии начало появляться большое количество дзюка синто — учений, призванных объединить синто и конфуцианство или признать обе традиции одним целым. Принципы китайского конфуцианства в чистом виде, например, идея смены династии, не подходили для Японии, поэтому местные авторы по-своему интерпретировали их, подгоняя под японские реалии и верования. Для многих конфуцианство являлось союзником в борьбе с буддизмом, и, даже критикуя конфуцианство, японцы использовали его понятия.
С началом периода Токугава конфуцианство приобрело особое значение, получив поддержку нового правящего класса. «Книга Перемен», классическое конфуцианское произведение, стала основой учения для некоторых синтоистов и неоконфуцианцев, желающих объединить две религии. Важнейшим из них стал Хаяси Радзан, попытавшийся встроить синтоизм в конфуцианскую традицию. В своей работе «Синто дэндзю» (с яп. — «Передача синтоизма», 1648) он описывает историю и учения синтоизма и приходит к выводу, что понять его можно исключительно через чтение конфуцианских и японских исторических текстов. Рационалистически интерпретируя синто, Радзан считал его лишь местным вариантом конфуцианства и утверждал, что многие ками и императорские регалии на самом деле пришли из Китая. Он и другие конфуцианские деятели (Ямага Соко, Огю Сорай, Муро Кюсо) в изучении синтоизма прибегали к гексаграммам.
Ямага Соко, один из учеников Радзана, считал, что целью как синтоизма, так и конфуцианства является управление государством. В сочинении «Правдивые данные о срединной династии» он утверждал, что не Китай, а Япония является «Срединным государством», а её правящая династия — «срединной династией». В XVII веке Ансай Ямадзаки сформировал в синтоизме неоконфуцианскую школу мысли суйка синто (яп. 垂加神道), которая выступала строго против буддизма. Основным источником вдохновения стало учение китайского философа Чжу Си. В отличие от своих предшественников-конфуцианцев, считавших важнейшими добродетелями сыновнюю преданность и самосовершенствование, Ямадзаки подчёркивал важность верности императору и поклонения ками. Одной из его концепций было приравнивание божеств Идзанами и Идзанаги к инь и ян. Ямадзаки видел главной целью синтоизма, равно как и конфуцианства, воспитание уважения подданных к императору и их моральных принципов.

### Синтоизм и японское государство (XVII—XX века)

#### Идеи кокугаку

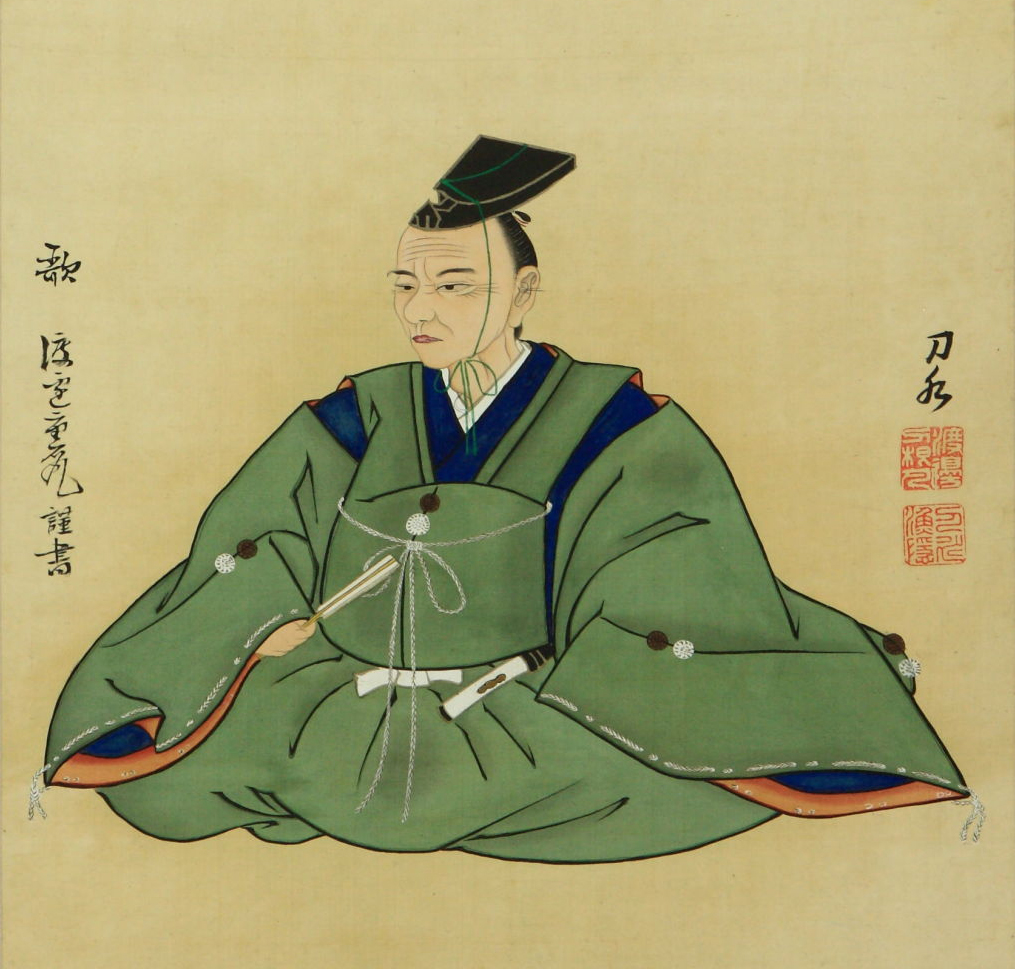
Портрет Хираты Ацутанэ, выполненный неизвестным художником

Важной для становления государственного синтоизма школой мысли являлось движение кокугаку (яп. 国学 национальная наука), которое зародилось в XVII веке. Его идеологи выдвигали мысли об исключительности японской культуры, главными целями кокугаку были поиск и сохранение элементов, присущих только культуре Японии. С этой целью они проводили филологический анализ древних японских текстов, таких как «Кодзики» и «Манъёсю», стараясь понять с их помощью японское мышление и коренную традицию. Одним из краеугольных камней японской духовной жизни признавалось синто, которое, однако, должно было предстать в его древней форме, освободиться от влияний со стороны других религий. Для кокугаку синто было уникальной традицией. Важнейшими представителями движения являлись Камо Мабути, Када Адзумамаро, Мотоори Норинага и Хирата Ацутанэ. Мотоори Норинага считал «Кодзики» священной книгой и толковал описанные в нём мифы буквально. На исследование памятника он потратил тридцать лет своей жизни, а результатом его работы стала книга «Кодзикидэ» — комментарии к «Кодзики». Мотоори выступал за следование «пути древности» и превозносил японскую литературную традицию. Многие положения «Кодзикидэ» позже были приняты во время реставрации Мэйдзи, а его фундаментальный труд до сих пор ценится многими исследователями. Также учёный проводил языковой анализ «Нихон сёки», пытаясь доказать, что заметное в документе влияние китайских идей — результат более поздних дополнений.
Для создания самодостаточной синтоистской системы буквального прочтения древних источников оказалось недостаточно. Чтобы решить эту проблему, некоторые исследователи предлагали «эзотерическое», образное толкование источников. Важнейшим из них был Хирата Ацутанэ, обладавший глубоким влиянием в среде синтоистских священников. Ацунатэ учил, что души умерших попадают в некий «скрытый мир», которым правит, подвергая умерших суду, Окунинуси. И поскольку эти души, по убеждению Хираты, влияли на мир людей, необходимо было почитать предков. Он распространял идеи превосходства Японии и синтоизма над прочими государствами и религиями, а также пытался доказать, что все остальные верования произошли от синто. Приверженцы кокугаку желали вернуть традиции поклонения родовым ками, отказаться от буддизма и сделать центральным органом власти Дзингикан, который систематизировал бы поклонение божествам. К концу периода Токугава движение имело связи с будущими лидерами реставрации Мэйдзи и схожие идеалы. Кокугаку было особенно популярно в Западной Японии, где было признано официальной идеологией в некоторых княжествах. Представитель историко-философской школы митогаку Аидзава Сэйсисай в своём трактате «Синрон» разработал концепцию кокутай, провозглашающую объединение Японии под властью императора и государственную поддержку синто. Книга сформулировала основные установки, позже принятые создателями государственного синтоизма. Кокугаку являлся реакцией на конфуцианскую мысль; в частности, сторонники движения отвергали её рационализм и прославляли эмоции, которыми, по их мнению, были наполнены мифы о ками.
К смерти Хираты в 1843 году движение кокугаку состояло из разобщённых групп под предводительством разных учителей, таких как Нобутомо Бана и Кария Экисая. Хирата являлся представителем более древней школы фукко синто («воссозданное синто»), которая занималась изучением классики в строгом стиле, в то время как его последователи старались быть более актуальны, особенно в общении с сельским народом, который испытывал проблемы. Они агитировали селян помогать бедным и поклоняться местным ками. Такамаса Окуни и Харумити Яно являлись двумя наиболее влиятельными учителями кокугаку Хираты, оба продвигали политические идеи. Такамаса пытался бороться с распространением христианства, а Харумити призывал восстановить Дзингикан и отправление синтоистских ритуалов правителем страны (концепция сайсэй итти), таким образом, император должен был совмещать в себе и жреческие, и политические функции.

#### Государственный синтоизм (конец XIX века — 1945 год)

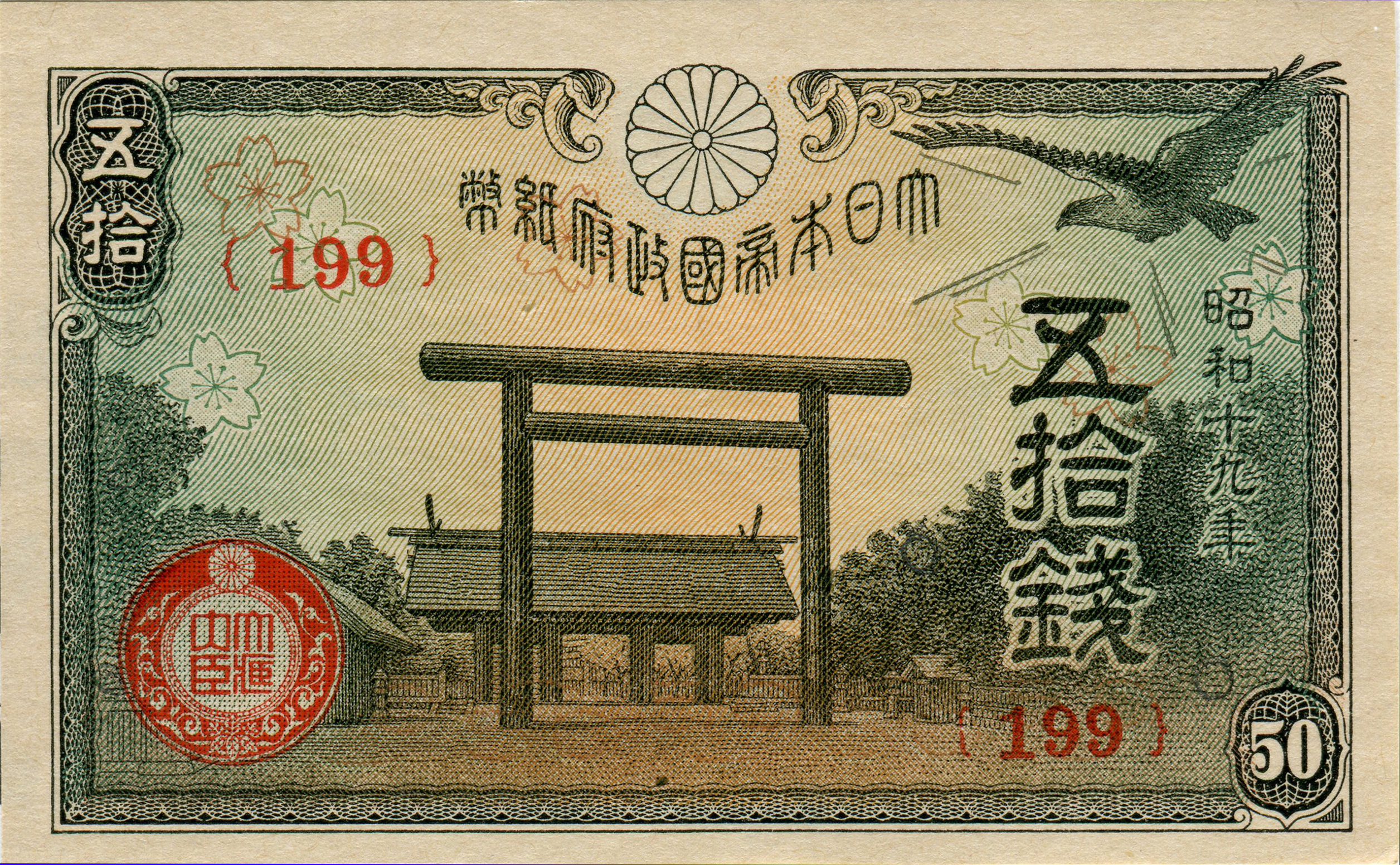
Банкнота 50 сенов 1944 года с изображением храма Ясукуни

Официальная форма синтоизма, существовавшая с последней трети XIX века вплоть до капитуляции Японии во Второй мировой войне, называется «государственным синтоизмом». В это время синтоизм был сильнейшим образом связан с политикой и государственной идеологией, насаждался японцам и формировал представления о японской религии у колонизированных Японской империей народов.

##### Реставрация Мэйдзи
В 1869 году в Японии закончилась гражданская война, в результате которой сёгун Токугава Ёсинобу был низвергнут, а император Мэйдзи стал главой государства. Целью правительства стало укрепление власти и авторитета императора. Ещё в 1868 году оно провозгласило возвращение Японии к принципу сайсэй итти, то есть к единству политики и ритуала. В том же году был возрождён давно утративший своё значение Дзингикан, один из первых указов которого начинал политику симбуцу бунри (разделение ками и будд), продолжавшуюся до 1875 года. Святилищам предписывалось избавиться от всей буддийской символики и от использования буддийской терминологии. Многие буддийские храмы и предметы культа были уничтожены, монахи расстрижены, а все синкретические учения — запрещены. В марте 1869 года Мэйдзи впервые посетил храм Исэ, позиционировавшийся в качестве семейного храма императора и главного святилища синто. В 1870 году вышел указ о пропаганде «Великого учения» (大教, тайкё), основой которого являлись принципы почитания ками, патриотизма и служения императору. Кампания «Великого учения» не была строго синтоистской, а её миссионерами являлись не только священники; также её участники с презрением относились к народному синтоизму. В июне 1871 года Дзингикан издал указ, национализировавший все храмы страны и запретивший передачу жреческих полномочий по наследству. В 1872 году после изменения летоисчисления его точкой отсчёта стало начало правления Дзимму. С 1875 года усилился синтоистский характер движения за пропаганду «Великого учения», а в 1884 году оно распалось из-за внутренних противоречий. Попытка правительства объединить народ провалилась: не все люди разделяли и понимали идеи, которым их пытались научить. Доктрину не приняли и синтоистские священники и интеллигенция. После провала кампании занятые ею священники утратили своё положение в правительстве, а поддержка синтоистских храмов понизилась.
Под давлением западных стран японское правительство решило провести формальное разделение религии и государства. Для этого синтоистские организации и храмы разделили на государственные (кокка-синто) и конфессиональные — кёха-синто (сектантский синтоизм). Государственное синто стало официальным культом и идеологией государства и было объявлено «не религией». Активным прозелитизмом было предписано заниматься второй группе, в которую вошли 13 разнообразных организаций, частично сформированных властями.

##### От Мэйдзи к эпохе Сёва
Из-за провала кампании по распространению «Великого учения» правительство охладело к синтоизму, сомневаясь, что он настолько важен, чтобы получать широкое финансирование. В рамках реформы святилищ 1887 года (神社改正の件) финансирование многих святилищ было урезано или отменено; государство стремилось сделать храмы финансово независимыми. Также каннуси больше не приравнивались к государственным служащим. Священники опасались остаться без средств к существованию и хотели восстановить своё положение. Это привело к основанию «Национальной ассоциации синтоистских священников» в 1889 году, поддерживавшей «нерелигиозный» характер синто. В 1906—1912 годах власти вновь обратили внимание на храмы. 44 % святилищ насильно объединили с более крупными, а финансирование оставшихся улучшилось; особенно процветали храмы высшего ранга. Кроме бюджетных средств, важным источником дохода некоторых храмов были средства, пожертвованные императорским двором.
Учёные эпохи Мэйдзи считали, что синтоизм является или неполноценной религией, или религией в состоянии интеллектуального застоя из-за вредного влияния буддизма. Идеологи синтоизма же утверждали, что он по своей сути был больше, чем религией, так как не имел основателя и воплощал в себе суть японской нации и божественности императора. Храмы представлялись им местом выражения патриотизма и должны были посещаться всеми вне зависимости от религиозной принадлежности. Погибшие в Японо-китайской (1894—1895) и Русско-японской (1905) войнах были захоронены в Ясукуни, что способствовало расширению синтоизма, поскольку многие японцы приезжали в Токио, чтобы почтить своих погибших родственников в этом храме. Синтоизм расширял своё влияние за пределами страны благодаря аннексии Японией Кореи и колонизации Маньчжурии, где активно строились новые храмы. В последние десятилетия эпохи Мэйдзи политиками всё чаще стала распространяться идея о божественном статусе императора, её стали распространять в образовательных учреждениях. Культ бога-императора особенно закрепился в эпохах Тайсё и Сёва. Японцы считались священной нацией и детьми императора. Его семья была примером идеальной японской семьи.

### Послевоенный и современный синтоизм

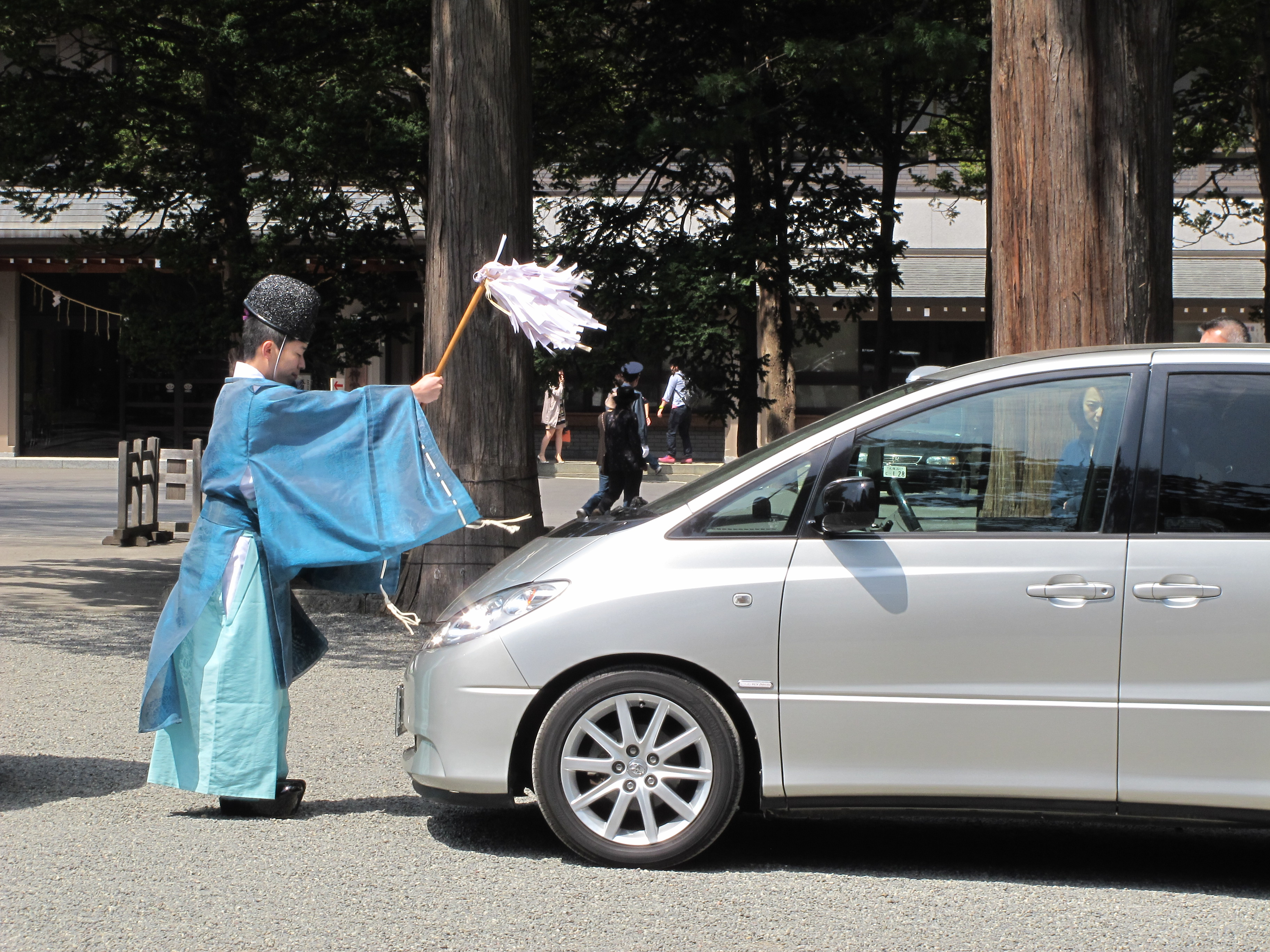
Каннуси освящает автомобиль

После поражения Японии во Второй мировой войне оккупационным правительством 15 декабря 1945 года была издана директива, которая отделяла религию от государства. Храмы, таким образом, больше не могли пользоваться патронажем со стороны государства, а их посещение стало добровольным. Конституция 1947 года закрепила светскость японского государства и свободу вероисповедания. «Закон о религиозных юридических лицах», принятый в 1951 году, упростил регистрацию и налогообложение для религиозных организаций, вследствие чего в Японии возникло большое количество новых течений, тем или иным образом связывавших себя с исконной японской верой. В императорском указе Нингэн-сэнгэн («Заявление о человеческой природе») от 1 января 1946 года император Хирохито заявил, что идея о божественной сущности императора — ложна.
Современный синтоизм сталкивается с рядом проблем. Так, городские жители Японии не отождествляют себя с каким-либо из синтоистских храмов, равно как и ослабела их связь с самим синто. По мнению учёных, это стало результатом урбанизации Японии, когда городское большинство пришло на смену сельскому с его приверженностью религии и традициям. К тому же в синтоизме наблюдается недостаток священнослужителей, отчего около ⅔ храмов не имеют постоянного священника. Священники небольших храмов живут в бедности и вынуждены подрабатывать, чтобы прокормиться. Из-за этого у многих японцев меньше возможностей общаться с работниками храмов. Современный синтоизм сталкивается с демографическими проблемами, связанными со старением населения и низкой рождаемостью, из-за чего доля обеспеченных и молодых прихожан невелика.
На деле разделение религии и государства в современной Японии не является полным, также в обществе нет единодушия по этому вопросу, что вызывает юридические и общественные проблемы.
В ноябре 1990 года император Акихито провёл синтоистский обряд интронизации Дайдзёсай, оплаченный из государственного бюджета. «Ассоциация синтоистских храмов» сообщала о важности ритуала как поклонения ками от лица императора, однако не декларировала исключительный статус его фигуры, как это было ранее. В современном японском обществе существует полемика вокруг храма Ясукуни, который был построен для поминовения душ погибших имперских солдат. В 1991 году Верховный суд Токио запретил императору или премьер-министру официальные визиты в храм Ясукуни, поскольку это, по мнению суда, нарушает 20-ю статью Конституции Японии, закрепляющую отделение религии от государства. Храм является популярным как у туристов, так и у японцев, отмечающих там Новый год: в канун праздника в 2009 году храм посетило около 250 000 человек. Бывший премьер-министр Японии Дзюнъитиро Коидзуми неоднократно посещал храм Ясукуни, что было в 2005 году решением суда признано неконституционным.
В 80—90-х годах XX века в США и Канаде были основаны два храма, где впервые белые американцы смогли стать священниками, а в 1998 году Ёсимурой Масанори был запущен первый сайт синтоистского святилища, посвящённый Сакура-дзиндзя.
Большинство современных японцев практикуют элементы как синтоизма, так и буддизма, поэтому на 124 700 000 населения Японии в 2021 году приходилось 88,9 миллиона синтоистов и 84,8 миллиона буддистов. Синтоизм преобладает с рождения и в ходе жизни человека, в то время как к ритуалам буддизма обращаются в вопросах смерти, которая для синтоистов является кэгарэ, с которой человек обычно имеет дело всё чаще и чаще в зрелости.

## Храмы

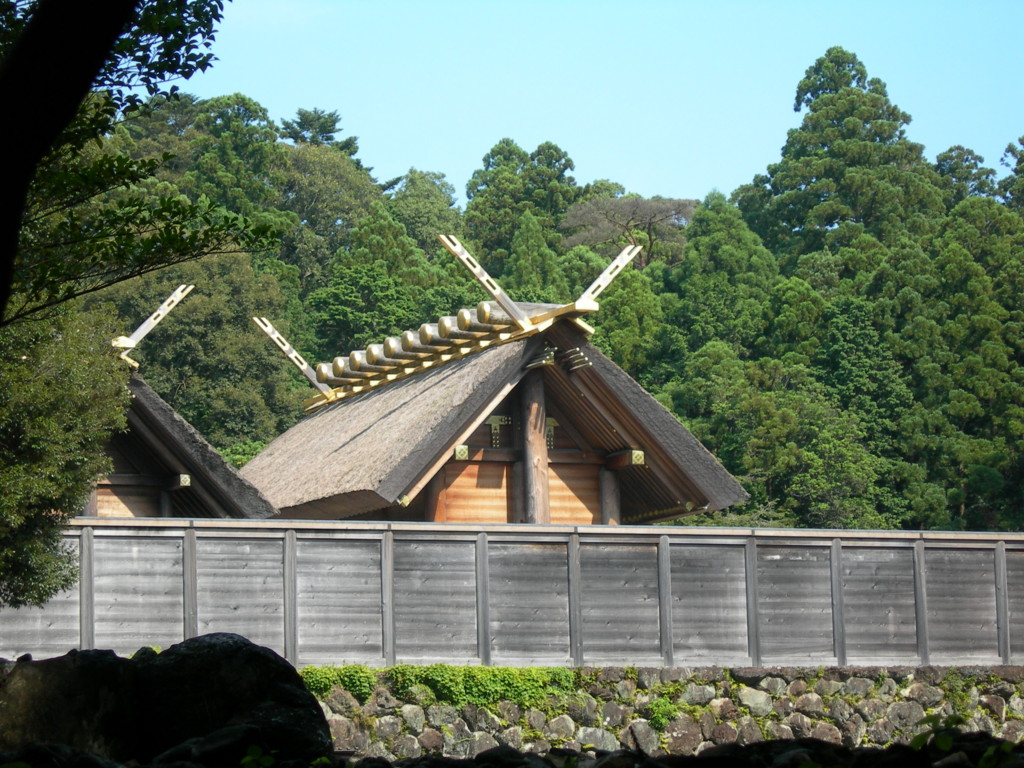
Внутреннее святилище (Найку) храма Исэ

### Дзиндзя
Дзиндзя (яп. 神社) — синтоистский храм (святилище, кумирня) — место, где пребывает ками и где отправляют ритуалы в его честь. На 2021 год их насчитывалось 84 316 по всей Японии. Бо́льшая часть зарегистрирована в «Ассоциации синтоистских храмов», при этом некоторое количество остаётся независимым. Для храма обязательно наличие синтая, или «тела божества», — физического объекта, в котором пребывает божество. Обычно синтай — главный священный объект храма — хранится в главном здании (хондэне< 13 >) и скрыт от людских глаз, но иногда синтаем являются природные объекты, например, гора или водопад, возле которых возведено святилище.
В эпоху Яёй, когда сельскохозяйственные праздники стали регулярными, возникла необходимость в постоянных объектах для отправления культа. Вначале воплощением ками служили простые предметы, например — установленный в центре огороженного участка деревянный столб. Скорее всего, первые святилища были небольшими и переносными, подобно нынешним микоси (яп. 神輿), используемым во время праздников.
Синтоистские и буддийские храмы развивались параллельно, часто располагаясь на соседней или одной территории. В результате взаимопроникновения двух религий можно было найти буддийские изображения в синтоистских храмах, а синтоистские элементы, например тории< 1 >, в буддийских. До официального разделения двух религий в конце XIX века (симбуцу бунри) буддийские священники даже могли проводить службы в дзиндзя. Тем не менее главные синтоистские храмы сохранили самобытные черты. Древнейшими и важнейшими святилищами считаются храм Исэ, Идзумо-тайся и Сумиёси-тайся, от которых происходят основные стили храмовой архитектуры.

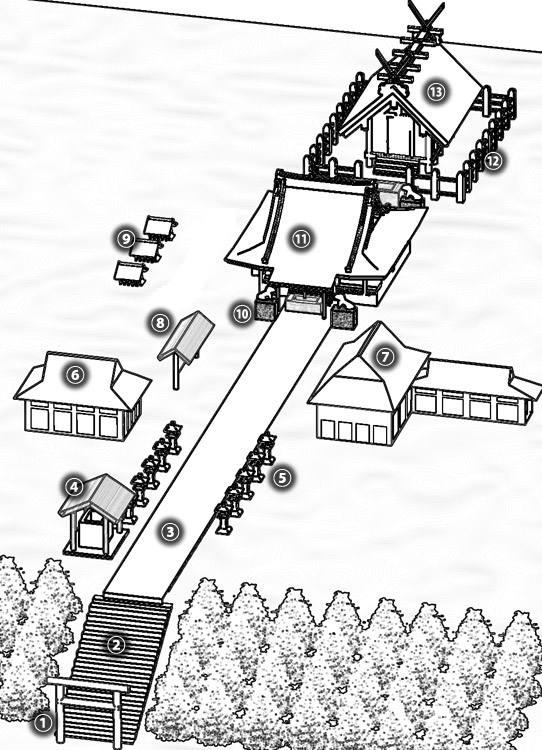
Дзиндзя: 1. Тории, 2. Каменные ступени, 3. Сандо, 4. Тэмидзуя, 5. Каменные фонари, 6. Майдоно, 7. Сямусё, 8. Эма, 9. Сэсся, масся, 10. Комаину, 11. Хайдэн, 12. Тамагаки, 13. Хондэн

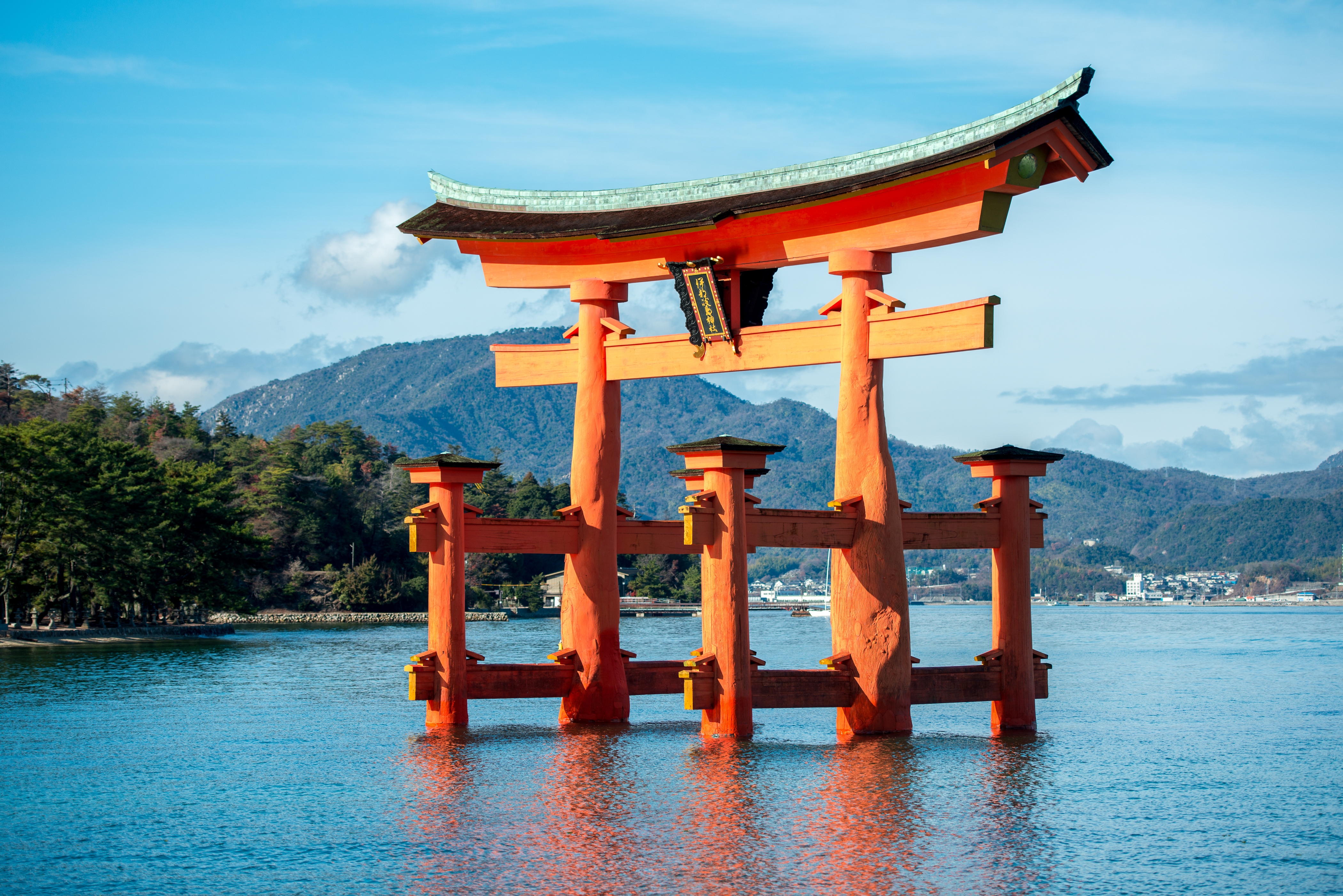
«Плывущие» тории храма Ицукусима

Храмовая земля считается священной, поэтому граница между сакральным и мирским всегда бывает отмечена каким-либо образом. На сандо (пути к храму)< 3 > для этой цели устанавливаются ритуальные ворота без створок — тории, их может быть несколько. Ту же цель выполняет верёвка симэнава, которая символизирует границу между мирским и священным. Также у входа находятся павильон для омовения рук и рта, тэмидзуя< 4 >, и похожие на львов статуи-стражи — комаину< 10 >. После омовения верующие направляются к залу для молящихся (яп. 拝殿 хайдэн)< 11 >, где поклоняются ками и проводятся некоторые церемонии. За ним может быть расположен зал подношений (яп. 幣殿 хэйдэн), куда могут входить только священники, а далее — главное святилище (яп. 本殿 хондэн), где хранится воплощение ками — го-синтай. Хондэн закрыт для всех, священники заходят туда только в редких случаях, для проведения важнейших ритуалов. Участок вокруг хондэна обычно обнесён забором тамагаки< 12 >.
Кроме основных зданий, в храмовый комплекс также могут входить зал для ритуальных танцев (яп. 舞殿 майдоно,  или кагура-дэн)< 6 >, сокровищница или хранилище для подношений и храмовых принадлежностей.
В крупных храмах имеются также церемониальные кухни, где готовится пища для подношений, административные здания (яп. 社務所 сямусё)< 7 >, жильё священников. На территории святилища могут быть священные поля (сайдэн), где выращивают рис для приготовления пищи и сакэ для божеств. Иногда на территории большого святилища расположены несколько меньших, находящихся под его управлением — сэсся и масся< 9 >. Также, до официального разделения синто и буддизма, на территории храма часто располагалось буддийское святилище, посвящённое соответствующему бодхисаттве, — дзингу-дзи. Большие площади на территории святилища засыпаны белой галькой, гравием или песком.
С древности многие синтоистские храмы регулярно полностью перестраиваются (например, Идзумо-тайся — каждые 60 лет). Эти перестройки называют сэнгу или сикинэн сэнгу. Вероятно, подобные перестройки позволяли сохранить стиль и технику строительства, в процессе молодые мастера перенимали знания опытных. Другими причинами могли являться необходимость смены свай во влажном японском климате, а также синтоистская концепция очищения, согласно которой необходимо «обновлять» силу ками и святилища. Чаще всего при перестройке точно воспроизводили форму старого здания.

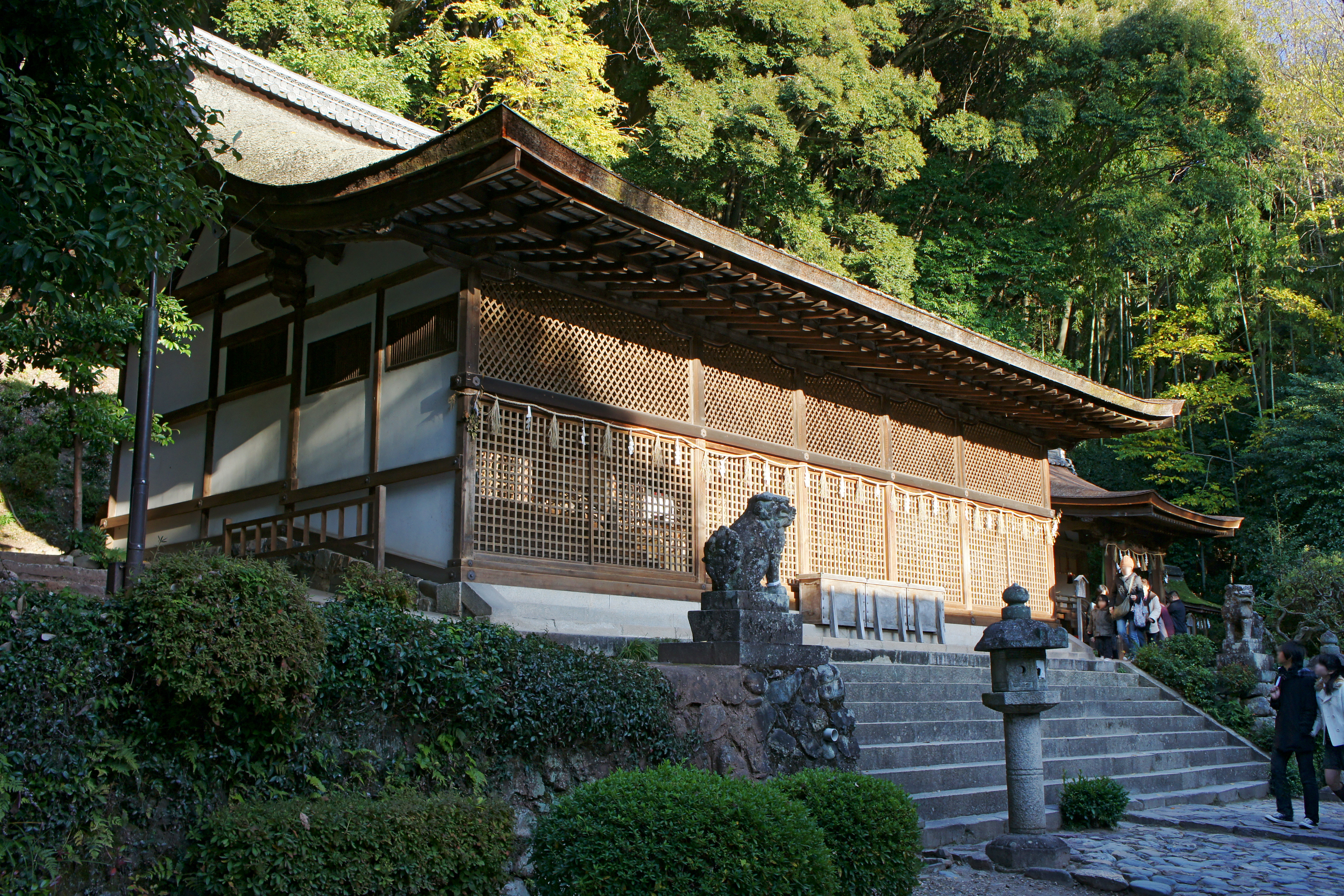
Удзигами-дзиндзя в Удзи, выполненный в стиле нагарэ-дзукури

Предполагается, что большинство стилей святилищ происходят от древних хранилищ свайного типа с приподнятым полом (такаюка). Древнейшими стилями являются симмэй-дзукури, тайся-дзукури и сумиёси-дзукури. Для них характерны щипцовые крыши, перекрещённые стропила тиги, поперечные брёвна кацуоги на коньке. Для первых двух стилей характерен священный центральный столб (яп. 心の御柱 син-но-михасира), играющий символическую роль.
В современной Японии самым распространённым стилем является нагарэ-дзукури, главной особенностью которого является асимметричная изогнутая щипцовая крыша с удлинённым передним свесом, где расположен вход. Храмы состоят из одного небольшого зала. Портик, образованный передним свесом, опирается на дополнительные столбы, ко входу ведёт лестница. Для строительства используются некрашеные полированные брёвна. Стиль касуга-дзукури распространён в Западной Японии, храмы в этом стиле небольшие и имеют двускатные щипцовые крыши, вход расположен со стороны щипца и находится под отдельным козырьком. Как и в стиле сумиёси-дзукури, стены часто красят в белый цвет, столбы — в красный. Для этого стиля тоже характерны перекрещённые стропила тиги и два поперечных бревна кацуоги на коньке.

### Организация
Первые задокументированные попытки государственного упорядочивания святилищ относятся к VIII веку, когда был создан кодекс «Рицурё», согласно которому «поклонением небесным и земным божествам» заведовала государственная палата Дзингикан. Наиболее важные святилища получали дары от императора, включавшие в себя крестьянские дворы. В своде «Энгисики» 927 года содержится подробный список 2861 святилища, получавшего императорские подношения. В провинциях имелись храмы итиномия или сося («объединённые святилища»), в которых правители провинций подносили дары всем богам их края сразу, чтобы обеспечить местности благополучие.

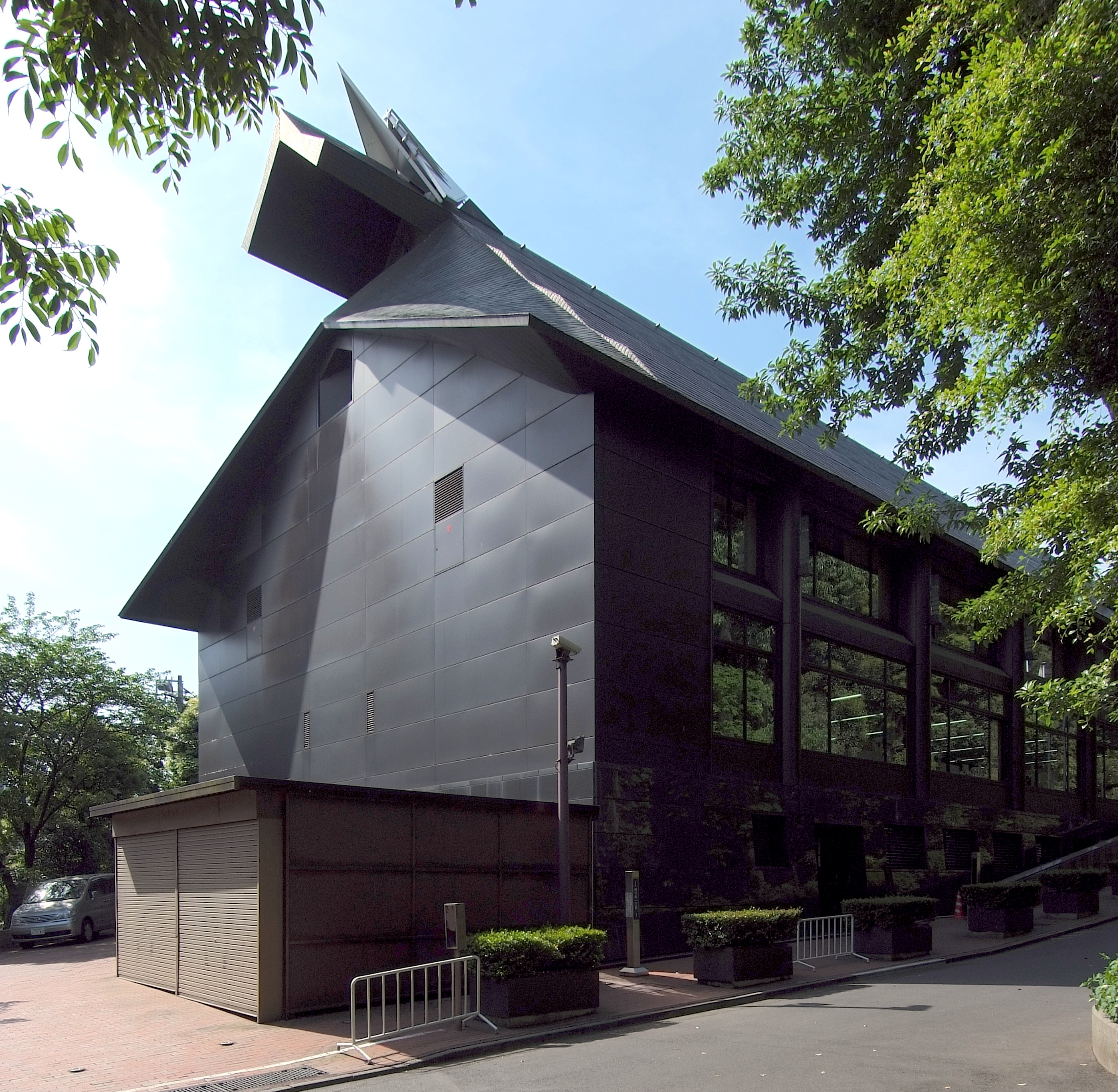
Штаб-квартира «Ассоциации синтоистских храмов» в районе Сибуя

В Средневековье, с ослаблением императорской власти, центральная поддержка храмов сосредоточилась на 22 святилищах в районе столицы (нидзюнися), которые регулярно получали императорские подношения. Параллельно с этим итиномия перешли в ведение уже чиновников сёгуната. Было распространено поклонение одному божеству в нескольких храмах, появились сети святилищ с главным храмом хонся и филиалами бунся, например, посвящённые Хатиману или Инари.
В эпоху Мэйдзи с целью укрепления государства и подчинения религии центральной власти все синтоистские храмы были отделены руководством страны от буддийских и превращены в государственные учреждения. Для упрощения этой системы многие святилища были насильно объединены или даже ликвидированы. Количество дзиндзя в Японии сократилось со 193 тысяч в 1906 году до 110 тысяч в 1912 году и 16 137 в 1945 году. Святилища были строго ранжированы — существовали категории кампэйся (императорские храмы), разделённые на 3 класса, и кокухэйся (провинциальные храмы).
15 декабря 1945 года «Директива о синтоизме», выпущенная оккупационным командованием, запретила государственный контроль и поддержку синтоизма. Местным властям даже запрещалось организовывать сбор средств для поддержки святилищ. В 1951 году был принят «Закон о религиозных юридических лицах» (яп. 宗教法人法 сюкё:-хо:дзин-хо:), упорядочивающий статус религиозных групп и закрепляющий принцип невмешательства государства в их религиозную и финансовую деятельность.
Государственные органы управления храмами были упразднены в 1946 году, но появились три общественные организации, занимающиеся религиозными вопросами: «Ассоциация синтоистских жрецов» (яп. 神祇会 дзингикай), «Исследовательский институт японской классики» (яп. 皇典講究所 ко:тэн ко:кю:сё) и «Ассоциация поддержки Великого Храма» (яп. 神宮奉斎会 дзингу: хо:сайкай). 3 февраля 1946 года они были распущены, а их лидеры учредили «Ассоциацию синтоистских храмов» (яп. 神社本庁 дзиндзя хонтё) и призвали жрецов местных храмов присоединяться к ней. Большинство храмов (97 % на 1992 год) вошли в «Ассоциацию», около тысячи остались независимыми (из них лишь 16 храмов всеяпонского значения). Например, не входит ни в какие ассоциации одно из крупнейших святилищ ― Фусими Инари тайся.
Слово «удзигами», в старину обозначавшее родовое божество, со временем приобрело значение «божество данной местности», а членов местной общины стали называть удзико. Кроме данного термина, объединяющего верующих по географическому признаку, существует также слово «сукэйся», обозначающее прихожан, проживающих за пределами данной местности. Сегодня эти слова нередко используются в качестве синонимов. Как правило, община берёт на себя содержание храма и участвует в богослужениях и праздниках. Согласно 99-му параграфу правил «Ассоциации синтоистских храмов», удзико или сукэйся определены как верующие, взявшие обязательство по уходу за святилищем и внесённые в его списки.

### Священнослужители

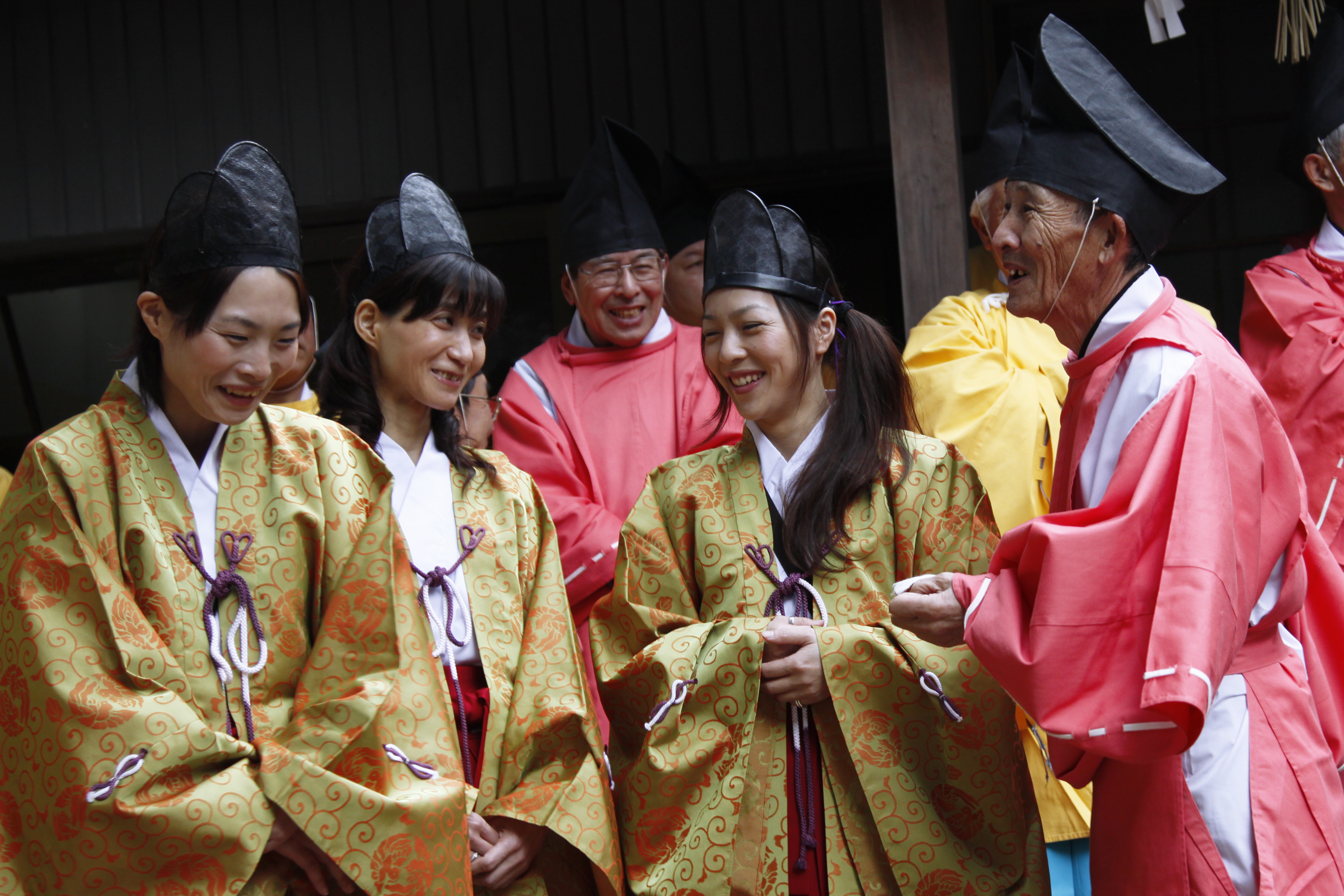
Священнослужители общаются в ожидании начала празднования Хонэн-мацури, 15 марта 2010

Священнослужители в синтоизме называются каннуси (яп. 神主 «хозяин ками») или синсёку (яп. 神職). В прошлом каннуси называли людей, связывавших мир ками и мир людей. Они могли служить ками от лица людей и, наоборот, передавать другим послания и волю ками. После того как многие семьи смогли укрепиться, статус каннуси начал передаваться по наследству. Это способствовало формированию множества жреческих родов. В то же время тысячи небольших дзиндзя не имели постоянных священнослужителей, и заботу о них осуществляли мия-дза — миряне из авторитетных семей, подобная система существует и сегодня. В больших дзиндзя может работать несколько десятков жрецов, но вместе с этим несколько храмов может обслуживаться одним каннуси. В древности «каннуси» назывались лишь главные жрецы; в современном понимании каннуси — любой синтоистский священнослужитель. В его обязанности входят обслуживание храма, проведение ритуалов и мацури. Некоторые из них совмещают священнослужительство с работой в нерелигиозных организациях.
Стать каннуси можно, пройдя обучение в одном из двух синтоистских университетов Японии: Кокугакуин в Токио и Когаккан в Исэ. Длительность обучения в них варьируется от 1 до 2 лет, а учебный план соответствует требованиям, выдвигаемым «Ассоциацией синтоистских храмов». Однако существует и ряд других программ, предлагающих пройти ускоренные курсы вплоть до одного месяца, после чего студент получает сертификат, предварительно сдав экзамен. Некоторые храмы предоставляют возможность пройти аккредитацию каннуси у них. В настоящее время существует пять разновидностей каннуси, отличающихся друг от друга опытом и знаниями: гудзи (верховный священник), его помощник гонгудзи, старший и младший священники нэги и гоннэги, а затем каннуси. Также действует шкала из пяти официальных рангов: тёкай, гон-сэйкай, сэйкай, мэйкай и дзёкай. Некоторые священнослужители работают неполный рабочий день или добровольно. В повседневной жизни они не носят ритуальную одежду, не имеют ограничений во вступлении в брак и не практикуют аскезу.

#### Женщины и их роль в дзиндзя

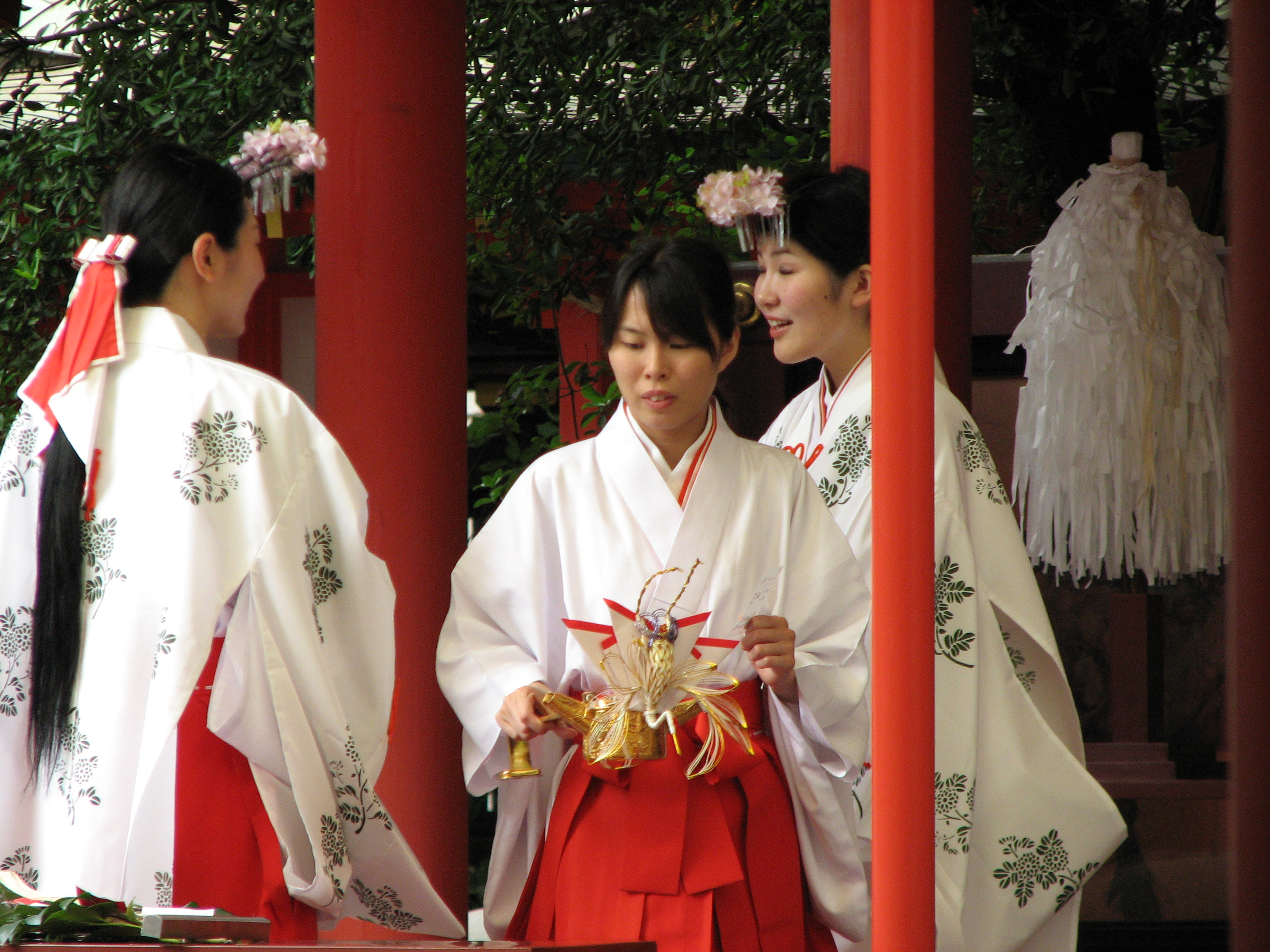
Мико в Икута-дзиндзя готовятся к церемонии бракосочетания

Социальная организация древних японцев была преимущественно матрилинейной, примером чего служит правительница-жрица Химико. Начиная с VI века религиозные дела в значительной степени перешли в руки мужчин, но в ведении храмовых дел осталась значимой роль женщин-шаманок, которые впервые появились во второй половине периода Яёй. При храмах работали женщины-медиумы и танцовщицы кагура. Вплоть до XVI века в некоторых храмах полноценно работали каннуси женского пола. В течение периода Эдо на территории дзиндзя или рядом с ними работали женщины-медиумы, которые напрямую не участвовали в деятельности храмов, но консультировали священников или прихожан. В XIX веке с реставрацией Мэйдзи многие женщины лишились официального трудоустройства в храмах без возможности реабилитации.
Однако с началом Второй мировой войны женщины снова начали работать в храмах, поскольку мужчины, занимавшие там рабочие места, были призваны на фронт. По окончании военных действий «Ассоциация синтоистских храмов» официально разрешила женщинам становиться священнослужителями, и из 20 000 действующих каннуси их насчитывается около двух тысяч. Женщины-шаманы, предположительно, к сегодняшнему дню стали мико (яп. 巫女). Мико — работницы храмов, выполняющие уборку территории, исполняющие кагура, а в дни проведения мацури мико продают талисманы и прочую синтоистскую атрибутику. Обычно они являются незамужними. В храмовой иерархии мико занимает роль помощницы каннуси.

#### Одежда каннуси
Ритуальное облачение каннуси состоит из трёх обязательных элементов: нательного халата, широких штанов и длиннополой накидки; все элементы заимствованы у придворной одежды эпохи Хэйан. Также любое одеяние каннуси включает в себя деревянный жезл сяку и лакированные деревянные башмаки асагуцу. Костюмы делятся на три категории в зависимости от торжественности ситуации: дзёсо (обычное одеяние) надевают для повседневных ритуалов, рэйсо, также называемое сайфуку, — ритуальное одеяние — на средние праздники, а сэйсо (парадное одеяние) — на время больших праздников. На главные праздники надевают платье сэйсо с шапкой каммури и чёрной, красной или голубой накидкой хо (袍), в руках держат веер. На средние праздники каннуси одеваются похоже, но без веера и с белой хо. Обычное одеяние — дзёсо — состоит из платья китайского образца (кимоно каригину или дзёэ), укороченных хакама и чёрной шапочки эбоси. Хакама окрашены в зависимости от ранга священника: низшим полагаются голубые, а высшим — фиолетовые. С дзёсо вместо асагуцу возможно надеть сандалии гэта, дзори или варадзи. Женская одежда священнослужителей не имеет долгой традиции и представляет собой модифицированную мужскую. Женщины-каннуси для торжественных случаев надевают жакет утики, а в качестве обычного одеяния носят суйкан, похожий на каригину. Вместо жезла сяку они носят веер: с утики — веер хиоги, с суйкан ― веер бомбори. Женская обувь называется мокури. Мико носят белое кимоно до лодыжек и ярко-красные широкие хакама.

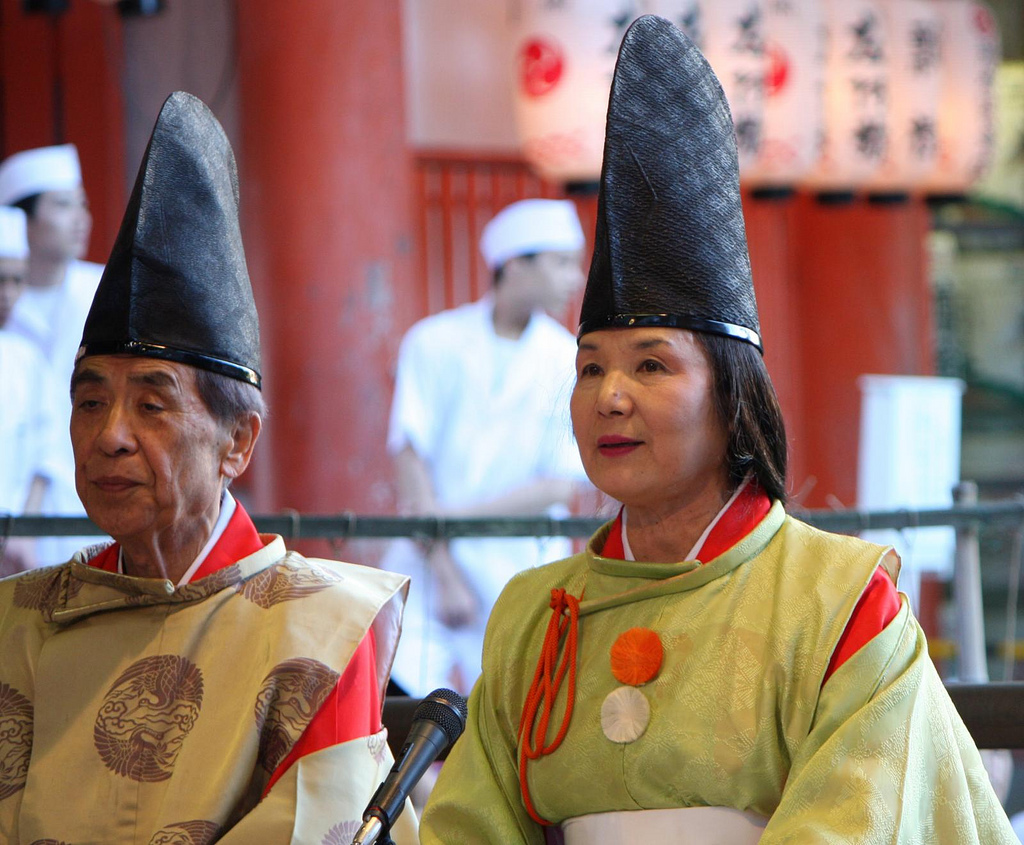
Каннуси в головных уборах эбоси
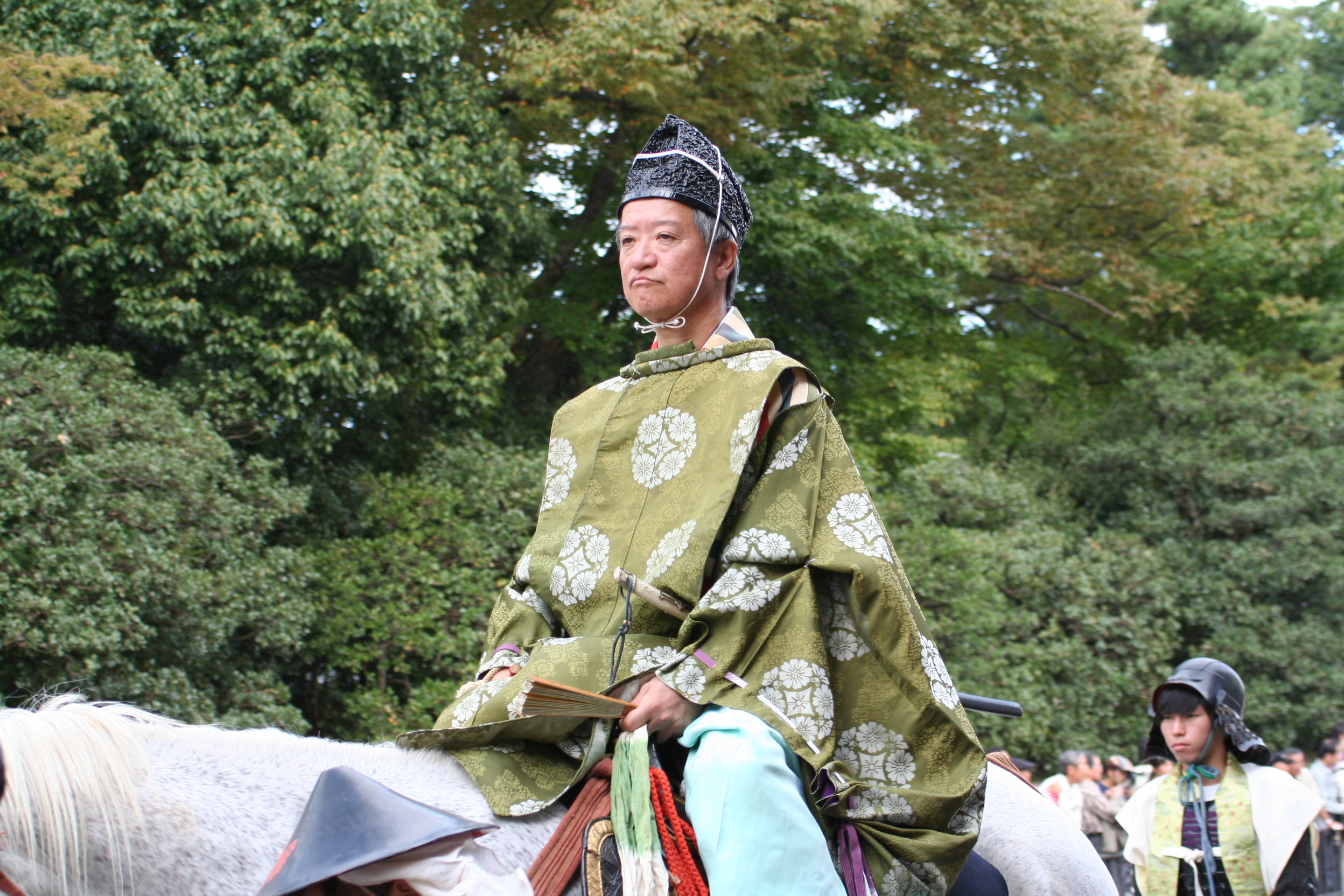
Священник в облачении каригину
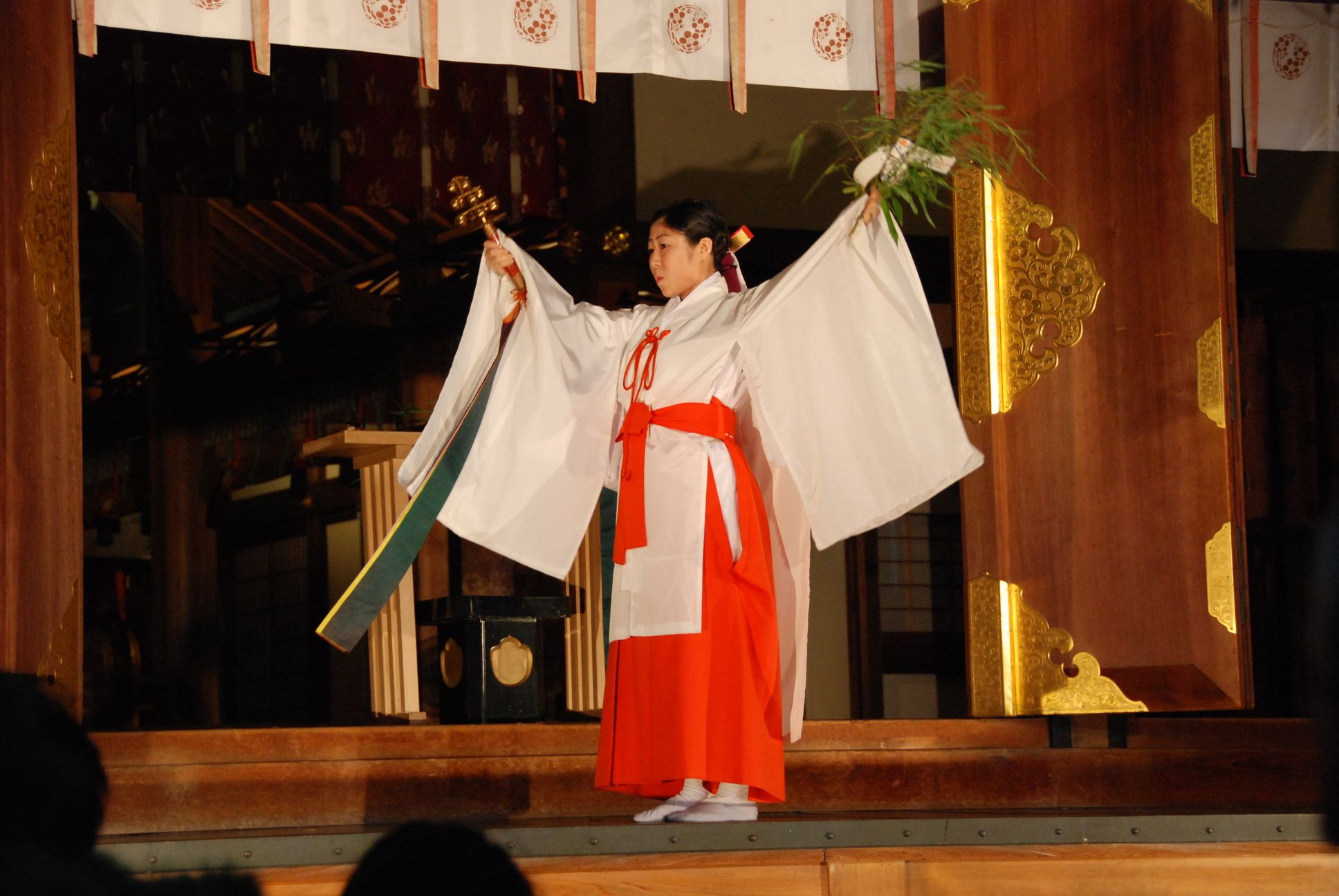
Мико в красных хакама
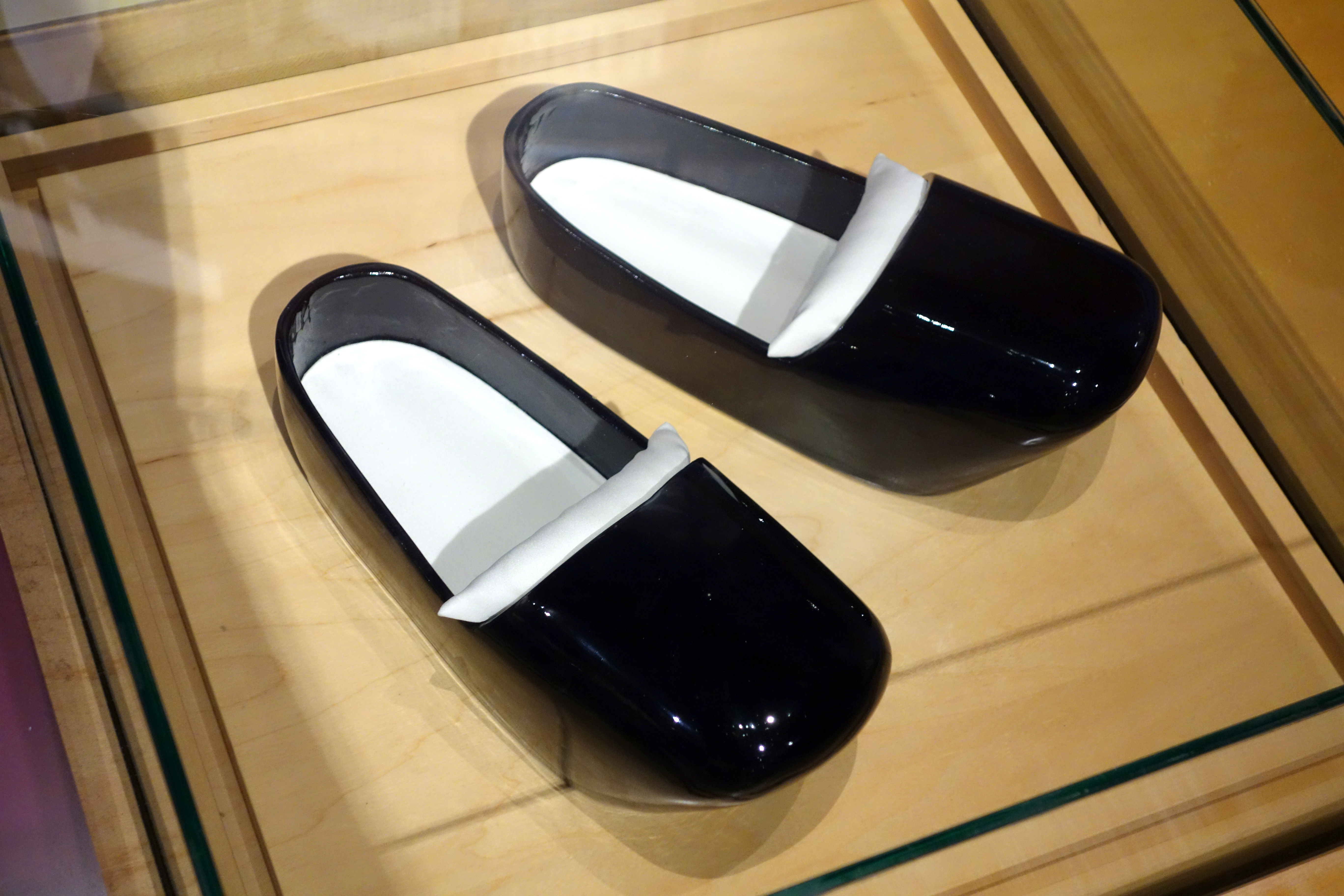
Башмаки асагуцу

## Практики

### Основные ритуалы

#### Молитвы
Говорю смиренно

перед великой царственной богиней,

небо освещающей,

коей хвалы возносят в верховьях Исудзу-реки,

в Удзи, что в Ватараи,

опоры великого храма прочно укрепив,

конки крыши в Равнину Высокого Неба

высоко вознеся.

[Государем назначено] возвестить смиренно,

что подносятся одежды священные,

кои обычно ткут на станках своих

люди родов Хатори и Оми,

из мягких тканей, из грубых тканей, —

так говорю смиренно.

В храме грубого праздника так же говорить надлежит

и туда направляйтесь — так возглашаю.
Ритуальные молитвы в синтоизме называются норито (яп. 祝詞). Впервые норито упоминаются в «Кодзики», а наиболее полные образцы ранних молитв сохранились в 8-м свитке «Энгисики» (927). Содержащиеся в нём 27 норито высоко ценятся и использовались при императорском дворе; они до сих пор читаются во многих храмах. В этих молитвах говорится о том, что счастье и удача, так же как и проклятие, могут быть достигнуты при помощи слов. Норито могут быть как молитвами из древних сборников, так и написанными в Новое время к конкретному случаю. Молитва произносится священнослужителем в ходе ритуала и обращена к ками. Через неё выражается уважение к божеству и испрашивается помощь в создании благополучия прихожан. Л. М. Ермакова утверждает, что корни норито восходят к китайским ритуальным книгам «Чжоу ли» и «Ли цзи».
Некоторые норито непонятны участникам богослужения, поскольку они читаются на японском языке X века. Предпочтение отдаётся скорее звучности, чем семантике. Читающие норито имеют большее представление о смысле текста, поскольку могут видеть узнаваемые кандзи. Слушающие же могут постигать смысл молитвы при помощи знакомых слов, однако полный смысл текста остаётся непонятным. С древних времён священники сочиняли собственные норито, обращённые к определённому событию. Их авторы ориентировались на древние образцы молитв. Современные сборники норито обычно издаются для кругов каннуси, но иногда выставляются на продажу в книжных магазинах. Издаются также и руководства по написанию норито, одним из таких является книга Канэко Ёсимицу «Правила составления норито».

#### Очищение

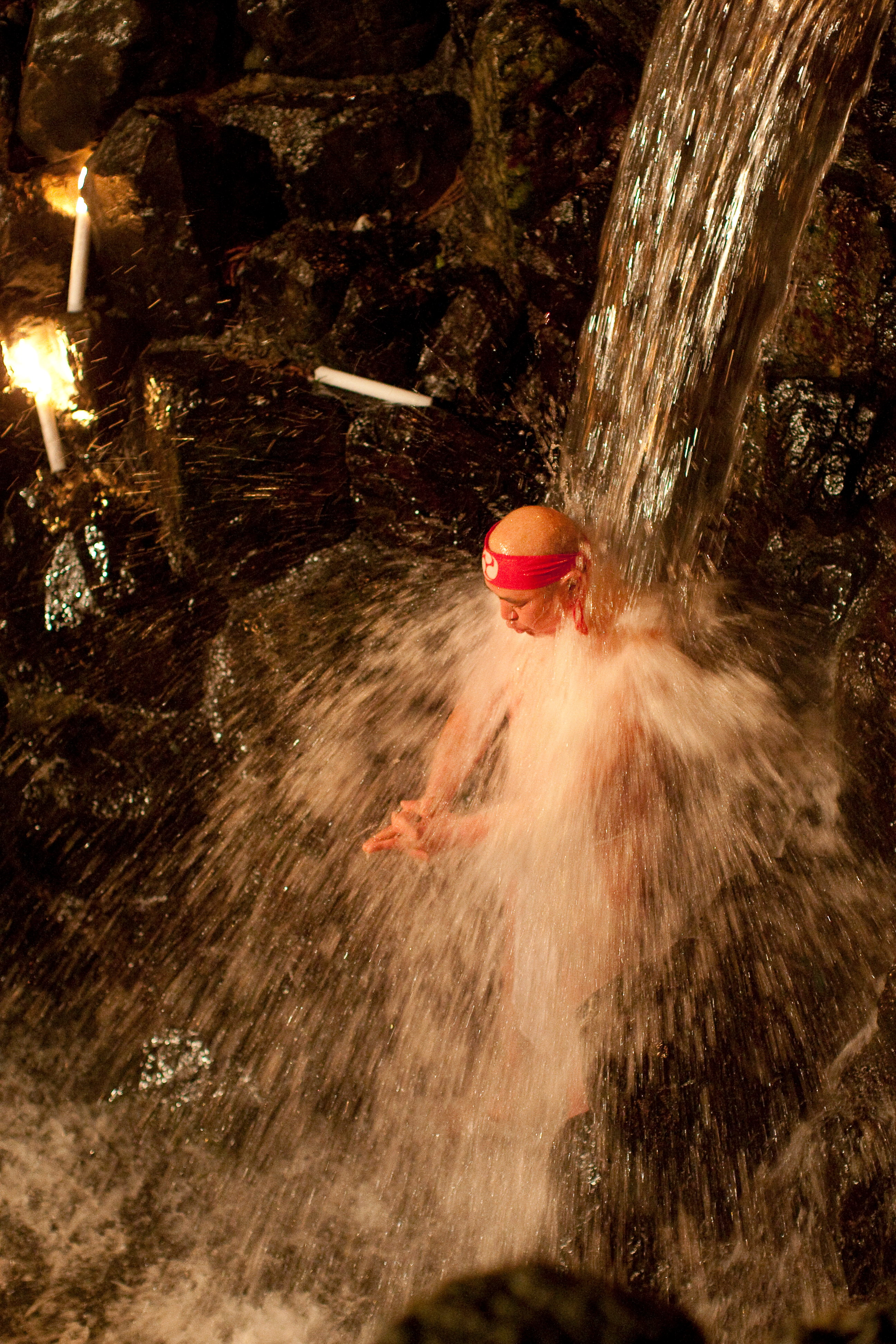
Японец проходит ритуал очищения (мисоги) под течением водопада

Очиститься от кэгарэ можно путём прохождения ритуалов мисоги или хараэ (другие названия ― хараи; охараэ). Мисоги — ритуал омовения, проводимый под водопадом, в море или реке. Сначала синтоист должен омыть руки и рот в тэмидзуя, который обычно расположен на входе в храм. Затем в отдельном здании перед водопадом или водоёмом священник проводит ритуал хараи, поскольку сам водоём является ками. Затем мужчины надевают набедренную повязку фундоси и головную повязку хатимаки. Женщины надевают хатимаки и длинное белое кимоно. Перед погружением в воду люди совершают различные ритуальные упражнения: фуритама («встряска души»), которое представляет собой взмахивание вверх-вниз сцепленными ладонями; ибуки (дыхательные упражнения) и другие. Перед приближением к воде участники дважды хлопают в ладони и кланяются. После этого синтоисты погружаются в воду или встают под течение водопада. Нынешний ритуал омовения рук в тэмидзуя считается максимально упрощённой формой ритуала очищения.
Хараэ сегодня является общим названием для ритуалов очищения. Истоки ритуала хараэ лежат в наказании, налагавшемся общиной за нарушение правил. В древности нарушитель выплачивал некий штраф или компенсацию, что было переосмыслено как религиозное действие. Прообразом ритуала считаются «очистительные жертвы», которые принёс ками Сусаноо за свои прегрешения. Сегодня во время ритуала проходящий очищение обычно вручает священнику полоску ткани или бумаги, на которую переносятся его грехи, после чего та сжигается или выбрасывается в реку. Иногда хараэ и мисоги используются в качестве синонимов.

#### Подношение

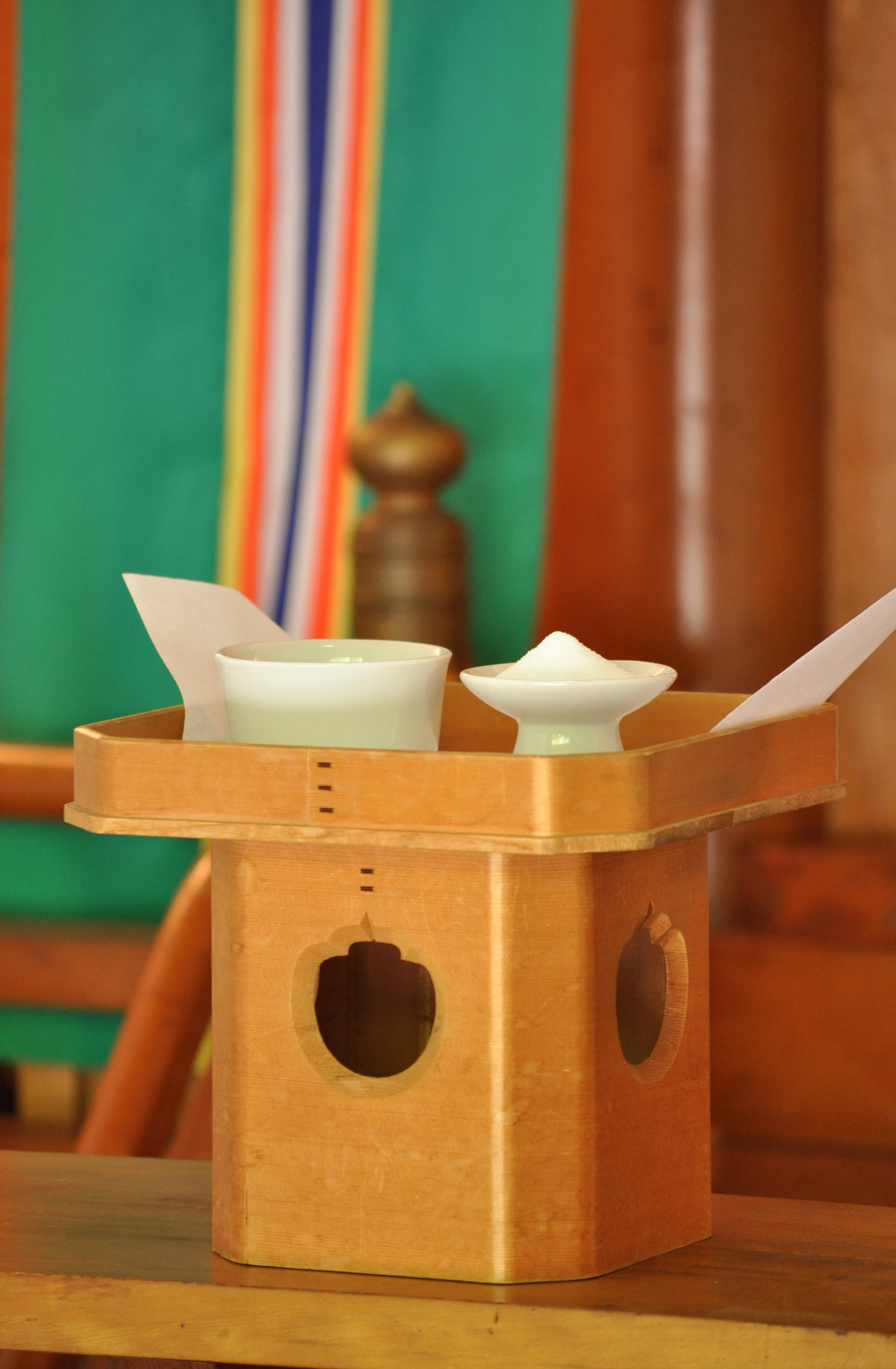
Подношение воды и соли на столике самбо

Различные виды подношений божествам в синтоизме называются синсэн (яп. 神饌) или кумоцу (яп. 供物). Подношение может происходить как регулярно, так и во время мацури, в храме или дома. Для подношений существует специальный деревянный столик самбо (яп. 三方), который состоит из подставки и подноса осики. В нём проделывается три отверстия, реже ― четыре. Также используется такацуки — высокий лакированный стол с подставкой квадратной или округлой формы. Священнослужители совершают ежедневные подношения пищи и напитков ками. Они проводят его каждое утро и, в некоторых храмах, по вечерам. Обычно подношение состоит из сакэ (т. н. мики), воды, риса и соли. В праздничные дни кладутся фрукты и овощи, рисовые лепёшки моти, кондитерские изделия, рыба, морские водоросли. Общее число блюд, которые могут использоваться для синсэн, в особых случаях достигает 75. В дни мацури угощения подготавливаются в здании синсэндэн, а затем выносятся в зал для подношений — хэйдэн. Синтоистские подношения обычно отличаются от буддийских, где исключаются алкоголь и мясо. Использованные для подношения продукты в конечном итоге употребляются в ходе совместного пира наорай в отведённом для этого зале наорайдэн. Также этот обряд является завершающей частью мацури. Впервые упоминается в 765 году.

#### Ритуальные танцы

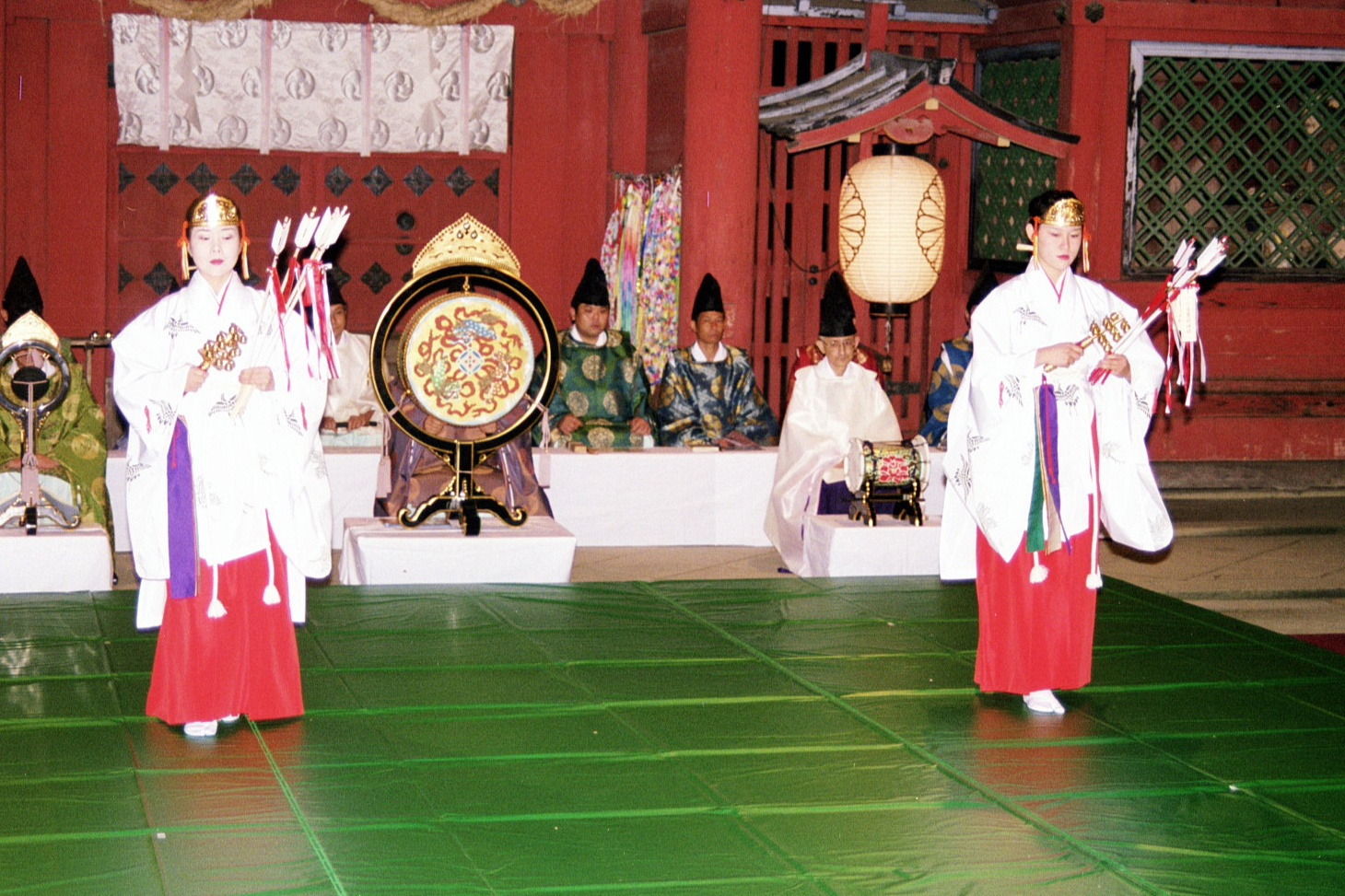
Мико под звуковое сопровождение исполняют одну из форм сато-кагура

Одной из форм синтоистского богослужения является танец кагура, который исполняют мико, а мужчины-каннуси аккомпанируют при помощи флейт, барабанов и других инструментов. Хардекер утверждает, что священнослужители оказали значительное влияние на развитие музыкального, танцевального и театрального искусства Японии. Поскольку изначально кагура являлся формой подношения, танец производился близ алтаря. Бывали случаи, что священники выступали за пределами храма, например, на рисовых плантациях. Слово «кагура» образовано из иероглифов 神楽, что обозначает «развлечение для ками». Слово, предположительно, является сокращением от ками-но-кура («сидение для ками»), подразумевая присутствие божества при выступлении. Синтоисты возводят происхождение кагура к мифу о ками Амэ-но удзумэ из «Кодзики» и «Нихон сёки», которая пыталась выманить Аматэрасу из её пещеры при помощи танца. Учёные связывают ритуал с древней синтоистской традицией тинкон, возникшей в эпоху Хэйан. Существует множество различных вариаций кагура: в сиси кагура, например, участники надевают для выступления маску льва. Главным образом ритуал подразделяется на два стиля исполнения: маи и одори. Первый характерен плавностью и обилием круговых движений, в то время как одори — быстрыми и энергичными прыжками. При императорском дворе каждое 15 декабря проводится так называемый ми-кагура, классическая форма танца. Певцам аккомпанируют деревянные кастаньеты сякубёси, традиционный японский гобой хитирики, флейта кагурабуэ и шестиструнная цитра. Региональные формы кагура, исполняемые в храмах и на фестивалях, называют сато-кагура. Часто используется музыкальный инструмент судзу, представляющий собой пучок колокольчиков. С течением времени ритуал вышел за пределы храмов и стал проводиться ради досуга. Сохранились свидетельства XIII века о том, что каннуси приглашали мико выступать на закрытых вечеринках с участием алкоголя и пошлых танцев. Возмущённые японцы добивались смещения таких священников со своих должностей или, в особых случаях, сжигали их дома.

### Домашнее моление

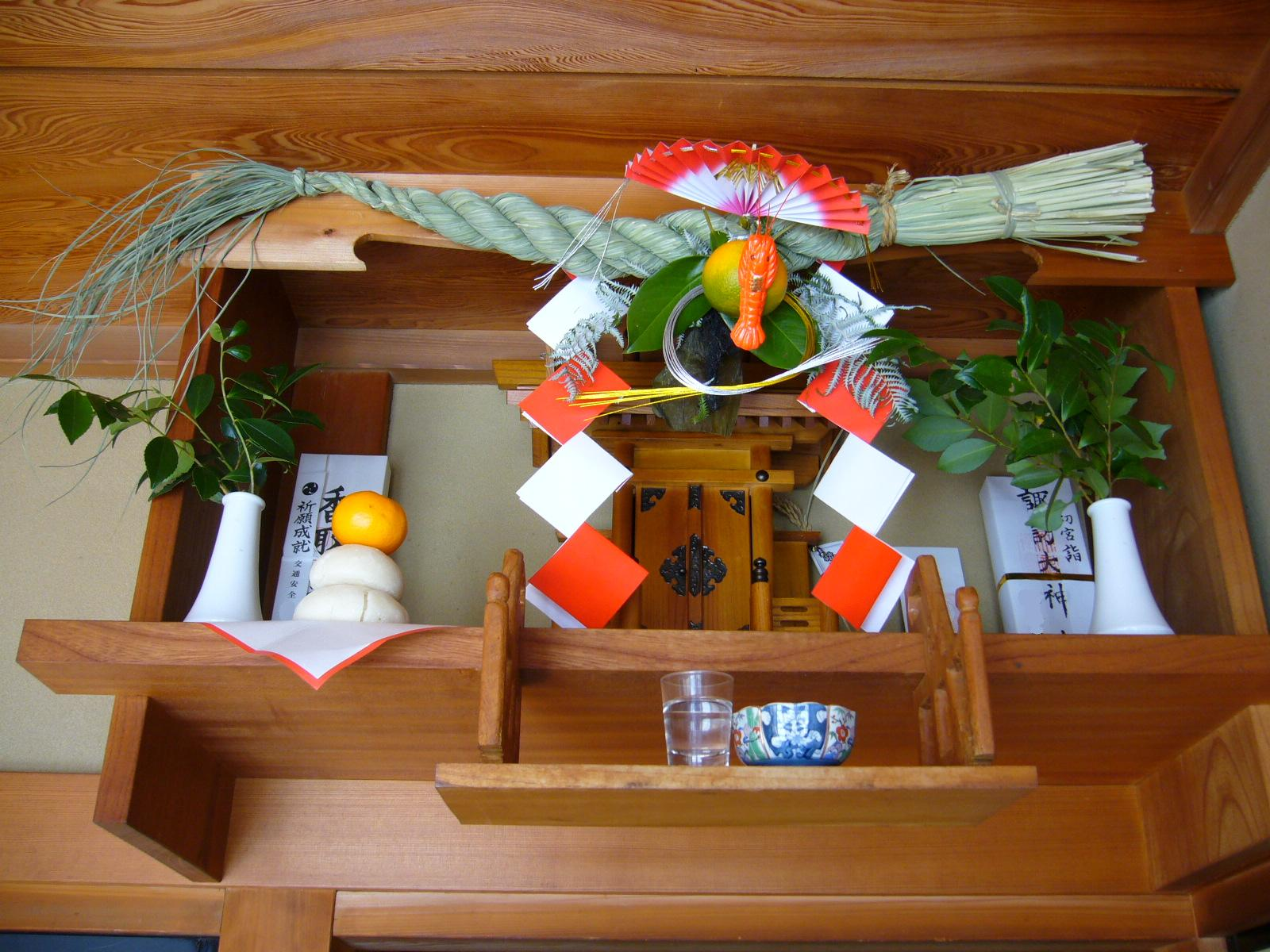
Домашний алтарь камидана

Камидана (яп. 神棚, «полка для ками») — семейный синтоистский алтарь, домашняя божница. На алтаре располагаются амулеты из святилищ и деревянные таблички с именами предков. Как правило, на камидана располагаются миниатюрное святилище (яп. 宮形 миягата), амулет (офуда) из храма Исэ, священное зеркало (яп. 神鏡 синкё) и ветви сакаки. Кроме того, на него ежедневно ставят подношения в виде сакэ, риса, соли; иногда подносят фрукты и овощи, приготовленную еду и цветы. Получил широкое распространение лишь в период Эдо. Камидана может выглядеть как миниатюрный храм и быть как маленьким (с одной дверцей), так и большим, с более чем пятью дверцами и сложной крышей. Алтарь обрамляется верёвкой симэнава, что символизирует священность этого места. Ритуалы, связанные с камидана, жёстко не регламентируются. Обычно верующий омывает руки и рот, делает подношение ками и совершает последовательность хлопков в ладоши и поклонов. Спустя время поставленная на камидана еда убирается и подаётся на стол. Близ камидана в некоторых семьях может располагаться алтарь тамая, на котором располагается табличка с именами членов семьи. В случае смерти в семье камидана и тамая запечатываются, чтобы отделить ками от скверны. Преимущественно камидана можно встретить в жилищах, особенно в сельской местности, но также они встречаются в небольших магазинах и даже на суднах.

### Посещение храма
Посещение храма на японском языке обозначается термином «санкэй» (яп. 参詣, также может обозначать паломничество). В соответствии с ритуалом хацу-мия-маири новорождённого ребёнка приносят в синтоистский храм, после чего он становится его прихожанином. Это происходит на 32-й день после рождения мальчика и на 33-й день для девочки. Также принято водить в храм трёхлетних, пятилетних и семилетних детей. Этот праздник называется Сити-го-сан. Ещё одним поводом посетить храм является свадьба, а также достижение ребёнком совершеннолетия. Иногда посещение храма занимает лишь несколько минут. Многие японцы заходят в него каждый день по пути на работу. При этом случайные прихожане не всегда знают имя ками, который почитается в том или ином храме, однако это не мешает им молиться в нём.

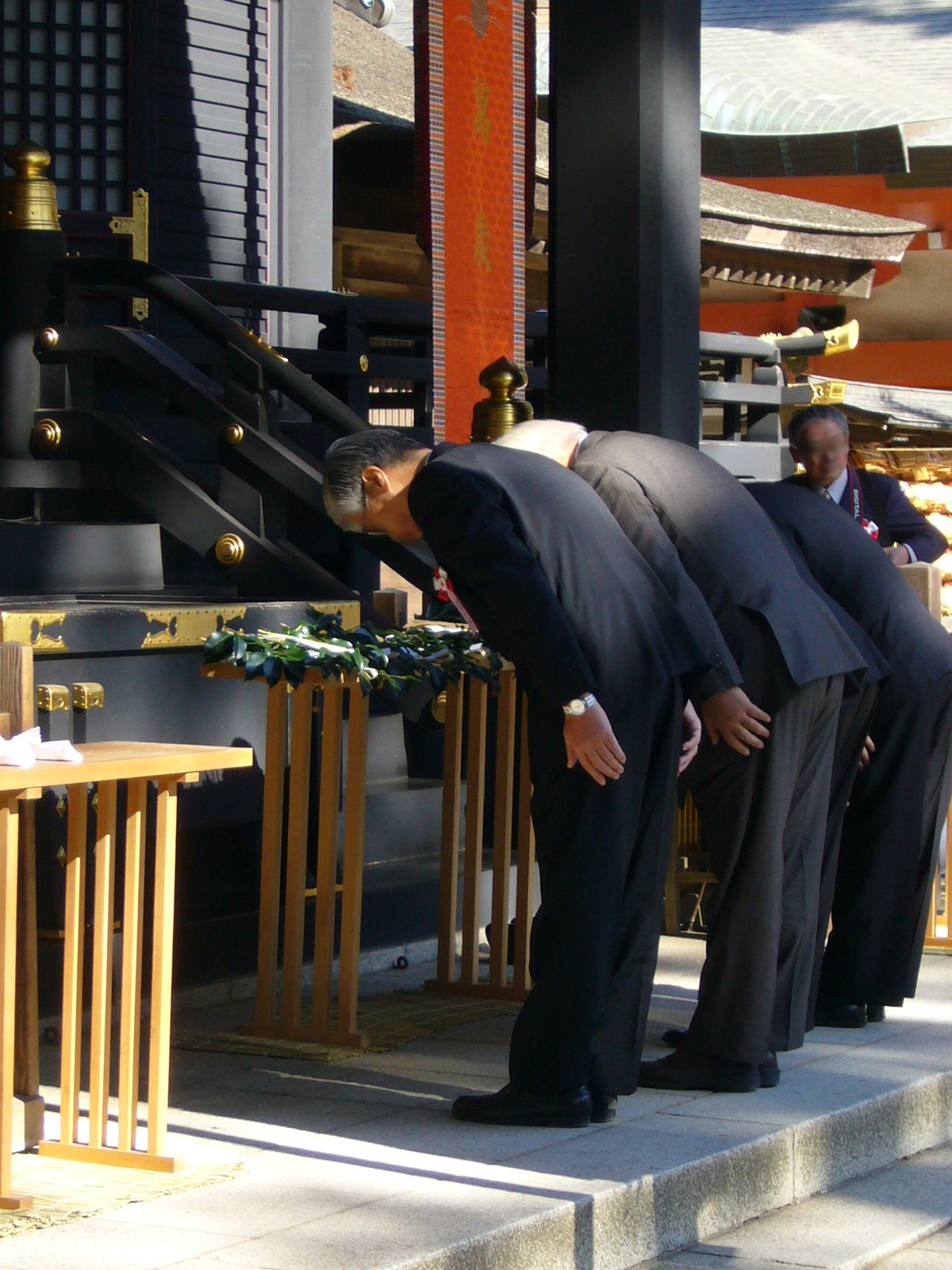
Хайрэй. Мужчины поклоняются ками

Ритуал индивидуального поклонения ками в храме называется хайрэй (яп. 拝礼). Перед поклонением совершают омовение рук и рта в тэмидзуя. Прихожанин должен бросить несколько монет в сайсэмбако, специальный ящик для денежных подношений, после чего один или два раза поклониться, дважды хлопнуть в ладони, попросить ками о желаемом и ещё раз поклониться. Прихожанин может попросить священника о кито — молитве, возносимой каннуси от имени просителя. Некоторые люди посещают храм раз в году, особенно в празднование японского Нового года по традиции хацумодэ. Каждый год 1—3 января около 90 000 000 японцев надевают традиционную японскую одежду, приходят в синтоистские храмы, где молятся и покупают талисманы.
В синтоизме и буддизме существует практика дзюмпэй — вид паломничества, при котором синтоист путешествует по определённому маршруту и посещает лежащие на нём храмы, пещеры, водопады и прочие священные места.
Смерть, болезнь и кровь нарушают чистоту, поэтому больные, раненые, а также пребывающие в трауре не могут посещать храм.

### Эма
В синтоистских и буддийских храмах во всей Японии очень распространены маленькие деревянные таблички размером с ладонь, называемые ко-эма. Обычно они пятиугольной формы. Предположительно, они стали использоваться как подношения ками вместо лошадей, которых прежде дарили святилищам в качестве слуг ками. Самые древние эма датируются VIII веком. В периоды Муромати и Токугава мастерами создавались большие таблички о-эма, которые выставлялись в залах святилищ как выражение благодарности или ввиду их художественных достоинств. Вскоре среди художников эма сформировались различные стили и символы: собака обозначала лёгкие роды, фаллос — плодородие, замо́к с кандзи «сердце» (яп. 心 кокоро) — обет воздержания и т. д. В современной Японии принято на одной стороне эма изображать животное текущего года или помещать изображение, связанное с храмом, в котором была получена табличка. На другой стороне японцы пишут имя, домашний адрес и о-нэгай — личную просьбу, обращённую к ками. О-нэгай может быть связан с учёбой, работой, семьёй, здоровьем. Эма также используют, чтобы обратиться к умершим предкам. Таблички вывешивают в храме на специальном столбе эма-дэн, а в Новый год их сжигают.

### Мацури

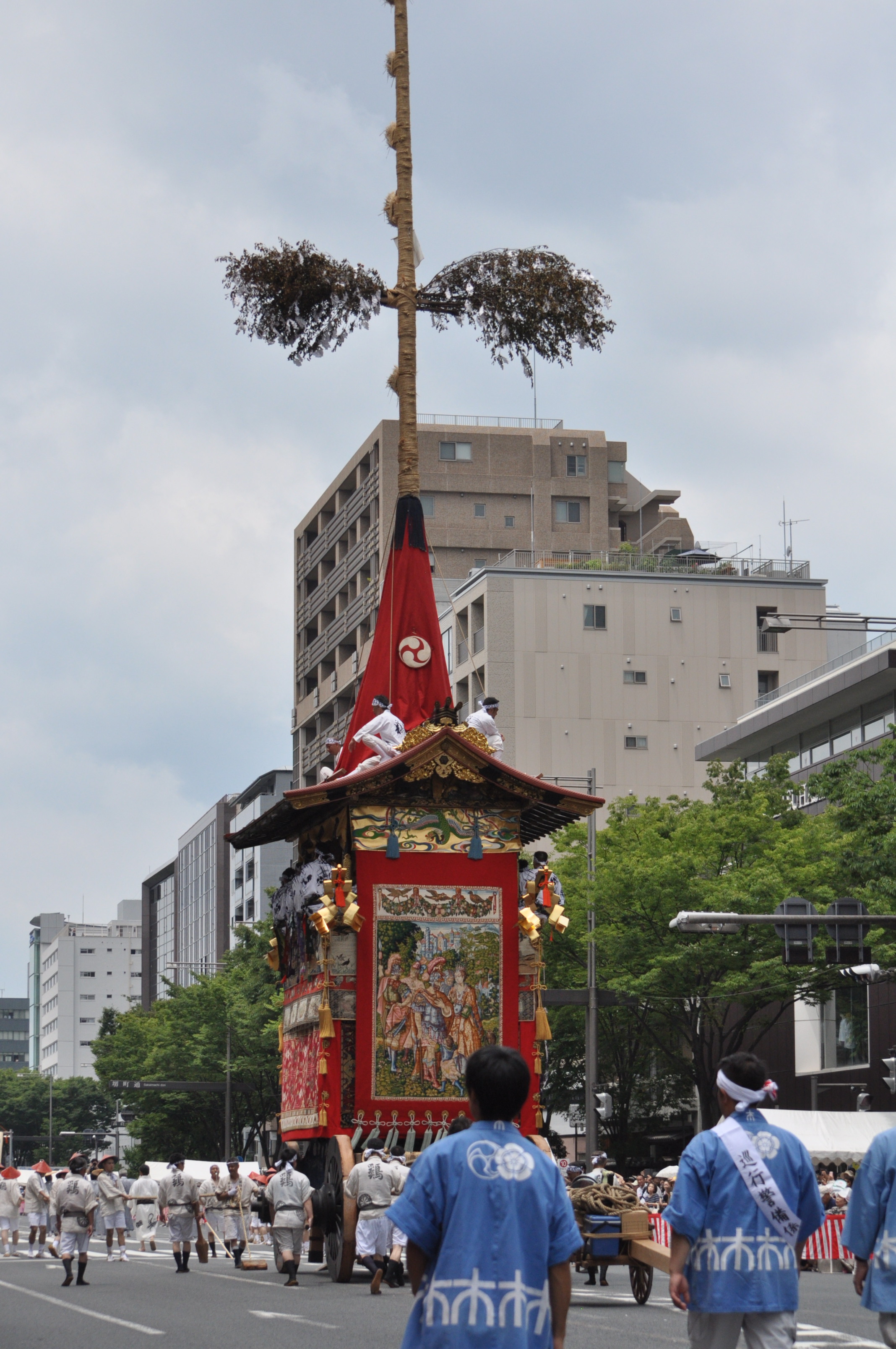
Колесница хоко, которую перетаскивают при помощи канатов. Фото празднования Гион-мацури в Киото в 2017 году

Важной частью взаимодействия древних японцев с ками являлись мацури (яп. 祭, праздник) — торжественные церемонии, праздники, проводимые в честь божеств. Ранее понятие обозначало любые синтоистские ритуалы, однако сегодня словом «мацури» может называться и торжество, не связанное с религией. Многие из них утратили религиозное содержание и превратились в народное развлечение. Тысячи мацури проводятся во многих частях страны, особенно в крупных городах. Организацией традиционных фестивалей занимаются руководители святилищ. Не каждый синтоистский храм в Японии проводит мацури, но большинство крупных святилищ ежегодно организуют множество праздников. В торжестве задействовано от нескольких сотен человек в маленьких деревнях до сотен тысяч, как в случае с Титибу ёмацури (яп. 秩父夜祭) в Титибу. В связи с ростом автомобилизации в XX веке местные власти зачастую не заинтересованы в проведении мацури, поскольку они предполагают масштабные публичные шествия с перекрытием дорог. Организаторы ежегодно ведут переговоры с полицией, пожарными и органами местной власти, чтобы добиться проведения мероприятий.

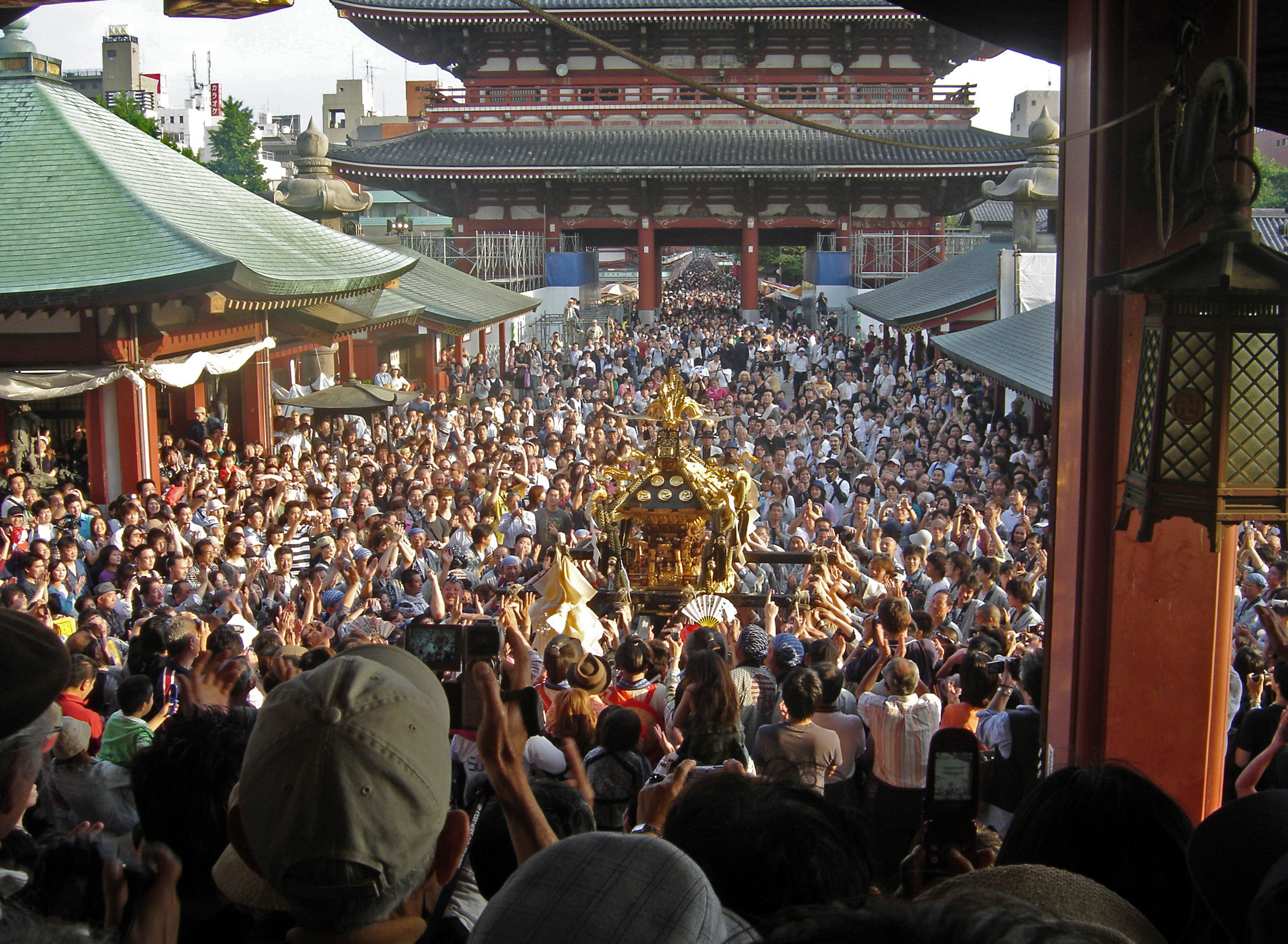
Празднование Сандзя-мацури в 2006 году, Токио. Вид из храма Сэнсо-дзи

В дни праздников учебные заведения, предприятия и бизнес обычно не работают. Семьи и соседи собираются и посещают святилища; крупные храмы часто имеют площадки, где гости могут расположиться в дни мацури. Торговцы разворачивают палатки с едой, напитками и сувенирами. Люди участвуют в стрельбе из лука, лодочных гонках и прочих развлечениях. Даты проведения мацури нередко связаны с сельскохозяйственным календарём: некоторые весенние праздники приурочены к посадке риса, осенние — к сбору урожая и т. д.
Тремя крупнейшими мацури в Японии являются Гион-мацури в Киото, Канда-мацури в Токио и Тэндзин-мацури в Осаке.

## Взаимоотношения с другими религиями

### Христианство

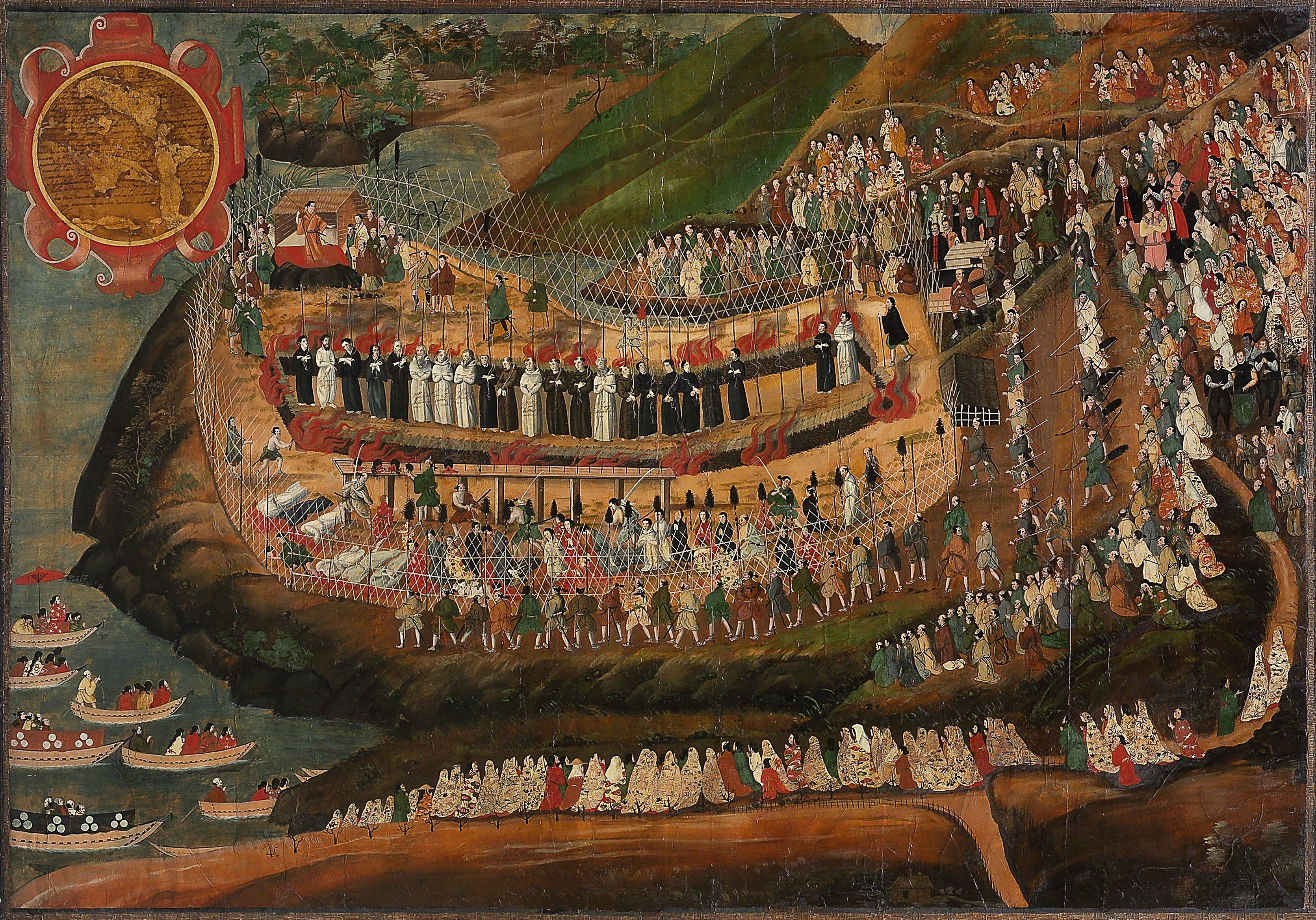
26 японских мучеников из Нагасаки. Картина XVI—XVII веков

В Японию христианство принесли испанские иезуиты в 1549 году. Некоторые синтоисты тепло встретили христиан, желая с их помощью снизить влияние буддизма в стране. С приходом к власти Токугавы Иэясу на подконтрольных сёгунату территориях был введён жёсткий контроль над синтоизмом и буддизмом, а христианство было полностью запрещено. В конечном итоге сёгун ввёл политику сакоку, ограничившую возможность посещения Японских островов для иностранцев вплоть до 1868 года. Запрет христианства в Японии был снят лишь в 1873 году.
С начала правления Ямагаты Аритомо в 1899 году и до 1945 года правительство поддерживало свободу вероисповедания настолько, насколько это помогало укреплять имперскую власть. Представители сектантского синтоизма согласились в 1912 году принять участие в «Конференции трёх религий», спонсированной правительством. Там они встретились с представителями буддизма и христианства. Это мероприятие означало признание христианской веры, но вместе с этим христианам пришлось принять синто и буддизм как религии с равноценным христианству статусом. В 1930-е годы японское правительство пыталось принуждать местных христиан участвовать в синтоистских ритуалах; те же правила вводились в Корее и на Тайване. Многие христиане в Корее подвергались преследованиям, включая тюремные заключения для противников принудительного посещения синтоистских храмов. Японцы активно противодействовали работавшим в Корее американским миссионерам.
Отношение христиан к государственному синтоизму было неопределённым. Особенное влияние синто на христианство проявлялось в системе образования. Так, в 1932 году часть учащихся римско-католической школы в Токио отказалась от посещения храма Ясукуни. Христианские школы оказывались в уязвимом положении, когда отказывались от посещения синтоистских святынь. В ответ на вопрос католического архиепископа правительство заявило, что посещения храмов, к которым оно принуждает христиан, не являются религиозным действием, и проводятся они в образовательных целях и в качестве демонстрации лояльности императору. Противоречие в отношениях двух традиций возникали и с другой стороны: в 1935 году студенты бизнес-школы в городе Киото критиковали своего директора за то, что тот убрал из школы алтарь для поклонения синтоистским божествам. В студенческой среде Японии происходило множество подобных конфликтных ситуаций.

### Прочие религии
В современный период первые контакты японцев с исламом произошли после реставрации Мэйдзи. Первые свидетельства о принятии японцем ислама относятся к 1891 году. Многие японцы, принимавшие ислам в первой половине XX века, были государственными агентами, и обращение в ислам, как и сближение ислама и синто, являлось для них инструментом продвижения японского паназиатизма. Известны примеры японцев, пытавшихся совместить ислам с синтоизмом. В 1933 году Нур Мухаммад Иппэй Танака основал общество, стремившееся объединить синтоизм с пятью мировыми религиями, включая ислам. Одним из источников его вдохновения служили китайские мусульмане хуэй, принявшие многие принципы конфуцианства. В 1930-х годах Ахмад Бумпатиро Арига проповедовал ислам, приравнивая Аллаха к ками Амэноминакануси. Другой новообращённый в дневнике, который вёл во время хаджа, утверждал, что Аллах и Аматэрасу — одно и то же.
Так как в синтоизме важнейшим является обряд, а не учение, участие приверженцев других религий в синтоистских ритуалах не считается проблемным. Так, во времена Японской империи, когда пропагандировался образ синто как совокупность традиционных обычаев японского народа, власти заставляли христиан и буддистов посещать святилища. И сегодня зачастую принадлежность к общине считается важнее личной веры, и местные жители — христиане или мусульмане — участвуют в местных храмовых праздниках.

## Синто за пределами Японии

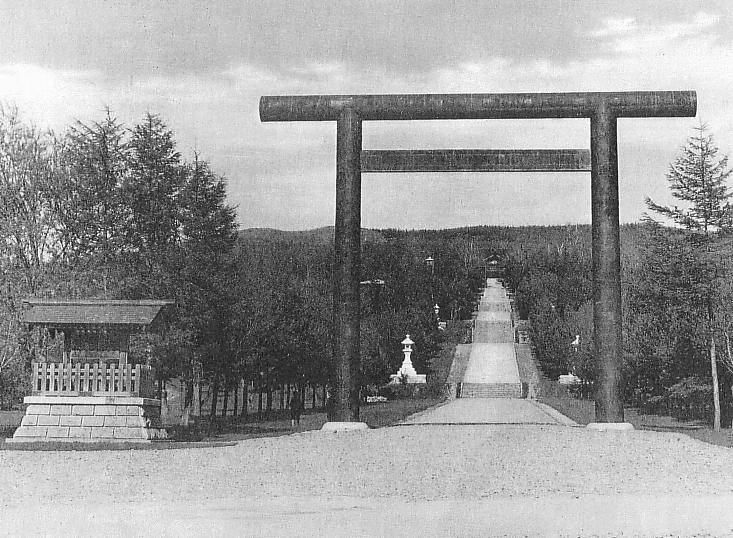
Храм Карафуто на территории Сахалинской области

Конец XIX — начало XX веков были отмечены экспансией Японской империи, что привело и к распространению синтоизма на колонизируемых территориях. Всего с 1868 по 1945 год на территориях под контролем Японии было построено 1640 святилищ. Кроме того, начиная с 1885 года на Гавайи стали переселяться японцы, бо́льшая часть из которых покинула Японию по экономическим причинам; с 1908 года началась также эмиграция в Бразилию, где японцы работали на кофейных плантациях. Эмигранты возводили храмы для сохранения своей культуры и поклонения традиционным божествам.
Первым синтоистским храмом на Гавайях стал Хило-даидзингу, построенный в 1898 году. Известно, что незадолго до нападения на Перл-Харбор 7 декабря 1941 года японские синтоисты на Гавайях проводили церемонии в честь бывшего главнокомандующего японским флотом Того Хэйхатиро. Один из храмов, построенных в начале XX века, подчинялся как японским органам, отвечавшим за храмовую систему, так и американским властям, поскольку был зарегистрирован на территории государства как некоммерческая организация. Американские синтоисты испытали культурное влияние местной среды. Так, в местный пантеон попали духи Джорджа Вашингтона и гавайского короля Камеамеа I. После нападения на Пёрл-Харбор американское правительство закрыло храм, боясь роста антиамериканских настроений среди японцев, однако после капитуляции Японии в сентябре 1945 года святыня продолжила свою работу. Немногочисленные храмы на западном побережье США не были восстановлены после войны.

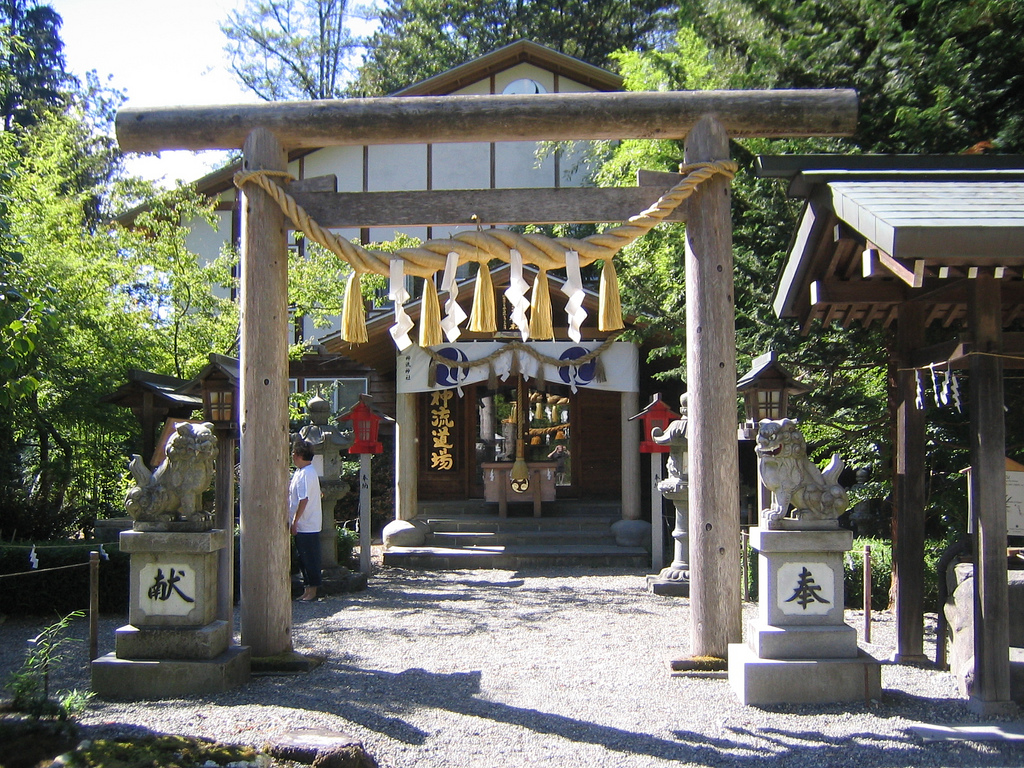
Вход в храм Цубаки, находящийся в штате Вашингтон, США

На территории Бразилии до начала Второй мировой войны было построено два синтоистских храма, оба в штате Сан-Паулу. Первый возведён в 1920 году Уэцукой Сюхэем в городе Промисан. Второй храм был построен эмигрантами из поселения в муниципалитете Бастус 18 лет спустя. Большинство эмигрантов проводили ритуалы поклонения богам в кругу семьи и реже — совместно с соседями. 11 крупных святынь и по сей день находятся в Бразилии.
На подконтрольных Японии территориях (Китай, Корея, острова Тихого океана, Сингапур, Тайвань, Маньчжурия и Сахалин) храмы возводили как японские переселенцы, так и колониальные власти. Большинство святилищ возводили переселенцы, но многие из них позже получили государственное признание и финансирование. Вначале дзиндзя строили японские общины для своего пользования, часто используя ритуальные предметы из своих старых святилищ. В 1900 году японские власти возвели первое крупное святилище в колониях, им стало Тайван-дзингу на Тайване. За ним последовали другие крупные святилища, такие как Тёсэн дзингу в Корее и храм Карафуто на Сахалине. Эти святилища возводились по указу губернатора и без консультации с синтоистским духовенством, их политику определяли военные. Храмы отражали концепцию государственного синто и не считались религиозными учреждениями. Местных жителей насильно заставляли посещать храмы, особенно с 1937 года, когда была принята политика их ассимиляции. Местных жителей принуждали посещать их в знак уважения к Японской империи и императору, часто такие визиты имели явно унизительную форму. Параллельно подавлялись местные религии, их храмы разрушали, а статуи выкидывали. Местных жителей призывали устанавливать дома камидана, а на Тайване 70 % семей приобрели амулеты из Исэ. Целью такой политики было подавление национальной идентичности колонизируемых народов.
Синтоизм же как религию в колониях проповедовали различные синтоистские секты, особенно Тэнрикё.
По окончании Второй мировой войны правительства освобождённых стран снесли большинство японских святилищ.
Первым строением, появившимся с тех пор, стал Великий храм Цубаки в Соединённых Штатах Америки, открытие которого состоялось в 1987 году в Стоктоне, штат Калифорния. В 1997 году он был перемещён в Гранит Фоллз, штат Вашингтон. Он является филиалом храма Цубаки, расположенного в префектуре Миэ в Японии. Главным священником и первым белым американцем на подобной должности стал Коити Бэрриш. В 2023 году было объявлено о закрытии святилища в связи с отбытием единственного священника. В канадском городе Виктория в 1999 году был основан второй по счёту синтоистский храм, в котором каннуси стал белый человек, тоже американец. 22 июня 2014 года в Серравалле, Сан-Марино, был открыт первый в Европе официальный синтоистский храм. На открытии присутствовали официальные лица из Японии. Храм открыт в память о погибших от цунами в 2011 году, вызванного землетрясением в Японии.

## Отражение в культуре

### Классическое искусство

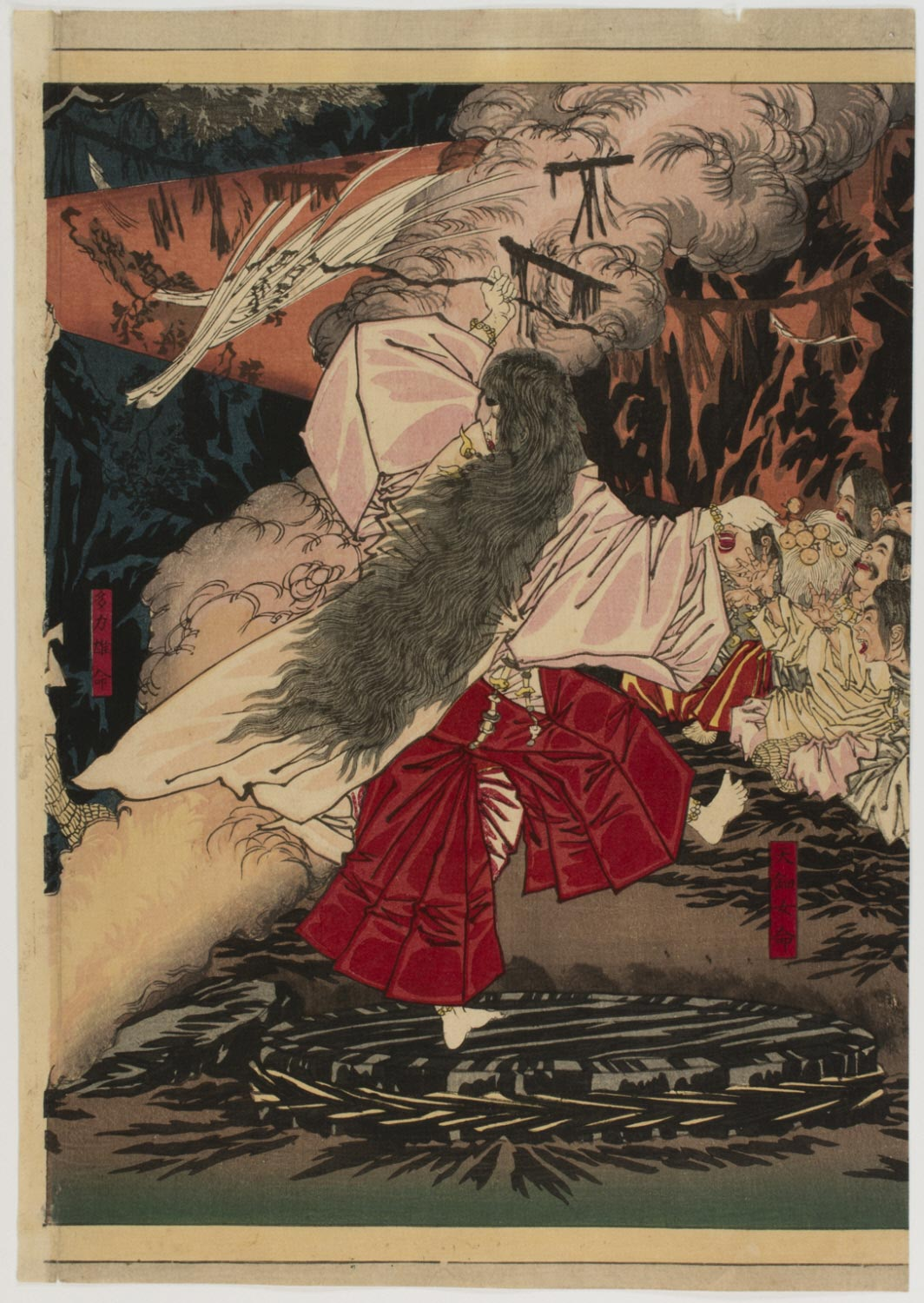
Изображение мифа из «Кодзики»; Амэ-но удзумэ танцует, чтобы выманить Аматэрасу из пещеры. Цукиока Ёситоси, 1879 год

Термин «синто бидзюцу» («искусство синто») был, вероятно, впервые использован в выставочном каталоге Музея искусств Окура в 1941 году, а популяризировал его Харуки Кагэяма, автор сборника эссе об искусстве синтоизма «Синто бидзюцу-но-кэнкю», опубликованного в 1962 году. А. Н. Мещеряков описывает термин «синто бидзюцу» как «расплывчатый». Обычно им определяют все аспекты синтоистской традиции, отражённые в предметах искусства, но вместе с этим существует термин японского искусства «сюго бидзюцу», который относится к предметам синтоистской культуры, вдохновлённым буддийской культурой. Древние японцы не испытывали потребности изображать бестелесных ками в антропоморфной форме. Несмотря на древность японских скульптурных традиций, включавших в себя ещё глиняные фигурки ханива, первые однозначно синтоистские скульптуры появились в начале IX века в результате двухвекового влияния буддизма. Скульптуры обычно небольшие и имеют вид коленопреклонённых аристократов или буддийских монахов (часто так изображали бога Хатимана). При их создании мастера старались проявить естественную структуру дерева, а не изобразить индивидуальные черты. Другим распространённым мотивом стали заимствованные у школы Сингон гневные божества-защитники. Часто объектом изображения становились посланцы богов, олени и лисы, а также сумоисты (так как сумо считалось подношением богам). Картины на религиозные темы представлены в основном мандалами и портретами Сугавара-но Митидзанэ, обожествлённого под именем Тэндзина. На синтоистских мандалах часто в деталях изображались соответствующие дзиндзя. Большая часть синтоистских предметов искусства не была предназначена для показа, а хранилась сокрытой от глаз в глубине святилища. Особняком стоит искусство синкретического учения сюгэндо, которое его адепты стремились сделать понятным простым людям.
Одним из основных истоков японского драматического театра но являются древние синтоистские ритуалы, в но до сих пор сохранились многие синтоистские элементы. В Средневековье многие труппы поддерживали синтоистские храмы; актёры выступали на мацури. Истоки другого жанра японского театра — кабуки — также берут начало в синтоизме. Считается, что основательницей направления стала Идзумо-но Окуни, служительница храма Идзумо тайся. В 1603 году труппа, в которой она играла, успешно выступила в храме Китано-Тэммангу. Этот год считается датой зарождения кабуки. Национальный японский вид спорта сумо имеет синтоистские корни: изначально, перед тем, как перейти на ринг, поединки сумо проводились на территории святилищ. Перед началом сражения борцы проводят ритуалы омовения рук и рта, как при входе в синтоистские храмы. Также они энергично топают ногами, отгоняя от ринга злых духов.

### Манга и аниме
Синтоистские образы часто встречаются в продуктах современной массовой культуры, некоторые из них становятся широко известны. Среди них работы японских мангак, авторов японских комиксов манги: Хикару Накамуры, Такэнаси Эри, Рэйко Окано и других. Божества, храмы и другие атрибуты религии появляются в таких популярных аниме (японской анимации), как «Сейлор Мун» и Love Live!, которые в свою очередь вызывают у зрителей интерес к изображённым в них религиозным местам. Храмы, которые посещаются крупными группами поклонников аниме, продают амулеты омамори, эма и другую атрибутику с героями произведений. Религиовед Джолион Томас вводит понятие «религиозной игры» для обозначения подобных практик, стирающих границы между верой и развлечением. В то же время религиозные учреждения публикуют материалы в доступной для молодой аудитории форме, например, «Ассоциация синтоистских храмов» выпустила «Кодзики» в жанре манги. Известны примеры художественного использования синтоизма в политическом контексте. Так, в манге Yasukuni Ron (яп. 靖國論) политического активиста правого толка Ёсинори Кобаяси изображён храм Ясукуни, который, как считает автор, должен продолжать исполнять функции национального памятника упокоения душ солдат, погибших за императора, как это было ранее.

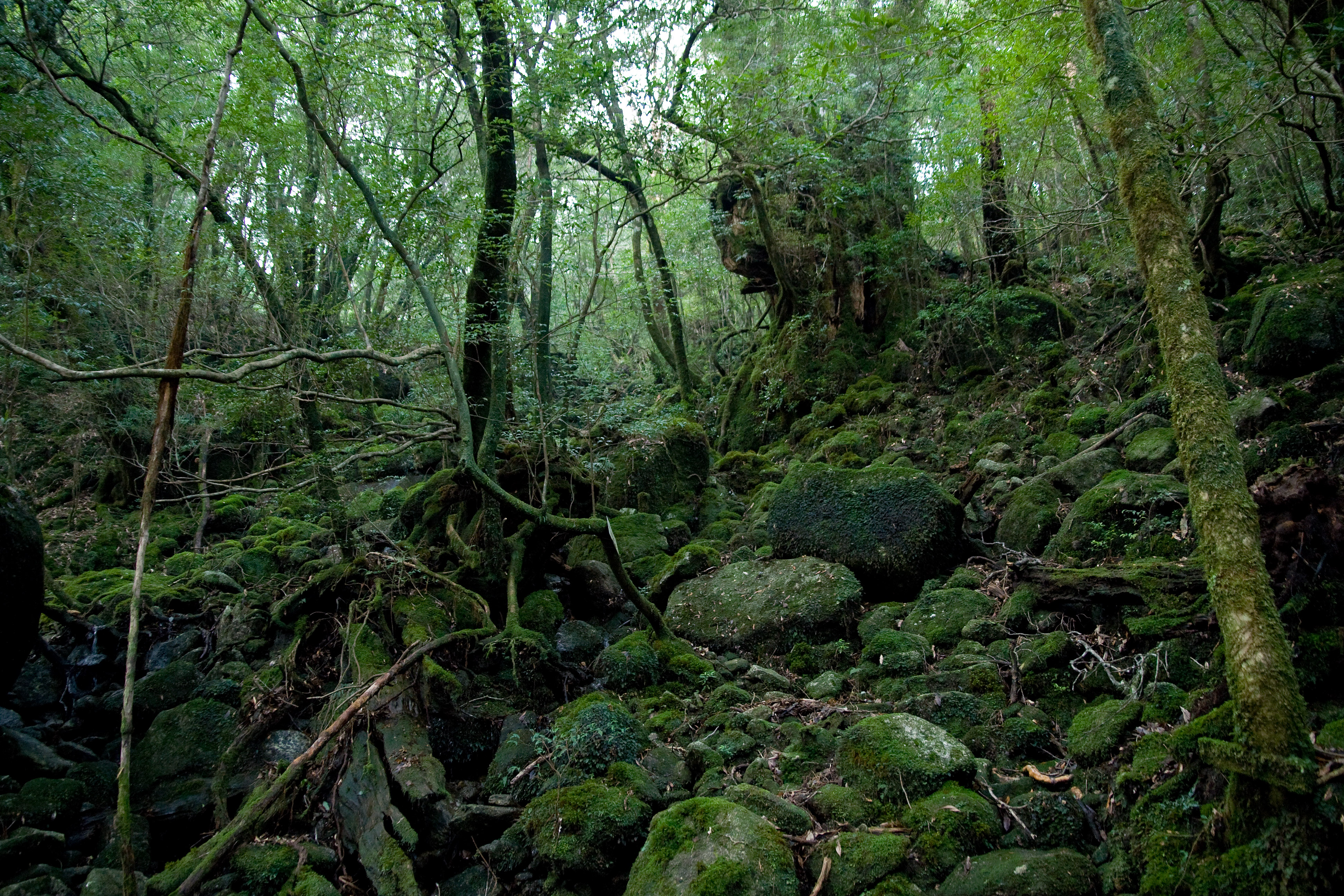
Фотография из леса Якусима, который стал прообразом локаций для «Принцессы Мононоке»

Одними из самых известных примеров использования синтоизма в современной японской анимации считаются работы всемирно известного аниматора Хаяо Миядзаки, в картинах которого замечаются элементы анимизма и традиционной религии, однако сам аниматор не поддерживает отнесение его мультфильмов к религиозным произведениям и не считает, что они каким-либо образом отражают сущность синтоизма. Японовед Айке Ротс замечает, что аниме режиссёра способствует пониманию синтоизма и отношения японцев к природе. В полнометражном анимационном фильме «Принцесса Мононоке» 1997 года Миядзаки отображает воздействие индустриализации на окружающий мир через сюжет о ками, разгневанных тем, что их жилища — леса — были разрушены человеком. «Мой сосед Тоторо» стал наиболее популярным в мировой культуре отображением японского понимания природы, и, как отмечает Ротс, в сюжете картины отражается термин современного синтоистского дискурса «тиндзю-но-мори», означающий определённое место, в котором проживают ками, связанные с близлежащими поселениями. Главный герой Тоторо отождествляется исследователем с ками-защитником, который живёт в синтоистском храме.

### Компьютерные игры
Синтоистские и буддийские ритуалы и святилища отображены во множестве японских видеоигр: Fatal Frame от Tecmo, Silent Hill и Harvest Moon. Атмосфера синтоизма и японской мифологии вдохновила Сигэру Миямото на создание серии игр The Legend of Zelda. Синтоистская мифология отображена в компьютерной игре Okami, выпущенной в 2006 году японской компанией Clover Studio. Произведение отсылает к японской традиции, но, как отмечает журналист IGN, многие аспекты синтоизма были упрощены для того, чтобы повествование игры было яснее для западных игроков. Главным героем игры является богиня Аматэрасу, которая может взаимодействовать с окружающим миром, рисуя на различных объектах магические символы.
Синтоизм и японский фольклор отражён в серии компьютерных игр Touhou Project, действия которой разворачиваются в вымышленной местности Генсокё, населённой ёкаями. Одним из важных аспектов в игре являются синтоистские святилища, которые имеют прообразы в реальном мире, что вызвало интерес у поклонников Touhou Project. Разработчики Super Mario Bros. 3 и Star Fox Zero также были вдохновлены синтоистской архитектурой.
В западных компьютерных играх синтоизм встречался как часть игрового мира в одной из версий пошаговой стратегии Sid Meier’s Civilization V, а также в дополнении к игре — Gods & Kings. В 2020 году американская компания EA выпустила дополнение Snowy Escape для компьютерной игры The Sims 4, в котором были добавлены атрибуты японской культуры. Разработчикам пришлось внести изменения, поскольку оно вызвало возмущение у южнокорейских игроков. В частности, предполагалось, что в The Sims 4 будет добавлена одежда с узором, напоминающим флаг Восходящего Солнца, а игровые персонажи смогут поклоняться синтоистским святилищам.

## Комментарии
1. ↑  В то время как слово «синто» произносится при помощи «китайского чтения» (онъёми), название «ками-но-мити» (яп. 神の道) является воспроизведением данного слова через японское произношение (кунъёми)[3].
2. ↑  Интересу к синтоизму среди неяпонцев способствовало развитие Интернета; начиная с 2000-х годов наблюдается рост сообществ, посвящённых синто, в которых состоят десятки тысяч адептов и заинтересованных людей преимущественно неяпонского происхождения. Вместе с тем некоторые иностранцы становятся синтоистскими священниками. Однако в обществе вопрос о том, может ли иностранец быть последователем синтоизма, остаётся дискуссионным[20].
3. ↑  Хотя напрямую термин «анимизм» не употребляется[25].
4. ↑  В связи с этим в первом номере «Журнала изучения синто» за 1926 год Танака Ёсито отмечает, что значительная часть людей никогда не слышала о такой области исследований. Сам Танака использовал этот термин в 1924 году, ранее называя своё занятие синтотэцугаку («философия синтоизма»)[66].
5. ↑  В подобном ходе мысли можно проследить влияние Иноуэ Тэцудзиро[англ.], у которого Танака проходил обучение[67].
6. ↑  Может почитаться как ками-мужчина, так и ками-женщина[97].
7. ↑  Значение этого органа упало уже к X веку так, что провинциальные жрецы пренебрегали им и игнорировали его указания[152].
8. ↑  Похороны конфуцианского писателя Тодзю Накаэ[англ.] в 1648 году стали одними из первых похорон не по традициям буддизма в период Эдо[170].
9. ↑  Первоначально организация называлась Досикай — «Товарищество синтоистских священников», но была переименована в 1900 году[214].
10. ↑  Например, школьников и учителей выстраивали на площади перед святилищем и заставляли стоять так часами[365].

### Справочные издания
- Боги, святилища, обряды Японии. Энциклопедия синто / Мещеряков А. Н. — М.: РГГУ, 2010. — 316 с. — (Orientalia et Classica). — ISBN 9785728110873.
- Мифы народов мира / Токарев С. А. — М.: Российская энциклопедия, 1994. — Т. 1. — 671 с. — ISBN 5852700169.
- Мифы народов мира / Токарев С. А. — М.: Российская энциклопедия, 1994. — Т. 2. — 719 с. — ISBN 585270072X.
- Bocking, Brian. A Popular Dictionary of Shinto (англ.). — Surrey: Curzon Press, 2005. — 211 p. — ISBN 020398627X.
- Huffman, James. Modern Japan: an Encyclopedia of History, Culture, and Nationalism (англ.). — New York: Garland Pub[англ.], 1998. — 316 p. — ISBN 9780815325253.
- Picken, Stuart. Historical dictionary of Shinto (англ.). — Lanham: Scarecrow Press, 2011. — 373 p. — ISBN 9780810873728.
- Reader I. Shintō // Encyclopedia of Language & Linguistics[англ.] (англ.). — 2nd ed. — Boston: Elsevier, 2006. — P. 280—281. — ISBN 978-0-08-044854-1. — doi:10.1016/b0-08-044854-2/04451-5.
- The Encyclopedia of World Religions (англ.) / Ellwood, Robert. — New York: Facts On File[англ.], 2007. — 514 p. — ISBN 9780816061419.